# 1984
Portal Geschichte | Portal Biografien | Aktuelle Ereignisse | Jahreskalender | Tagesartikel

◄ |
19. Jahrhundert |
20. Jahrhundert
| 21. Jahrhundert

◄ |
1950er |
1960er |
1970er |
1980er
| 1990er | 2000er | 2010er | ►

◄◄ |
◄ |
1980 |
1981 |
1982 |
1983 |
1984
| 1985 | 1986 | 1987 | 1988 | ► | ►►
 Jan.
| Feb.
| Mär.
| Apr.
| Mai
| Jun.
| Jul.
| Aug.
| Sep.
| Okt.
| Nov.
| Dez.
Staatsoberhäupter · Wahlen · Nekrolog  · Literaturjahr · Musikjahr · Filmjahr · Rundfunkjahr · Sportjahr
| Januar | Januar | Januar | Januar | Januar | Januar | Januar | Januar |
| Kw     | Mo     | Di     | Mi     | Do     | Fr     | Sa     | So     |
| ------ | ------ | ------ | ------ | ------ | ------ | ------ | ------ |
| 52     |        |        |        |        |        |        | 1      |
| 1      | 2      | 3      | 4      | 5      | 6      | 7      | 8      |
| 2      | 9      | 10     | 11     | 12     | 13     | 14     | 15     |
| 3      | 16     | 17     | 18     | 19     | 20     | 21     | 22     |
| 4      | 23     | 24     | 25     | 26     | 27     | 28     | 29     |
| 5      | 30     | 31     |        |        |        |        |        |

| Februar | Februar | Februar | Februar | Februar | Februar | Februar | Februar |
| Kw      | Mo      | Di      | Mi      | Do      | Fr      | Sa      | So      |
| ------- | ------- | ------- | ------- | ------- | ------- | ------- | ------- |
| 5       |         |         | 1       | 2       | 3       | 4       | 5       |
| 6       | 6       | 7       | 8       | 9       | 10      | 11      | 12      |
| 7       | 13      | 14      | 15      | 16      | 17      | 18      | 19      |
| 8       | 20      | 21      | 22      | 23      | 24      | 25      | 26      |
| 9       | 27      | 28      | 29      |         |         |         |         |

| März | März | März | März | März | März | März | März |
| Kw   | Mo   | Di   | Mi   | Do   | Fr   | Sa   | So   |
| ---- | ---- | ---- | ---- | ---- | ---- | ---- | ---- |
| 9    |      |      |      | 1    | 2    | 3    | 4    |
| 10   | 5    | 6    | 7    | 8    | 9    | 10   | 11   |
| 11   | 12   | 13   | 14   | 15   | 16   | 17   | 18   |
| 12   | 19   | 20   | 21   | 22   | 23   | 24   | 25   |
| 13   | 26   | 27   | 28   | 29   | 30   | 31   |      |

| April | April | April | April | April | April | April | April |
| Kw    | Mo    | Di    | Mi    | Do    | Fr    | Sa    | So    |
| ----- | ----- | ----- | ----- | ----- | ----- | ----- | ----- |
| 13    |       |       |       |       |       |       | 1     |
| 14    | 2     | 3     | 4     | 5     | 6     | 7     | 8     |
| 15    | 9     | 10    | 11    | 12    | 13    | 14    | 15    |
| 16    | 16    | 17    | 18    | 19    | 20    | 21    | 22    |
| 17    | 23    | 24    | 25    | 26    | 27    | 28    | 29    |
| 18    | 30    |       |       |       |       |       |       |

| Mai | Mai | Mai | Mai | Mai | Mai | Mai | Mai |
| Kw  | Mo  | Di  | Mi  | Do  | Fr  | Sa  | So  |
| --- | --- | --- | --- | --- | --- | --- | --- |
| 18  |     | 1   | 2   | 3   | 4   | 5   | 6   |
| 19  | 7   | 8   | 9   | 10  | 11  | 12  | 13  |
| 20  | 14  | 15  | 16  | 17  | 18  | 19  | 20  |
| 21  | 21  | 22  | 23  | 24  | 25  | 26  | 27  |
| 22  | 28  | 29  | 30  | 31  |     |     |     |

| Juni | Juni | Juni | Juni | Juni | Juni | Juni | Juni |
| Kw   | Mo   | Di   | Mi   | Do   | Fr   | Sa   | So   |
| ---- | ---- | ---- | ---- | ---- | ---- | ---- | ---- |
| 22   |      |      |      |      | 1    | 2    | 3    |
| 23   | 4    | 5    | 6    | 7    | 8    | 9    | 10   |
| 24   | 11   | 12   | 13   | 14   | 15   | 16   | 17   |
| 25   | 18   | 19   | 20   | 21   | 22   | 23   | 24   |
| 26   | 25   | 26   | 27   | 28   | 29   | 30   |      |

| Juli | Juli | Juli | Juli | Juli | Juli | Juli | Juli |
| Kw   | Mo   | Di   | Mi   | Do   | Fr   | Sa   | So   |
| ---- | ---- | ---- | ---- | ---- | ---- | ---- | ---- |
| 26   |      |      |      |      |      |      | 1    |
| 27   | 2    | 3    | 4    | 5    | 6    | 7    | 8    |
| 28   | 9    | 10   | 11   | 12   | 13   | 14   | 15   |
| 29   | 16   | 17   | 18   | 19   | 20   | 21   | 22   |
| 30   | 23   | 24   | 25   | 26   | 27   | 28   | 29   |
| 31   | 30   | 31   |      |      |      |      |      |

| August | August | August | August | August | August | August | August |
| Kw     | Mo     | Di     | Mi     | Do     | Fr     | Sa     | So     |
| ------ | ------ | ------ | ------ | ------ | ------ | ------ | ------ |
| 31     |        |        | 1      | 2      | 3      | 4      | 5      |
| 32     | 6      | 7      | 8      | 9      | 10     | 11     | 12     |
| 33     | 13     | 14     | 15     | 16     | 17     | 18     | 19     |
| 34     | 20     | 21     | 22     | 23     | 24     | 25     | 26     |
| 35     | 27     | 28     | 29     | 30     | 31     |        |        |

| September | September | September | September | September | September | September | September |
| Kw        | Mo        | Di        | Mi        | Do        | Fr        | Sa        | So        |
| --------- | --------- | --------- | --------- | --------- | --------- | --------- | --------- |
| 35        |           |           |           |           |           | 1         | 2         |
| 36        | 3         | 4         | 5         | 6         | 7         | 8         | 9         |
| 37        | 10        | 11        | 12        | 13        | 14        | 15        | 16        |
| 38        | 17        | 18        | 19        | 20        | 21        | 22        | 23        |
| 39        | 24        | 25        | 26        | 27        | 28        | 29        | 30        |

| Oktober | Oktober | Oktober | Oktober | Oktober | Oktober | Oktober | Oktober |
| Kw      | Mo      | Di      | Mi      | Do      | Fr      | Sa      | So      |
| ------- | ------- | ------- | ------- | ------- | ------- | ------- | ------- |
| 40      | 1       | 2       | 3       | 4       | 5       | 6       | 7       |
| 41      | 8       | 9       | 10      | 11      | 12      | 13      | 14      |
| 42      | 15      | 16      | 17      | 18      | 19      | 20      | 21      |
| 43      | 22      | 23      | 24      | 25      | 26      | 27      | 28      |
| 44      | 29      | 30      | 31      |         |         |         |         |

| November | November | November | November | November | November | November | November |
| Kw       | Mo       | Di       | Mi       | Do       | Fr       | Sa       | So       |
| -------- | -------- | -------- | -------- | -------- | -------- | -------- | -------- |
| 44       |          |          |          | 1        | 2        | 3        | 4        |
| 45       | 5        | 6        | 7        | 8        | 9        | 10       | 11       |
| 46       | 12       | 13       | 14       | 15       | 16       | 17       | 18       |
| 47       | 19       | 20       | 21       | 22       | 23       | 24       | 25       |
| 48       | 26       | 27       | 28       | 29       | 30       |          |          |

| Dezember | Dezember | Dezember | Dezember | Dezember | Dezember | Dezember | Dezember |
| Kw       | Mo       | Di       | Mi       | Do       | Fr       | Sa       | So       |
| -------- | -------- | -------- | -------- | -------- | -------- | -------- | -------- |
| 48       |          |          |          |          |          | 1        | 2        |
| 49       | 3        | 4        | 5        | 6        | 7        | 8        | 9        |
| 50       | 10       | 11       | 12       | 13       | 14       | 15       | 16       |
| 51       | 17       | 18       | 19       | 20       | 21       | 22       | 23       |
| 52       | 24       | 25       | 26       | 27       | 28       | 29       | 30       |
| 1        | 31       |          |          |          |          |          |          |

| Januar | Januar | Januar | Januar | Januar | Januar | Januar | Januar |
| Kw     | Mo     | Di     | Mi     | Do     | Fr     | Sa     | So     |
| ------ | ------ | ------ | ------ | ------ | ------ | ------ | ------ |
| 52     |        |        |        |        |        |        | 1      |
| 1      | 2      | 3      | 4      | 5      | 6      | 7      | 8      |
| 2      | 9      | 10     | 11     | 12     | 13     | 14     | 15     |
| 3      | 16     | 17     | 18     | 19     | 20     | 21     | 22     |
| 4      | 23     | 24     | 25     | 26     | 27     | 28     | 29     |
| 5      | 30     | 31     |        |        |        |        |        |

| Februar | Februar | Februar | Februar | Februar | Februar | Februar | Februar |
| Kw      | Mo      | Di      | Mi      | Do      | Fr      | Sa      | So      |
| ------- | ------- | ------- | ------- | ------- | ------- | ------- | ------- |
| 5       |         |         | 1       | 2       | 3       | 4       | 5       |
| 6       | 6       | 7       | 8       | 9       | 10      | 11      | 12      |
| 7       | 13      | 14      | 15      | 16      | 17      | 18      | 19      |
| 8       | 20      | 21      | 22      | 23      | 24      | 25      | 26      |
| 9       | 27      | 28      | 29      |         |         |         |         |

| März | März | März | März | März | März | März | März |
| Kw   | Mo   | Di   | Mi   | Do   | Fr   | Sa   | So   |
| ---- | ---- | ---- | ---- | ---- | ---- | ---- | ---- |
| 9    |      |      |      | 1    | 2    | 3    | 4    |
| 10   | 5    | 6    | 7    | 8    | 9    | 10   | 11   |
| 11   | 12   | 13   | 14   | 15   | 16   | 17   | 18   |
| 12   | 19   | 20   | 21   | 22   | 23   | 24   | 25   |
| 13   | 26   | 27   | 28   | 29   | 30   | 31   |      |

| April | April | April | April | April | April | April | April |
| Kw    | Mo    | Di    | Mi    | Do    | Fr    | Sa    | So    |
| ----- | ----- | ----- | ----- | ----- | ----- | ----- | ----- |
| 13    |       |       |       |       |       |       | 1     |
| 14    | 2     | 3     | 4     | 5     | 6     | 7     | 8     |
| 15    | 9     | 10    | 11    | 12    | 13    | 14    | 15    |
| 16    | 16    | 17    | 18    | 19    | 20    | 21    | 22    |
| 17    | 23    | 24    | 25    | 26    | 27    | 28    | 29    |
| 18    | 30    |       |       |       |       |       |       |

| Mai | Mai | Mai | Mai | Mai | Mai | Mai | Mai |
| Kw  | Mo  | Di  | Mi  | Do  | Fr  | Sa  | So  |
| --- | --- | --- | --- | --- | --- | --- | --- |
| 18  |     | 1   | 2   | 3   | 4   | 5   | 6   |
| 19  | 7   | 8   | 9   | 10  | 11  | 12  | 13  |
| 20  | 14  | 15  | 16  | 17  | 18  | 19  | 20  |
| 21  | 21  | 22  | 23  | 24  | 25  | 26  | 27  |
| 22  | 28  | 29  | 30  | 31  |     |     |     |

| Juni | Juni | Juni | Juni | Juni | Juni | Juni | Juni |
| Kw   | Mo   | Di   | Mi   | Do   | Fr   | Sa   | So   |
| ---- | ---- | ---- | ---- | ---- | ---- | ---- | ---- |
| 22   |      |      |      |      | 1    | 2    | 3    |
| 23   | 4    | 5    | 6    | 7    | 8    | 9    | 10   |
| 24   | 11   | 12   | 13   | 14   | 15   | 16   | 17   |
| 25   | 18   | 19   | 20   | 21   | 22   | 23   | 24   |
| 26   | 25   | 26   | 27   | 28   | 29   | 30   |      |

| Juli | Juli | Juli | Juli | Juli | Juli | Juli | Juli |
| Kw   | Mo   | Di   | Mi   | Do   | Fr   | Sa   | So   |
| ---- | ---- | ---- | ---- | ---- | ---- | ---- | ---- |
| 26   |      |      |      |      |      |      | 1    |
| 27   | 2    | 3    | 4    | 5    | 6    | 7    | 8    |
| 28   | 9    | 10   | 11   | 12   | 13   | 14   | 15   |
| 29   | 16   | 17   | 18   | 19   | 20   | 21   | 22   |
| 30   | 23   | 24   | 25   | 26   | 27   | 28   | 29   |
| 31   | 30   | 31   |      |      |      |      |      |

| August | August | August | August | August | August | August | August |
| Kw     | Mo     | Di     | Mi     | Do     | Fr     | Sa     | So     |
| ------ | ------ | ------ | ------ | ------ | ------ | ------ | ------ |
| 31     |        |        | 1      | 2      | 3      | 4      | 5      |
| 32     | 6      | 7      | 8      | 9      | 10     | 11     | 12     |
| 33     | 13     | 14     | 15     | 16     | 17     | 18     | 19     |
| 34     | 20     | 21     | 22     | 23     | 24     | 25     | 26     |
| 35     | 27     | 28     | 29     | 30     | 31     |        |        |

| September | September | September | September | September | September | September | September |
| Kw        | Mo        | Di        | Mi        | Do        | Fr        | Sa        | So        |
| --------- | --------- | --------- | --------- | --------- | --------- | --------- | --------- |
| 35        |           |           |           |           |           | 1         | 2         |
| 36        | 3         | 4         | 5         | 6         | 7         | 8         | 9         |
| 37        | 10        | 11        | 12        | 13        | 14        | 15        | 16        |
| 38        | 17        | 18        | 19        | 20        | 21        | 22        | 23        |
| 39        | 24        | 25        | 26        | 27        | 28        | 29        | 30        |

| Oktober | Oktober | Oktober | Oktober | Oktober | Oktober | Oktober | Oktober |
| Kw      | Mo      | Di      | Mi      | Do      | Fr      | Sa      | So      |
| ------- | ------- | ------- | ------- | ------- | ------- | ------- | ------- |
| 40      | 1       | 2       | 3       | 4       | 5       | 6       | 7       |
| 41      | 8       | 9       | 10      | 11      | 12      | 13      | 14      |
| 42      | 15      | 16      | 17      | 18      | 19      | 20      | 21      |
| 43      | 22      | 23      | 24      | 25      | 26      | 27      | 28      |
| 44      | 29      | 30      | 31      |         |         |         |         |

| November | November | November | November | November | November | November | November |
| Kw       | Mo       | Di       | Mi       | Do       | Fr       | Sa       | So       |
| -------- | -------- | -------- | -------- | -------- | -------- | -------- | -------- |
| 44       |          |          |          | 1        | 2        | 3        | 4        |
| 45       | 5        | 6        | 7        | 8        | 9        | 10       | 11       |
| 46       | 12       | 13       | 14       | 15       | 16       | 17       | 18       |
| 47       | 19       | 20       | 21       | 22       | 23       | 24       | 25       |
| 48       | 26       | 27       | 28       | 29       | 30       |          |          |

| Dezember | Dezember | Dezember | Dezember | Dezember | Dezember | Dezember | Dezember |
| Kw       | Mo       | Di       | Mi       | Do       | Fr       | Sa       | So       |
| -------- | -------- | -------- | -------- | -------- | -------- | -------- | -------- |
| 48       |          |          |          |          |          | 1        | 2        |
| 49       | 3        | 4        | 5        | 6        | 7        | 8        | 9        |
| 50       | 10       | 11       | 12       | 13       | 14       | 15       | 16       |
| 51       | 17       | 18       | 19       | 20       | 21       | 22       | 23       |
| 52       | 24       | 25       | 26       | 27       | 28       | 29       | 30       |
| 1        | 31       |          |          |          |          |          |          |

## Ereignisse

### Jahreswidmungen
- Jahr der Frauen in Südafrika
- Der Weißstorch (lat. Ciconia ciconia) ist Vogel des Jahres (NABU/Deutschland)
- Orwell-Jahr

### Politik und Weltgeschehen

#### 1. Halbjahr
- 1. Januar: Leon Schlumpf wird Bundespräsident der Schweiz.
- 1. Januar: Militärputsch in Lagos, Nigeria. Neuer Regierungschef ist Mohammed Buhari.
- 1. Januar: Brunei erhält seine volle Unabhängigkeit vom Vereinigten Königreich.
- 1. Januar: In der Bundesrepublik Deutschland wird die Altersrente schon nach 5 statt 15 Versicherungsjahren gewährt.
- 5. Januar: Die Süddeutsche Zeitung berichtet, dass Bundesverteidigungsminister Manfred Wörner den NATO-General Günter Kießling überraschend in den Ruhestand versetzt hat. Weitere Recherchen von Journalisten fördern die Kießling-Affäre ans Tageslicht. Der homosexuellen Verhaltens verdächtigte General wird später vollständig rehabilitiert.
- 10. Januar: Die Regierung der USA und der Vatikan (Papst Johannes Paul II.) nehmen nach mehr als 100 Jahren Pause wieder diplomatische Beziehungen auf.
- 17. Januar: In Stockholm beginnt auf Außenminister-Ebene die KSZE-Folgekonferenz über Vertrauensbildung und Abrüstung in Europa (KVAE).
- 18. Januar: Die sowjetische Nachrichtenagentur TASS teilt mit, dass in der DDR mit der Aufstellung von Nuklearraketen begonnen wurde.
- 20. Januar: In Norwegen wird Arne Treholt, Pressesprecher des Außenministers, als sowjetischer Spion entlarvt und verhaftet.
- 24. Januar: Apple bringt den Macintosh auf den Markt.
- 24. Januar: Das Bundesamt für Wehrtechnik und Beschaffung in Koblenz bestätigt, dass Computerlisten mit dem fast vollständigen Beschaffungsprogramm der Bundeswehr in einem Straßengraben gefunden worden sind.
- 8. Februar: Eröffnung der XIV. Olympischen Winterspiele in Sarajevo, Jugoslawien.
- 13. Februar: Konstantin Ustinowitsch Tschernenko wird zum neuen Generalsekretär der KPdSU gewählt.
- 18. Februar: Ein Konkordat des Heiligen Stuhls mit Italien revidiert Teile der Lateranverträge. Der Katholizismus ist seitdem nicht mehr Staatsreligion, staatliche Leistungen an die Kirche werden neu geordnet. Rom verliert die Bezeichnung Heilige Stadt.
- 5. März: Das Truppenabzugsabkommen vom 16. Mai 1983[1] zwischen dem Libanon und Israel wird gekündigt; es sollte nach dem Abzug der syrischen Truppen in Kraft treten.
- 5. März: 1.300 Menschen sterben bei Ausschreitungen von Muslimen im christlich geprägten Nordosten von Nigeria bei Yola.
- 26. März: Ahmed Sékou Touré, seit 1958 Staatspräsident von Guinea, stirbt während einer Herzoperation.
- 26. März: Staatskirchenvertrag zwischen dem Heiligen Stuhl und Nordrhein-Westfalen
- 3. April: Oberst Lansana Conté führt in Guinea einen unblutigen Putsch an und suspendiert die Verfassung. Er wird am 5. April zum Präsidenten erklärt.
- 5. April: Als erstes Bundesland verankert Bayern den Umweltschutz in seiner Landesverfassung
- 6. April: Putschversuch in Kamerun
- 11. April: Konstantin Ustinowitsch Tschernenko wird knapp zwei Monate nach seiner Wahl zum Generalsekretär auch zum neuen Staatsoberhaupt der Sowjetunion gewählt
- 9. Mai: Otto Wiesheu, beurlaubter Generalsekretär der CSU, verliert im Bayerischen Landtag seine Immunität. Er wird später wegen eines Autounfalls unter Alkoholeinfluss mit Todesfolge angeklagt und verurteilt.
- 5. Juni: In Amritsar (Punjab) stürmen Spezialeinheiten der indischen Armee in der Operation Blue Star den „Goldenen Tempel“, in dem sich seit zwei Jahren Hunderte von militanten Sikhs verschanzt halten. 600 Menschen sterben.
- 24. Juni: Bundeswirtschaftsminister Otto Graf Lambsdorff (FDP) tritt wegen der Flick-Parteispenden-Affäre von seinem Amt zurück.

#### 2. Halbjahr

Laurent Fabius

- 1. Juli: Richard von Weizsäcker wird Bundespräsident.
- 1. Juli: In Liechtenstein entscheiden sich die männlichen Wahlberechtigten knapp für das Stimm- und Wahlrecht für Frauen.
- 5. Juli: Acht militante Sikhs entführen einen Airbus der Indian Airlines mit 264 Personen an Bord nach Pakistan.
- 14. Juli: Aus den vorgezogenen Parlamentswahlen in Neuseeland geht die oppositionelle Labour Party als Sieger hervor.
- 17. Juli: Laurent Fabius löst Pierre Mauroy als Premierminister von Frankreich ab und wird mit 37 Jahren der jüngste in diesem Amt.
- 19. Juli: Jacques Delors löst Gaston Thorn als Präsident der EG-Kommission ab.
- 23. Juli: Der frühere Boxer Gustav „Bubi“ Scholz wird unter dem Verdacht verhaftet, in der Nacht seine Frau im Alkoholrausch erschossen zu haben.
- 25. Juli: Die Bundesrepublik gewährt eine Bürgschaftsgarantie für einen zweiten durch Banken finanzierten Milliardenkredit an die DDR.
- 26. Juli: David Lange wird als neuer neuseeländischer Premierminister vereidigt.
- 29. Juli: Flugzeugentführung in Venezuela: Eine mit 90 Personen besetzte DC-9 wird auf dem Weg von Curaçao nach Caracas entführt.
- 31. Juli: Flugzeugentführung in Deutschland: Eine Boeing 737 der Air France wird mit 63 Personen an Bord auf dem Weg von Frankfurt-Paris nach Teheran gezwungen.
- 1. August: Die Anschnallpflicht für Sicherheitsgurte tritt für Autofahrer in der Bundesrepublik in Kraft (Bußgeld bei Nichtbefolgung: 40 DM).
- 2. August: Bombenanschlag in Madras (Indien): Das Dach der Ankunftshalle des Flughafens stürzt ein, 32 Personen werden getötet.
- 8. August: Flugzeugentführung durch einen 17-jährigen Gegner von Ajatollah Ruhollah Chomeini: 300 Mekka-Pilger werden von Teheran nach Rom entführt; der Entführer bittet um politisches Asyl.
- 11. August: US-Präsident Ronald Reagan verkündet bei einer Mikrofon-Sprechprobe die Bombardierung der Sowjetunion (bedauert später den „Scherz“).
- 22. August: In Südafrika wählen erstmals in der Geschichte Coloured (Mischlinge) und Asiaten ihre Parlamentsabgeordneten.
- 23. August: In der Mongolei löst Dschambyn Batmönch den bisherigen Ministerpräsidenten Jumdschaagiin Tsedenbal ab.
- 24. August: Sikh-Extremisten entführen eine Boeing 737 der Indian Airlines mit mehr als 90 Personen an Bord nach Dubai.
- 28. August: Der Kriminalfall von Amstetten beginnt. Der Täter lockt seine 18-jährige Tochter in den Keller und hält sie aus sexuellen Motiven mehr als 24 Jahre lang gefangen und zeugt sieben Kinder mit ihr.
- 1. September: In Afghanistan verüben Widerstandskämpfer einen Anschlag auf den Flughafen Kabul und töten 42 Menschen, meist Afghanen und Sowjetbürger, unter ihnen viele Frauen und Kinder.
- 3. September: Im südafrikanischen Sharpeville kommt bei lokalen Unruhen der stellvertretende Bürgermeister Kuzwayo Jacob Dlamini ums Leben. Er wird von Unzufriedenen mit Benzin übergossen und getötet. Zwei Monate später werden die Sechs von Sharpeville verhaftet und der Tat bezichtigt.
- 4. September: Die Wahlen in Kanada bringen einen überwältigenden Wahlsieg für die Progressiv-Konservative Partei unter Brian Mulroney (mit 211 von 282 Sitzen).
- 12. September: Im Persischen Golf kommen bei einem Raketenangriff durch irakische Soldaten auf das deutsche Versorgungsschiff „Seetrans 21“ sechs Menschen ums Leben.
- 17. September: Frankreich und Libyen schließen mit dem Tschad einen Vertrag, wonach die Truppen beider Länder abgezogen werden.
- 17. September: Nach der Verfassungsreform in Südafrika und der Einführung des Dreikammerparlaments nimmt Pieter Willem Botha erstmals jeweils einen Minister (ohne Geschäftsbereich) der Coloureds und der Inder in sein Kabinett auf.
- 20. September: In Beirut sterben 24 Menschen nach einem Anschlag auf die dortige Außenstelle der Botschaft der USA, zu dem sich der Islamische Dschihad bekennt.
- 20. September: In München wird der mutmaßliche KGB-Spion Manfred Rotsch verhaftet, er hatte Zugang zu Plänen des Kampfflugzeugs „Tornado“.
- 22. September: Auf dem Soldatenfriedhof von Verdun gedenken François Mitterrand und Helmut Kohl mit einem als historische Geste gewürdigten Handschlag von Verdun gemeinsam der Opfer.
- 23. September: In der Schweiz stimmt die Mehrheit bei einer Volksabstimmung dem Bau von weiteren Atomkraftwerken zu.
- 25. September: Wiederaufnahme der diplomatischen Beziehungen zwischen Ägypten und Jordanien auf Anregung König Hussein I.
- 26. September: Ein Land, zwei Systeme: Großbritannien und die Volksrepublik China paraphieren ein Abkommen über Hongkong, nach dem die Kronkolonie ab 30. Juni 1997 von China verwaltet wird; China verpflichtet sich, für weitere 50 Jahre das kapitalistische Wirtschaftssystem bestehen zu lassen.
- 2. Oktober: In der Schweiz übernimmt erstmals eine Frau ein Ministeramt im Kabinett: Elisabeth Kopp übernimmt das Justizministerium.
- 7. Oktober: Die Kampagne A Catholic Statement on Pluralism and Abortion erscheint in der The New York Times.
- 8. Oktober: Jürgen Möllemann (FDP) verzichtet auf eine Spitzenkandidatur bei den kommenden Wahlen im Mai 1985 in Nordrhein-Westfalen, nachdem ihm die Vermischung politischer Ämter mit Privatgeschäften vorgeworfen wird.
- 12. Oktober: Die IRA zündet eine Bombe im Grand Hotel in Brighton, wo sich die britische Premierministerin Margaret Thatcher und ihr Kabinett aufhalten. Fünf Menschen werden getötet, 32 verletzt.
- 16. Oktober: Der Waldzustandsbericht für 1984 besagt, dass bereits 50 % des deutschen Waldes von sichtbaren Schäden betroffen sind.
- 18. Oktober: In Bonn kommt es während der Aussprache über die Regierungserklärung im Bundestag zu Tumulten, nach denen zwei Abgeordnete der Grünen ausgeschlossen werden: Jürgen Reents für fünf Tage und Joseph Fischer für zwei Tage.
- 20. Oktober: In Peking beschließt die Führung weitreichende Wirtschaftsreformen, nach denen ein marktorientiertes Planungssystem aufgebaut werden soll, auch soll der Industrie mehr Selbstverantwortung gegeben werden.
- 21. Oktober: Im Bundesland Vorarlberg ziehen die Grünen erstmals in ein österreichisches Parlament ein.
- 25. Oktober: Rainer Barzel tritt von seinem Amt als Bundestagspräsident zurück, nachdem ihm eine Verstrickung in die Flick-Affäre vorgeworfen wird.
- 31. Oktober: Die indische Ministerpräsidentin Indira Gandhi erliegt einem Attentat zweier Sikh-Extremisten aus ihrer Leibgarde. In unmittelbar darauffolgenden Unruhen werden ca. 1.000 Menschen, überwiegend aus der Sikh-Bevölkerung, getötet. Indiras Sohn Rajiv übernimmt das Amt des Ministerpräsidenten.
- 6. November: Ronald Reagan gewinnt die Präsidentenwahlen der USA gegen Walter Mondale.
- 6. November: In Chile verhängt die Regierung nach „ernsten Unruhen“ den Belagerungszustand über das gesamte Land.
- 12. November: Auf der OAU-Konferenz in Addis Abeba nimmt erstmals eine Delegation der Sahara-Republik teil. Marokko erklärt daraufhin seinen Austritt aus der OAU.
- 19. November: In Wien wird der ranghöchste UNO-Diplomat der Türkei durch Mitglieder der Armenischen Revolutionären Armee erschossen.
- 25. November: In Uruguay finden die ersten freien Wahlen statt, Wahlgewinner wird Julio María Sanguinetti.
- 25. November: In Brasilien nimmt das bis dato größte Wasserkraftwerk der Welt, Itaipú, seinen Betrieb auf.
- 30. November: An der innerdeutschen Grenze werden die letzten Selbstschussanlagen von Soldaten der Grenztruppen der DDR abgebaut.
- 1. Dezember: In Sri Lanka sterben 55 Menschen bei einem Überfall von Separatisten.
- 1. Dezember: Parlamentswahlen in Australien
- 3. Dezember: Bhopalunglück: In der Pestizidfabrik der Union Carbide in Bhopal entsteht eine Giftgaswolke – Tausende sterben.
- 11. Dezember: Bei einer Razzia in Italien verhaftet die Polizei insgesamt 150 mutmaßliche Mafia-Mitglieder.
- 14. Dezember: In Prag beginnen in der Deutschen Botschaft 40 von 68 DDR-Flüchtlingen einen Hungerstreik, um ihren Forderungen nach Ausreise in die Bundesrepublik Nachdruck zu verleihen.
- 21. Dezember: Brunei wird Mitglied bei den Vereinten Nationen.
- 22. Dezember: Im Konflikt um die Hainburger Au beschließt die österreichische Regierung nach zwei Wochen einen Rodungsstopp.
- 30. September: Komoren: Präsident Ahmed Abdallah wird durch Wahlen in seinem Amt bestätigt.
- 31. Dezember: Die Vereinigten Staaten von Amerika treten aus der UNESCO aus.

### Wirtschaft
- 1. Januar: Start des Privatfernsehens in Deutschland; PKS nimmt seinen Sendebetrieb aus einem Kellerstudio in Ludwigshafen am Rhein auf (ab 1985 unter dem Namen Sat.1)
- 1. Januar: Die Industrial and Commercial Bank of China wird gegründet.
- 1. Januar: Der US-amerikanische Trust AT&T gibt als Folge des im Jahr 1974 von der Regierung gegen ihn eingeleiteten Antitrustverfahrens große Teile seines Telefongeschäftes an sieben von ihm unabhängige Telekommunikationsnetzbetreiber ab.
- 2. Januar: RTL plus nimmt seinen Sendebetrieb aus Luxemburg auf (Privatfernsehen)
- 6. Januar: Die Deutsche Bundespost stellt die Nachtleerungen aus ihren Briefkästen ein.
- 9. Januar: Die westlichen Berliner Verkehrs-Betriebe (BVG) übernehmen die bislang in östlicher Regie betriebene S-Bahn in Berlin (West).
- 28. März: Das Kernkraftwerk Krümmel wird an den Betreiber übergeben
- 1. April: In München startet ein Pilotprojekt zum Kabelfernsehen mit 16 Fernseh- und 24 Hörfunk-Kanälen
- 6. Juli: Die EG-Kommission reicht vor dem EuGH Klage gegen die Bundesrepublik Deutschland ein, da diese das Inverkehrbringen von in anderen EG-Mitgliedstaaten rechtmäßig hergestelltem Bier untersagt, wenn dieses nicht dem deutschen Reinheitsgebot entspricht (EuGH, Rs. 178/84; Urteil am 12. März 1987).
- 26. Oktober: In München werden die in Konkurs gegangenen Zündapp-Werke für 16 Mio. DM an China verkauft.
- 4. November: Der französische Pay-TV-Sender Canal+ beginnt mit der Ausstrahlung seines landesweit zu empfangenden Programms.
- 5. November: Der Unternehmer John-Werner Madaus wird im bis dahin größten Parteispenden-Skandal zu einer Geldstrafe von 420.000 DM verurteilt
- 19. November: Der Chaos Computer Club dringt in das BTX-System der Deutschen Bundespost ein, überweist 135.000 DM auf sein eigenes Konto und meldet anschließend den Vorfall

### Wissenschaft und Technik
- 24. Januar: Das Unternehmen Apple stellt den Apple Macintosh vor.
- 1. März: Nachdem die britische Regierung einer Starthilfe von 250 Mio. Pfund Sterling zugestimmt hat, steht dem Airbus-Projekt nichts mehr im Wege
- 1. März: Der US-amerikanische Erdbeobachtungssatellit Landsat 5 der NASA und des United States Geological Survey wird von der Vandenberg Air Force Base gestartet.
- 14. März: Physiker an der Gesellschaft für Schwerionenforschung (GSI) in Darmstadt weisen durch Verschmelzung von Eisen- und Blei-Atomkernen das Element 108 nach.
- 9. März: „JET“ (Joint European Torus), die größten Fusionsforschungsanlage der Welt, wird in Culham (in der Nähe der britischen Hauptstadt London) offiziell eingeweiht.
- 21. Mai: Erstmals wird die Kontinentaldrift exakt vermessen; der Atlantik erweitert sich demnach jährlich um 1,5 cm.
- 3. August: Die erste E-Mail erreicht Deutschland.
- 14. August: IBM stellt den IBM Personal Computer/AT vor. Seine Technik ist als AT-Format über mehr als ein Jahrzehnt Standard in diesem Marktsegment.
- 24. August: Eine Forschergruppe an der Universität zu Köln entdeckt Elektronengas, das bei −260 Grad Celsius und einem externen Magnetfeld in den flüssigen Zustand übergeht.
- 30. August: Das Space Shuttle Discovery startet zu seinem Jungfernflug in der Mission STS-41-D.
- 18. September: Der US-Amerikaner Joseph Kittinger geht beim ersten Alleinflug in einem Gasballon über den Atlantik nach einer Flugdauer von 83:40 Stunden bei Cairo Montenotte in Norditalien nieder.
- 2. Oktober: Die drei sowjetischen Kosmonauten Leonid Denissowitsch Kisim, Wladimir Alexejewitsch Solowjow und Oleg Jurjewitsch Atkow kehren zur Erde zurück. Im Rahmen der Mission Saljut 7 EO-3 haben sie 237 Tage an Bord der Raumstation Saljut 7 im Weltraum zugebracht und damit frühere Langzeitaufenthalte übertroffen.
- 3. Oktober: Im Hamburger Bernhard-Nocht-Institut für Tropenmedizin wird erstmals eine Knochenmarktransplantation angewendet, um die Sichelzellenanämie zu heilen.
- 11. Oktober: Die Raumfahrerin Kathryn Dwyer Sullivan unternimmt als erste US-Amerikanerin im Rahmen der Space-Shuttle-Mission STS-41-G einen Weltraumausstieg.
- 14. November: Physiker der Universität Basel bestätigen Ergebnisse, nach denen die Wirkung der Fahrzeugkatalysatoren schädliche Nebenwirkungen auf den Menschen haben
- 1. Dezember: Unter der Bezeichnung Controlled Impact Demonstration bringt die NASA eine ferngesteuerte Boeing 720 kontrolliert zum Absturz.
- 19. Dezember: Mit River Raid wird in Deutschland das erste Videospiel in die Liste der jugendgefährdenden Medien aufgenommen.
- 22. Dezember: Uruguay gründet auf King George Island in der Antarktis die Forschungsstation Base Científica Antártica Artigas.
- 27. Dezember: Im Allen-Hills-Eisfeld in der Antarktis wird ein Meteorit aufgefunden, der unter seiner Bezeichnung ALH 84001 neun Jahre später als Marsmeteorit identifiziert werden wird.
- Dem französischen Biochemiker Luc Montagnier gelingt die genetische Entschlüsselung des AIDS-Erregers HIV.
- Der US-Amerikaner Chuck Hull erfindet den 3D-Drucker.

### Kunst und Kultur
- 1. Januar: In Ludwigshafen am Rhein wird mit einem Pilotprojekt das Kabelfernsehen gestartet, in dem auch private Sender auf Sendung gehen.
- 12. Januar: Mit einem Konzert des Sängers Renaud wird in Paris das Zénith, die wichtigste Konzerthalle Frankreichs, eingeweiht.
- 31. Januar: Wolfgang Staudte erhält postum den Helmut-Käutner-Preis
- 9. März: Die Neue Staatsgalerie Stuttgart, gebaut nach Plänen des schottischen Architekten James Stirling, wird nach viereinhalb Jahren Bauzeit eröffnet.
- 16. April: Muzaffer Ozak, der 19. Scheich der Dscherrahi-Tariqa, besucht während einer USA-Reise seine Derwische in New York. Die traditionelle Dhikr-Zeremonie, die am Abend dieses Tages stattfindet, wird professionell auf Tonband mitgeschnitten, aber erst im Jahr 1998 unter dem Titel Reunion veröffentlicht
- 5. Mai: Die Band Herreys gewinnt in Luxemburg mit dem Lied Diggi-loo Diggi-ley für Schweden die 29. Auflage des Eurovision Song Contest.
- 1. Juni: Das Architekturmuseum in Frankfurt am Main wird eröffnet.
- 4. Juni: Bisher unbekannte Manuskripte von George Orwell werden in der Nähe der Stadt Reading (Großbritannien) aufgefunden
- 27. Juli: In Livorno lässt die Stadtverwaltung zwei angebliche Skulpturen des Künstlers Amedeo Modigliani aus einem Kanal bergen, die dieser 70 Jahre zuvor aus Enttäuschung über Kritik durch Künstlerkollegen dort versenkt haben soll. Später stellen sich die Skulpturen als Fälschungen heraus.
- 7. August: Uraufführung der Oper Un re in ascolto (Ein König horcht) von Luciano Berio im Kleinen Festspielhaus in Salzburg
- 15. September: Premiere des Barockdramas Katharina von Georgien in der Balver Höhle
- September: Von hier aus – Zwei Monate neue deutsche Kunst in Düsseldorf
- 1. Oktober: Das am Gendarmenmarkt in Berlin gelegene Schauspielhaus Berlin (heute Konzerthaus Berlin) wird nach 17 Jahren Restaurierung wiedereröffnet.
- 13. November: Foreigner veröffentlicht die Rockballade I Want to Know What Love Is, die sich weltweit millionenfach verkauft.
- Oscar bester fremdsprachiger Film für „Dangerous Moves“ (CH/FR) von Richard Dembo
- Oscar bester Schauspieler für F. Murray Abraham in „Amadeus“
- Oscar beste Schauspielerin für Sally Field in „Places in the Heart“
- Erstmalige Vergabe des Max-und-Moritz-Preises in Erlangen
- Erstmalige Vergabe des Turner Prize
- Erstmalige Vergabe des Peter-Härtling-Preis
- Eröffnung des Eisenbahnmuseums Strasshof
- Gründung des Cartoon Art Museums
- Martin Kippenberger malt das Gemälde Ich kann beim besten Willen kein Hakenkreuz entdecken.
- Kulturabkommen zwischen der Republik Österreich und der Portugiesischen Republik.

### Gesellschaft
- 16. Juli: Beim Amoklauf von San Ysidro sterben in einem Schnellrestaurant in San Diego 21 Menschen. Der Täter verletzt mit seiner Waffe weitere 19 Personen, ehe er von einem Scharfschützen einer Polizei-Spezialeinheit getötet wird.

### Umwelt
- Der Nationalpark Hohe Tauern wird geschaffen.

### Sport

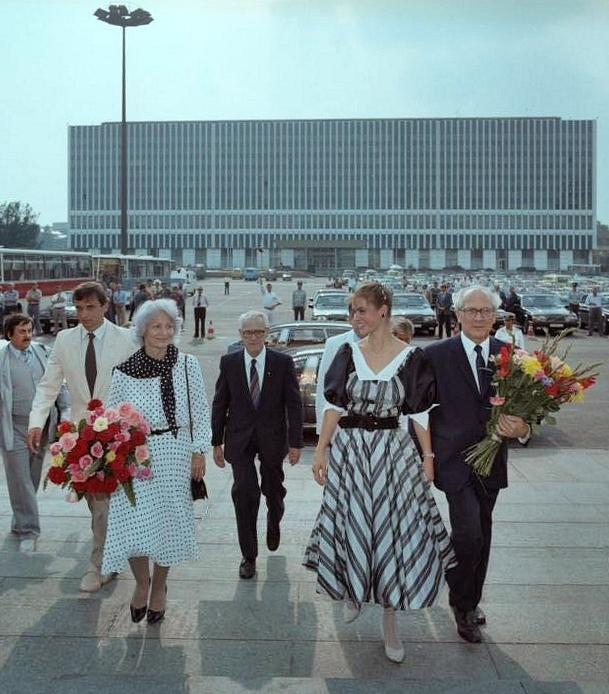
Katarina Witt 1984 mit Margot und Erich Honecker in Berlin

Einträge von Leichtathletik-Weltrekorden siehe unter der jeweiligen Disziplin unter Leichtathletik.
- 6. Januar: Jens Weißflog gewinnt nach drei Einzelsiegen die Vierschanzentournee.
- 8. Februar bis 19. Februar: XIV. Olympische Winterspiele in Sarajevo, Jugoslawien.
- 18. Februar: Katarina Witt gewinnt Gold im Eiskunstlauf für die DDR in Sarajevo.
- 9. März: Tim Witherspoon gewann seinen Boxkampf und Weltmeistertitel im Schwergewicht gegen Greg Page im Convention Center, Las Vegas, Nevada, USA, durch einen Punktsieg.
- 19. März bis 2. September: Austragung der 36. FIM-Motorrad-Straßenweltmeisterschaft
- 25. März: Erstmals findet der Vienna City Marathon statt. 794 Personen nehmen teil, davon 25 Frauen.
- 25. März bis 21. Oktober: Austragung der 35. Formel-1-Weltmeisterschaft
- 12. Mai: Eröffnung der neuen GP-Strecke des Nürburgrings.
- 19. Mai: der VfB Stuttgart wird Deutscher Fußballmeister.
- 12. Juni bis 27. Juni: Frankreich gewinnt die siebte Fußball-Europameisterschaft 1984 im eigenen Land durch einen 2:0-Sieg gegen Spanien.
- 18. Juli: Der Tyrrell-Rennstall von Ken Tyrrell (Großbritannien) wird von der FISA von der weiteren Teilnahme an den Formel-1-Rennen 1984 wegen unerlaubter Manipulationen ausgeschlossen.
- 20. Juli: Uwe Hohn (DDR) schraubt den Weltrekord im Speerwurf auf 104,80 Meter. Daraufhin beschließt die IAAF die technische Änderung des Sportgerätes.
- 28. Juli bis 12. August: XXIII. Olympische Sommerspiele in Los Angeles, Kalifornien, USA.
- 16. August: Die 4. Skatweltmeisterschaft wird in der Dortmunder Westfalenhalle vom Schirmherr, NRW-Ministerpräsident Johannes Rau, eröffnet.
- 31. August: Pinklon Thomas gewinnt seinen Boxkampf und Weltmeistertitel im Schwergewicht gegen Tim Witherspoon im Riviera Hotel, Las Vegas, Nevada, USA, durch Sieg nach Punkten.
- 21. Oktober: Niki Lauda gewinnt in der knappsten WM-Entscheidung (Unterschied von 0,5 Punkten zu dem Vizeweltmeister Alain Prost) der Geschichte seinen dritten und letzten Formel-1-Weltmeistertitel.
- Der FK Austria Wien wird österreichischer Fußballmeister.
- Der Grasshopper Club Zürich wird schweizerischer Fußballmeister.

### Katastrophen
- 12. Juli: München und seine östliche Umgebung werden durch das schlimmste Hagelunwetter seit Menschengedenken in Mitleidenschaft gezogen. 300 Verletzte und insgesamt etwa 1,5 Milliarden Euro Sachschäden an Autos, Gebäuden und anderen Gegenständen zählen zur Bilanz des Schreckens.
- 2. September: Auf den Philippinen richtet der Taifun „Ike“ schwere Schäden an und fordert 1.400 Menschenleben, der Sturm wandert über Südkorea nach China weiter.
- 19. November: Explosionen in einem Öllager des mexikanischen Mineralölkonzerns PEMEX bei Mexiko-Stadt verursachten einen Großbrand, bei dem etwa 500 Menschen ums Leben kommen.
- 3. Dezember: Giftgas-Katastrophe der Chemiefirma Union Carbide in Bhopal, Indien mit etwa 4.500 Toten.
- Eine Dürre führt in 20 afrikanischen Ländern zu Missernten und Hungersnöten. Am schlimmsten betroffen war Äthiopien, monatlich starben hier fast 20.000 Kinder an Unterernährung. > Hungersnot in Äthiopien 1984–1985

Kleinere Unglücksfälle sind in den Unterartikeln von Katastrophe und in der Liste von Katastrophen aufgeführt.

## Kulturelle Referenz
1984 ist das berühmte Jahr aus Orwells 1984. Aus diesem Anlass kam es vermehrt zu Retrospektiven und Betrachtungen zu den Themen Datenschutz und Überwachung.

## Geboren

### Januar

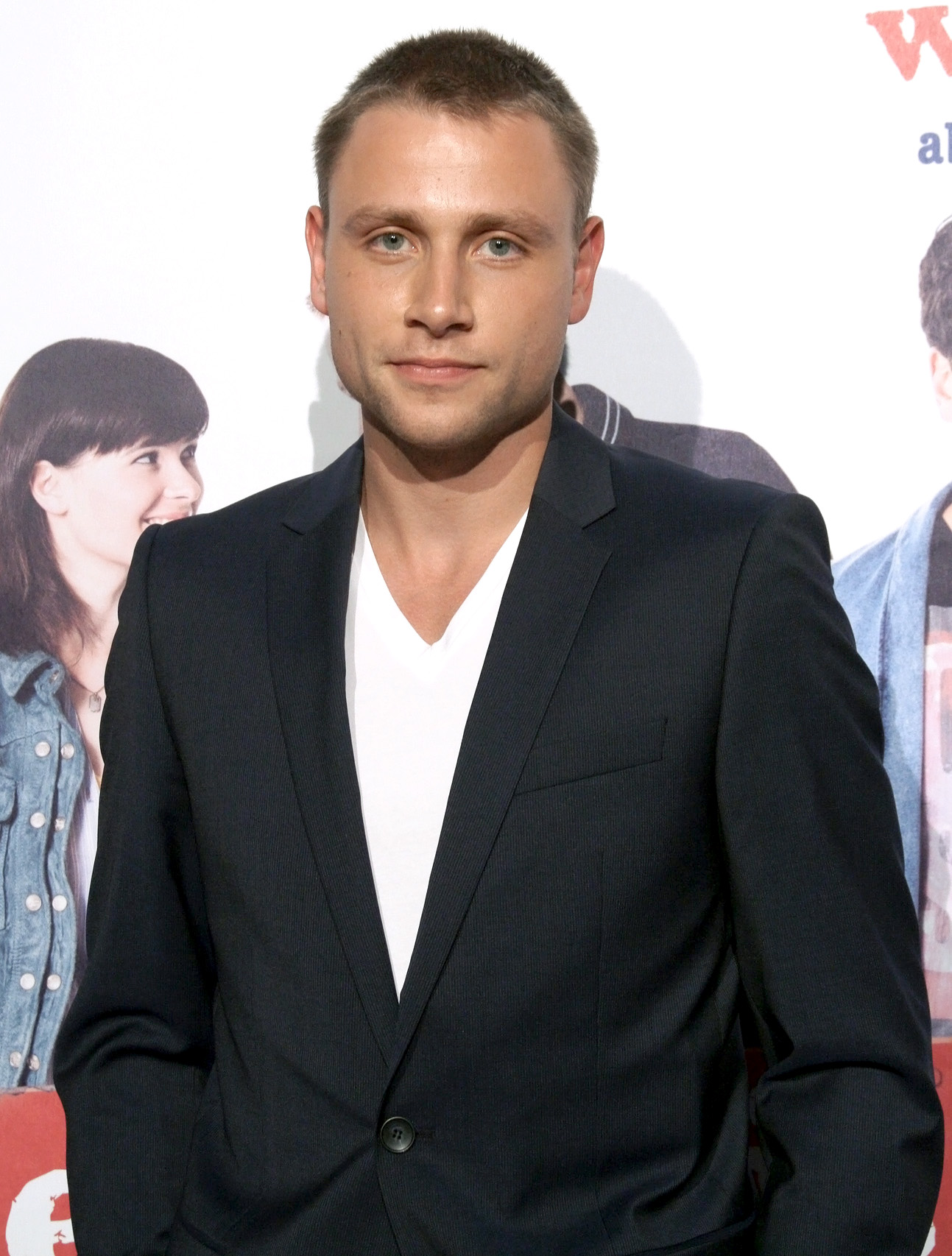
Max Riemelt

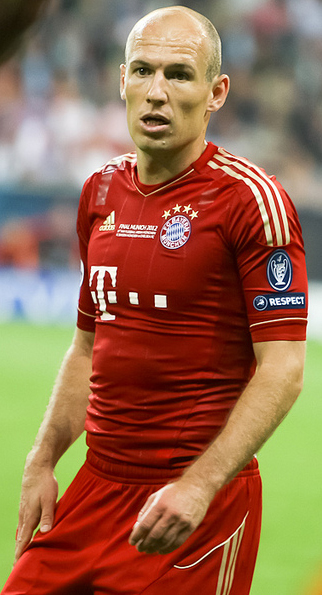
Arjen Robben

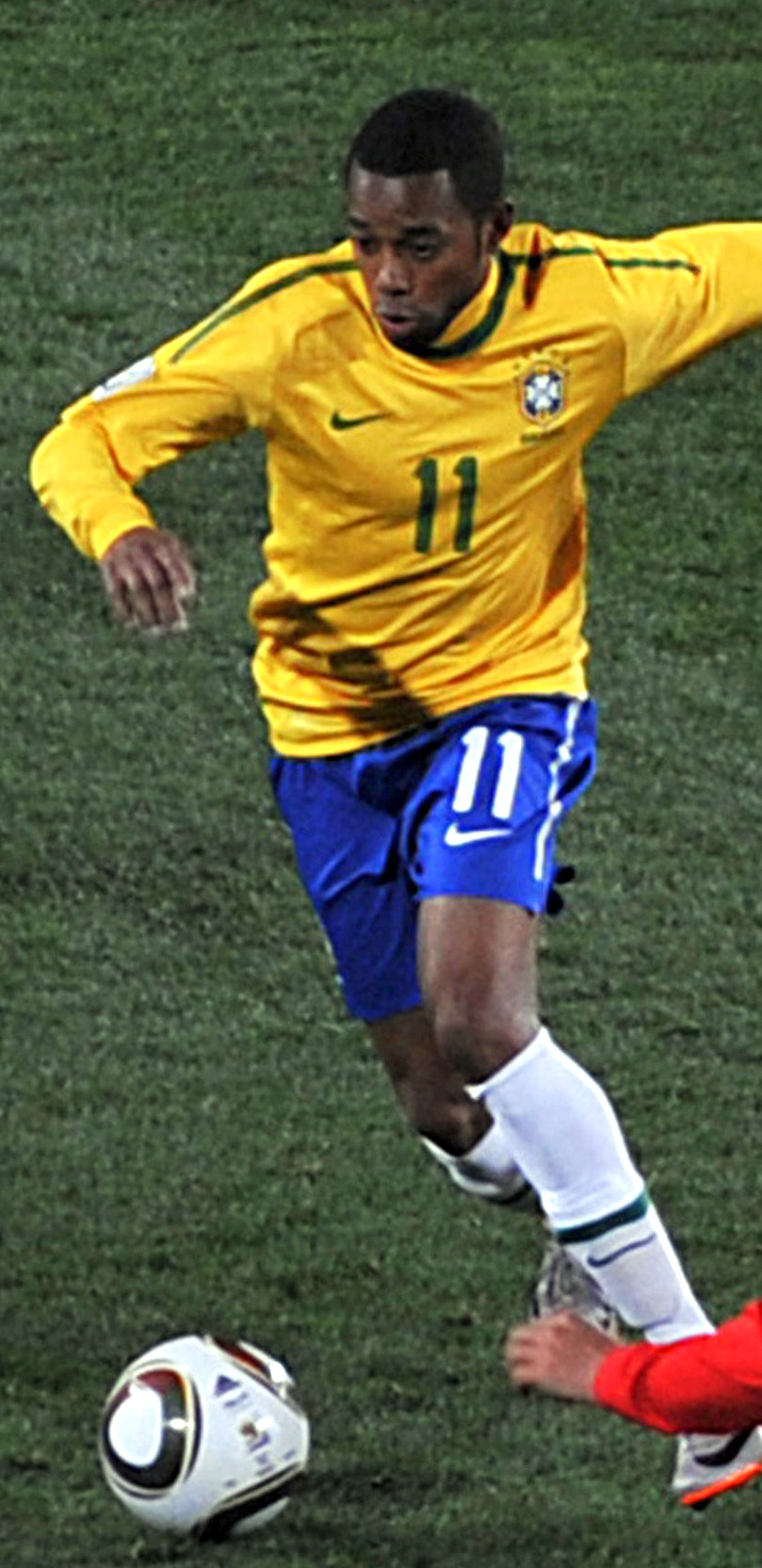
Robinho

- 01. Januar: Aaron Beeney, englischer Dartspieler
- 01. Januar: Mubarak Al Rumaihi, katarischer Springreiter
- 01. Januar: Paolo Guerrero, peruanischer Fußballspieler
- 02. Januar: Fu Haifeng, chinesischer Badmintonweltmeister
- 03. Januar: Serkan Atak, deutsch-türkischer Fußballspieler
- 03. Januar: Maximilian Mechler, deutscher Skispringer
- 03. Januar: Veysel, deutscher Rapper
- 04. Januar: İbrahim Akın, türkischer Fußballspieler
- 04. Januar: Astrid Plessl, österreichische Gedächtnissportlerin, Frauen-Weltmeisterin
- 04. Januar: Alexei Nikolajewitsch Silajew, kasachischer Skispringer
- 05. Januar: Derrick Atkins, bahamaischer Leichtathlet
- 05. Januar: Jytte-Merle Böhrnsen, deutsche Schauspielerin und Drehbuchautorin
- 06. Januar: Matteo Montaguti, italienischer Radrennfahrer
- 06. Januar: Dennis Sonne, deutscher Politiker (Bündnis 90/Die Grünen)
- 06. Januar: Tobias Teich, deutscher Politiker
- 07. Januar: Max Riemelt, deutscher Schauspieler
- 07. Januar: Luke McShane, englischer Schachgroßmeister
- 07. Januar: Xavier Margairaz, Schweizer Fußballspieler
- 07. Januar: Yorikatsu Tsujiko, japanischer Unternehmer und Autorennfahrer
- 08. Januar: Kim Jong-un, nordkoreanischer Staatspräsident
- 09. Januar: Ragnhild Aas, norwegische Beachvolleyballspielerin
- 09. Januar: Vincent Descombes Sevoie, französischer Skispringer
- 09. Januar: Oliver Jarvis, britischer Automobilrennfahrer
- 10. Januar: Pierre Ragues, französischer Automobilrennfahrer
- 11. Januar: Lara Fritzsche, deutsche Journalistin
- 11. Januar: Justin Lindine, US-amerikanischer Radrennfahrer
- 11. Januar: Matthew Mullenweg, US-amerikanischer Web-Entwickler
- 11. Januar: Filip Salaquarda, tschechischer Automobilrennfahrer
- 11. Januar: Stijn Schaars, niederländischer Fußballspieler
- 11. Januar: Yannic Seidenberg, deutscher Eishockeyspieler
- 11. Januar: Kerstin Wohlbold, deutsche Handballspielerin
- 12. Januar: Taraneh Alidoosti, iranische Schauspielerin
- 12. Januar: Robert Archibald, australischer Polospieler
- 12. Januar: Chaunte Howard, US-amerikanische Leichtathletin
- 12. Januar: Alain Montwani, andorranischer Fußballspieler
- 13. Januar: Michael Ginsburg, deutscher Schauspieler
- 13. Januar: Ilena Gwisdalla, deutsche Schauspielerin und Synchronsprecherin
- 13. Januar: Eleni Ioannou, griechische Judoka († 2004)
- 13. Januar: Nick Mangold, US-amerikanischer American-Football-Spieler
- 15. Januar: Julia Kaufmann, deutsche Synchronsprecherin
- 15. Januar: Julia Palmer-Stoll, deutsche Schauspielerin († 2005)
- 15. Januar: Jan Werle, niederländischer Schachmeister
- 16. Januar: Stephan Lichtsteiner, Schweizer Fußballspieler
- 16. Januar: Mona Pirzad, deutsche Schauspielerin
- 17. Januar: Sophie Dee, britische Pornodarstellerin und Schauspielerin
- 17. Januar: Calvin Harris, britischer Sänger, Songwriter und Produzent
- 17. Januar: O Jong-ae, nordkoreanische Gewichtheberin
- 17. Januar: Tim Sebastian, deutscher Fußballer
- 18. Januar: Leonardo Nicolás Pisculichi, argentinischer Fußballspieler
- 18. Januar: Brian Welch, US-amerikanischer Skispringer
- 19. Januar: Karun Chandhok, indischer Automobilrennfahrer
- 19. Januar: Nicolás Pareja, argentinischer Fußballspieler
- 19. Januar: Daniele Rizzo, italienisch-deutscher Moderator, Schauspieler und Comedian
- 19. Januar: Hamdi Salihi, albanischer Fußballspieler
- 19. Januar: Aljona Savchenko, deutsche Eiskunstläuferin
- 19. Januar: Thomas Vanek, österreichischer Eishockeyspieler
- 20. Januar: Federico Peluso, italienischer Fußballspieler
- 20. Januar: Angela Rudzka, deutsche Politikerin
- 20. Januar: Lil Scrappy, US-amerikanischer Rapper
- 21. Januar: Amy Cragg, US-amerikanische Langstreckenläuferin
- 21. Januar: Timo Salzer, deutscher Handballspieler
- 22. Januar: Josef Cinar, deutscher Fußballspieler
- 21. Januar: James Cottingham, britischer Unternehmer und Autorennfahrer
- 23. Januar: Jesse Albert, deutscher Schauspieler
- 23. Januar: Arjen Robben, niederländischer Fußballspieler
- 24. Januar: Parys Haralson, US-amerikanischer American-Football-Spieler († 2021)
- 24. Januar: Justin Baldoni, US-amerikanischer Schauspieler
- 24. Januar: Cedric Coudoro, deutscher Handballspieler
- 25. Januar: Simon W. Kristiansen, dänischer Handballspieler
- 25. Januar: Stefan Kießling, deutscher Fußballspieler
- 25. Januar: Robinho, brasilianischer Fußballspieler
- 26. Januar: Silvi Antarini, indonesische Badmintonspielerin
- 26. Januar: Antonio Rukavina, serbischer Fußballspieler
- 26. Januar: Grzegorz Wojtkowiak, polnischer Fußballspieler
- 27. Januar: Monique Angermüller, deutsche Eisschnellläuferin
- 28. Januar: Madeleine Besson, französische Filmkomponistin
- 28. Januar: Andre Iguodala, US-amerikanischer Basketballspieler
- 29. Januar: Taichi, deutscher Rapper
- 30. Januar: Kid Cudi, US-amerikanischer Rapper
- 30. Januar: Chad Power, US-amerikanischer Kinderdarsteller
- 31. Januar: Franziska Steil, deutsche Handballspielerin und -trainerin
- 31. Januar: Alexander Ludwig, deutscher Fußballspieler
- 31. Januar: Alessandro Rosina, italienischer Fußballspieler
- 31. Januar: Jeremy Wariner, US-amerikanischer Leichtathlet

### Februar
- 01. Februar: Lee Thompson Young, US-amerikanischer Schauspieler († 2013)
- 01. Februar: Risa Wataya, japanische Schriftstellerin
- 02. Februar: Yusuf Barak, afghanischer Fußballspieler
- 02. Februar: Natia Natia, amerikanisch-samoanischer Fußballspieler
- 02. Februar: Kathleen Weiß, deutsche Volleyballspielerin
- 03. Februar: Lourival Assis, brasilianischer Fußballspieler

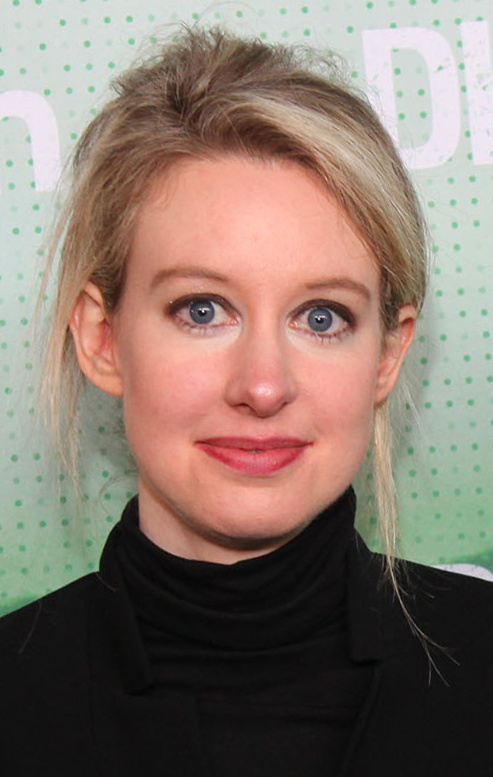
Elizabeth Holmes

- 03. Februar: Elizabeth Holmes, US-amerikanische Unternehmerin
- 05. Februar: Edgaras Česnauskis, litauischer Fußballspieler
- 05. Februar: Michael Nell, kanadischer Skispringer
- 05. Februar: Carlos Tévez, argentinischer Fußballspieler
- 06. Februar: Duanganong Aroonkesorn, thailändische Badmintonspielerin
- 06. Februar: Darren Bent, englischer Fußballspieler
- 06. Februar: Katarina Tomašević, serbische Handballspielerin
- 07. Februar: Jessica Lindell-Vikarby, schwedische Skirennläuferin
- 07. Februar: Trey Hardee, US-amerikanischer Leichtathlet und Weltmeister
- 08. Februar: Shelley Thompson, deutsche Fußballspielerin
- 09. Februar: Maurice Ager, US-amerikanischer Basketballspieler
- 09. Februar: Drago Papa, kroatischer Fußballspieler
- 11. Februar: Gabriel von Berlepsch, deutscher Schauspieler
- 11. Februar: JAW, deutscher Rapper
- 12. Februar: Arthur Gómez, gambischer Fußballspieler
- 12. Februar: Caterine Ibargüen, kolumbianische Leichtathletin
- 12. Februar: Oona Devi Liebich, deutsche Schauspielerin
- 12. Februar: Davide Ricci Bitti, italienischer Radrennfahrer
- 13. Februar: Wanda Perdelwitz, deutsche Schauspielerin
- 14. Februar: Stephanie Leonidas, britische Schauspielerin
- 14. Februar: Maria Wedig, deutsche Schauspielerin
- 16. Februar: Sofia Arvidsson, schwedische Tennisspielerin
- 16. Februar: Sokol Kacani, albanischer Fußballspieler
- 17. Februar: Álvaro Barba, spanischer Automobilrennfahrer
- 17. Februar: Ásgeir Örn Hallgrímsson, isländischer Handballspieler und -trainer
- 17. Februar: Marcin Gortat, polnischer Basketballspieler
- 17. Februar: Juliane Gramenz, deutsche Volleyballspielerin
- 17. Februar: Stefan Jarosch, deutscher Fußballspieler
- 18. Februar: Hansjörg Auer, österreichischer Kletterer († 2019)

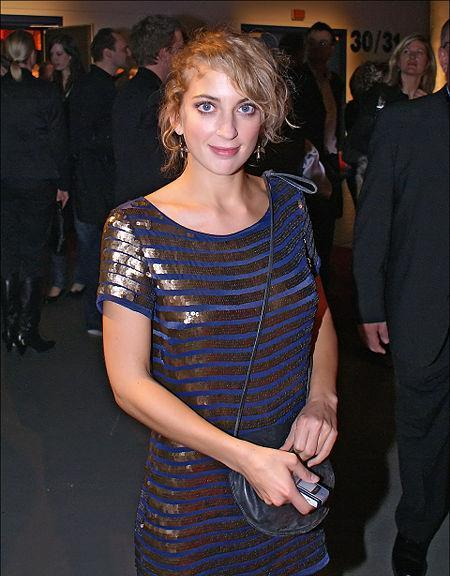
Nora Binder

- 18. Februar: Nora Binder, deutsche Schauspielerin
- 18. Februar: Carlos Kameni, französisch-kamerunischer Fußballspieler
- 18. Februar: Nick McDonell, US-amerikanischer Schriftsteller
- 18. Februar: Juan Carlos Menseguez, argentinischer Fußballspieler
- 21. Februar: David Odonkor, deutscher Fußballspieler
- 21. Februar: Damien Molony, irischer Schauspieler
- 21. Februar: Andreas Daniel Müller, Schweizer Schauspieler
- 22. Februar: Dani Arnold, Schweizer Bergsteiger
- 22. Februar: Najib Naderi, afghanischer Fußballspieler
- 22. Februar: Branislav Ivanović, serbischer Fußballspieler
- 23. Februar: Cédric Makiadi, kongolesisch-deutscher Fußballspieler
- 23. Februar: Robert Wick, deutscher Biathlet
- 23. Februar: Mamoutou Coulibaly, malischer Fußballspieler
- 24. Februar: Brian Dabul, argentinischer Tennisspieler
- 24. Februar: Daniel Serra, brasilianischer Automobilrennfahrer
- 24. Februar: Rudy Yakym, US-amerikanischer Politiker
- 25. Februar: Maria Antonelli, brasilianische Beachvolleyballspielerin
- 25. Februar: Steve Baumgärtel, deutscher Handballspieler
- 25. Februar: Heinrich Haussler, australischer Radrennfahrer
- 25. Februar: Xing Huina, chinesische Leichtathletin und Olympiasiegerin
- 25. Februar: Patrik Kvalvik, schwedischer Handballspieler
- 25. Februar: Lovefoxxx, brasilianische Popsängerin
- 26. Februar: Alex De Angelis, san-marinesischer Motorradrennfahrer
- 26. Februar: Emmanuel Adebayor, togoischer Fußballspieler
- 27. Februar: James Augustine, US-amerikanischer Basketballspieler
- 27. Februar: Akseli Kokkonen, norwegischer (ehemaliger finnischer) Skispringer
- 27. Februar: Sarazar, deutscher Moderator, Unternehmer und Video-Produzent
- 27. Februar: Laura Thies, deutsche Regisseurin
- 28. Februar: Laura Asadauskaitė-Zadneprovskienė, litauische Pentathletin
- 28. Februar: René Boese, deutscher Handballspieler
- 28. Februar: Mindaugas Kalonas, litauischer Fußballspieler

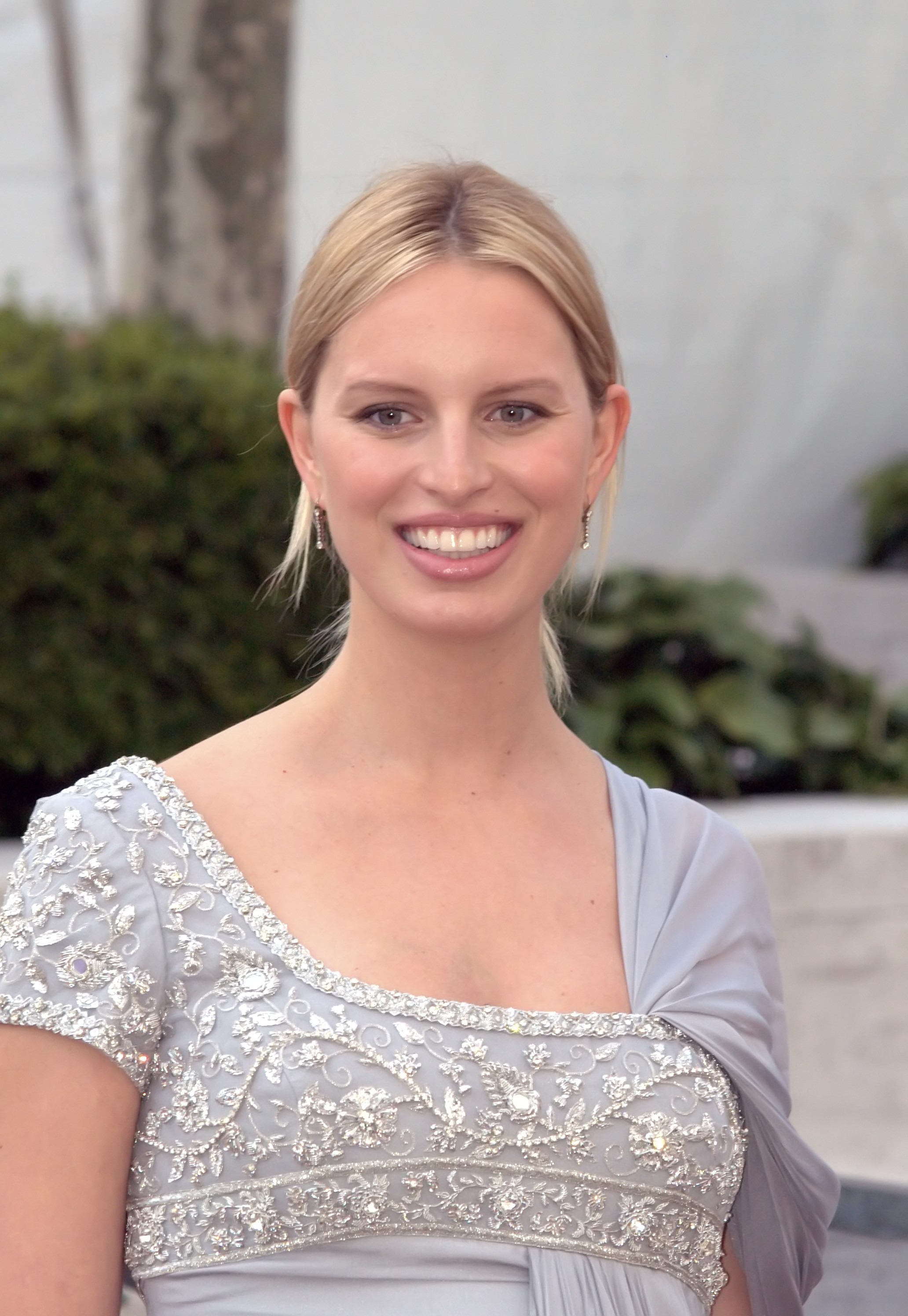
Karolína Kurková

- 28. Februar: Karolína Kurková, tschechisches Fotomodell
- 28. Februar: Marleen Lohse, deutsche Schauspielerin
- 28. Februar: Audräy Tuzolana, französischer Handballspieler
- 29. Februar: Jolanda Bombis-Robben, niederländische Handballspielerin
- 29. Februar: Cullen Jones, US-amerikanischer Freistil-Schwimmer
- 29. Februar: Anna Paulson, schwedische Fußballspielerin
- 29. Februar: Radik Schaparow, kasachischer Skispringer
- 29. Februar: Maike Weiss, deutsche Handballspielerin

### März
- 01. März: Sangsanoi Anon, thailändischer Fußballspieler
- 01. März: Patrick Helmes, deutscher Fußballspieler

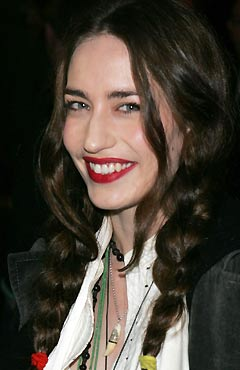
Elizabeth Jagger

- 02. März: Elizabeth Jagger, britisch-US-amerikanisches Model
- 02. März: Stefan Thurnbichler, österreichischer Skispringer
- 03. März: Ángel Javier Arizmendi de Lucas, spanischer Fußballspieler
- 03. März: Kanu, brasilianischer Fußballspieler
- 04. März: Jeremy Loops, südafrikanischer Singer-Songwriter
- 06. März: Daniël de Ridder, niederländischer Fußballspieler
- 09. März: Eduard Maratowitsch Absalimow, russischer Boxer
- 09. März: Johan Andersson, schwedischer Eishockeyspieler
- 09. März: Artūrs Ansons, lettischer Radrennfahrer
- 09. März: Kamel Ghilas, algerischer Fußballspieler
- 09. März: Guillaume Gillet, belgischer Fußballspieler
- 09. März: Robert Kromm, deutscher Volleyballspieler
- 09. März: Priscilla Ahn, US-amerikanische Sängerin und Songwriterin
- 10. März: Enrico Maaßen, deutscher Fußballtrainer

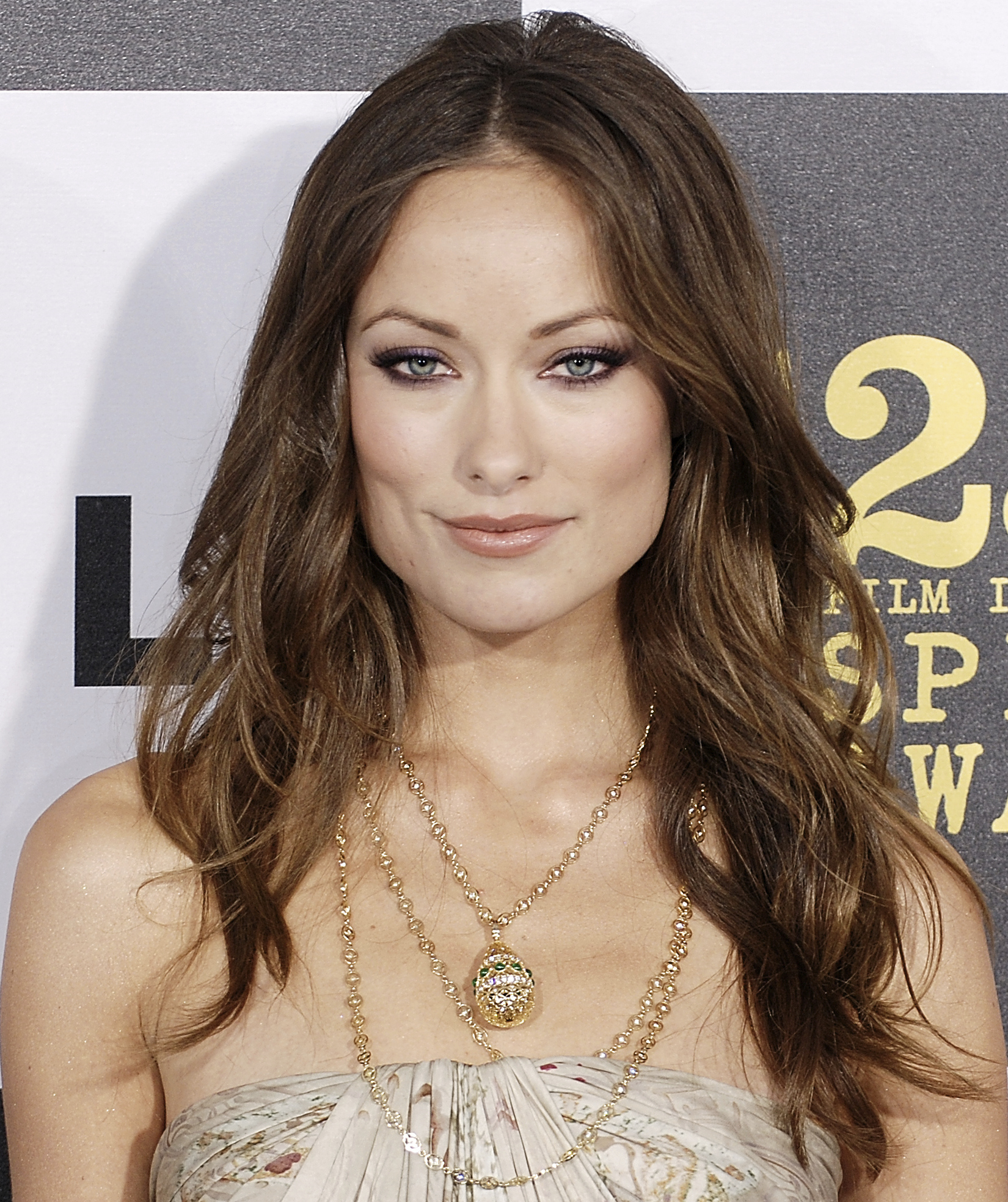
Olivia Wilde

- 10. März: Olivia Wilde, irisch-US-amerikanische Schauspielerin
- 11. März: Mandy Hering, deutsche Handballspielerin
- 11. März: Ines Österle, deutsche Fußballspielerin
- 11. März: Katharina Straßer, österreichische Schauspielerin
- 12. März: Jaimie Alexander, US-amerikanische Schauspielerin
- 13. März: Pieter Custers, niederländischer Bogenschütze

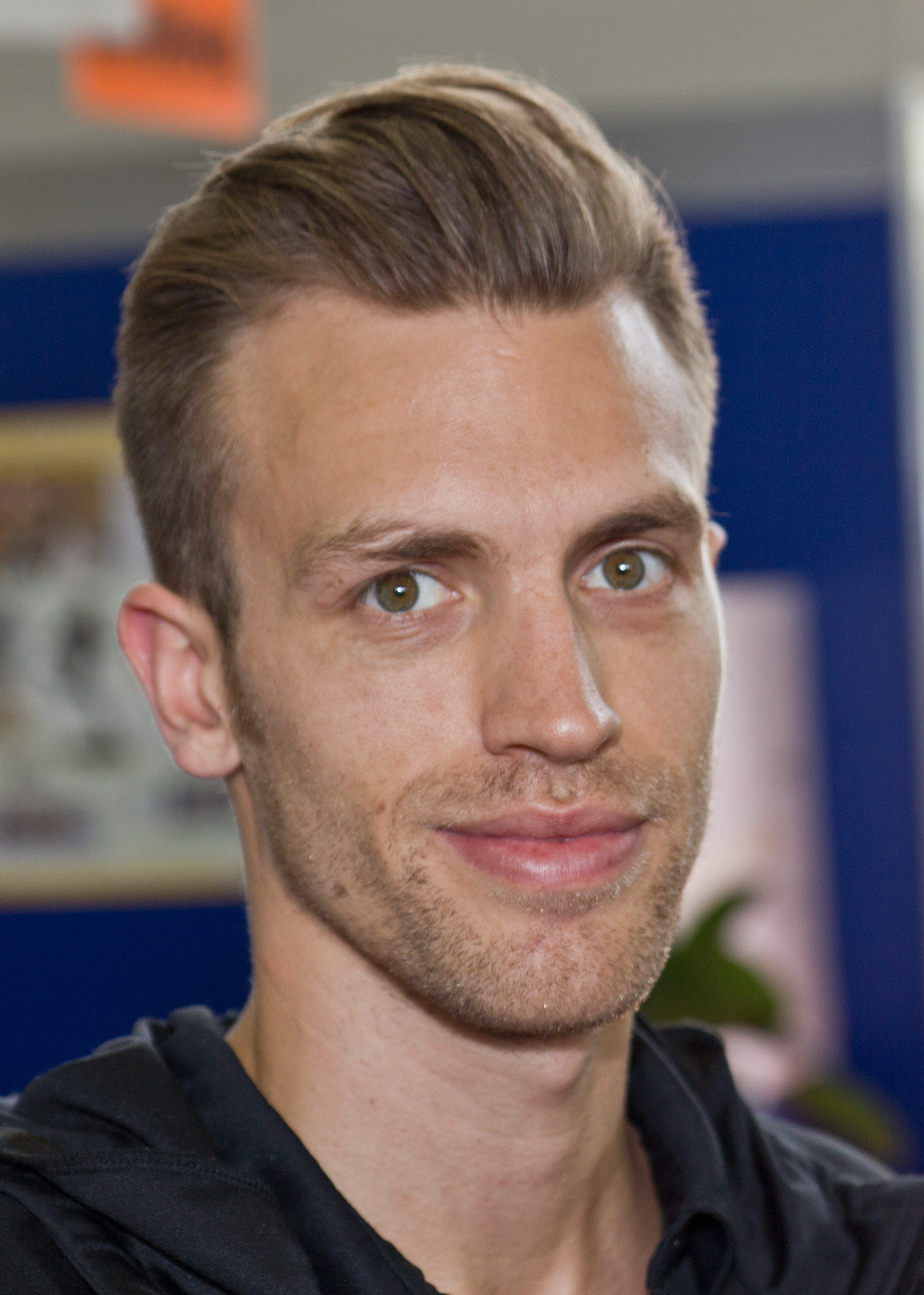
Marc Zwiebler

- 13. März: Marc Zwiebler, deutscher Badmintonspieler
- 14. März: Thomas Dagoneau, französischer Autorennfahrer
- 15. März: Yves Grafenhorst, deutscher Handballspieler
- 15. März: Medhi Lacen, algerischer Fußballspieler
- 15. März: Roi Sánchez, spanischer Handballtrainer
- 16. März: Octavian Abrudan, rumänischer Fußballspieler
- 16. März: Beau Busch, australischer Fußballspieler
- 16. März: Sebastian Schwarz, deutscher Schauspieler
- 17. März: Damien Farrell, antiguanischer Fußballspieler
- 18. März: Katja Kramarczyk, deutsche Handballspielerin
- 19. März: Silulu A'etonu, amerikanisch-samoanische Judoka

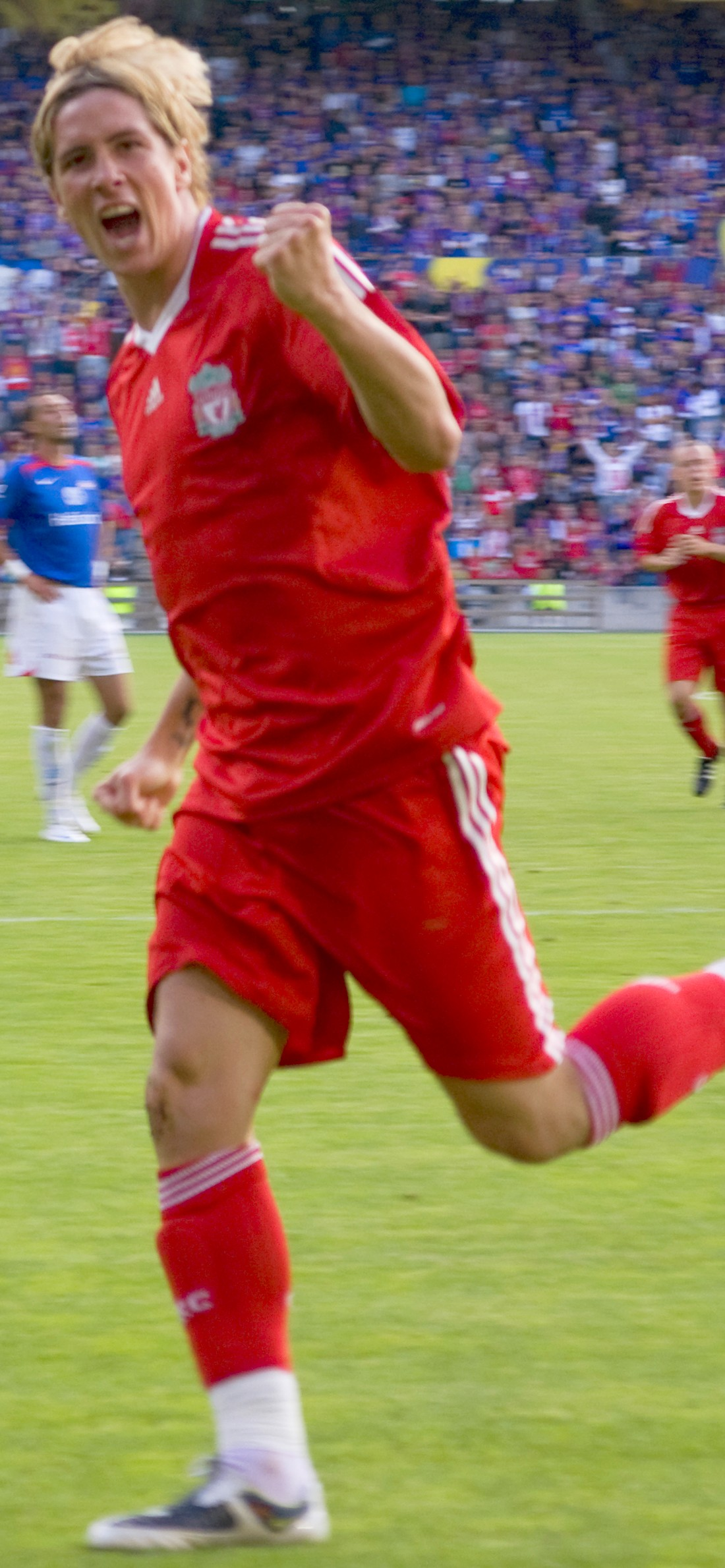
Fernando Torres

- 20. März: Fernando Torres, spanischer Fußballspieler
- 22. März: Piotr Trochowski, deutscher Fußballspieler
- 22. März: Laura Laß, deutsche Schauspielerin
- 23. März: Luis Ángel Maté, spanischer Radrennfahrer
- 23. März: Lisa Wirén, schwedische Handballspielerin
- 24. März: Benoît Pierre David Assou-Ekotto, französisch-kamerunischer Fußballspieler
- 24. März: Chris Bosh, US-amerikanischer Basketballspieler
- 24. März: Kim-Roar Hansen, norwegischer Skispringer
- 24. März: Ivan Kružliak, slowakischer Fußballschiedsrichter
- 25. März: Yacine Hima, französisch-algerischer Fußballspieler
- 25. März: Constantin Lupulescu, rumänischer Schachspieler
- 26. März: Graeme Holmes, schottischer Fußballspieler
- 26. März: Eric Klotzsch, deutscher Schauspieler
- 26. März: Felix Neureuther, deutscher Skirennläufer
- 26. März: Sara Jean Underwood, US-amerikanisches Model, Schauspielerin und Playmate
- 27. März: Brett Holman, australischer Fußballspieler
- 27. März: Ross Ulbricht, US-amerikanischer Programmierer, Gründer des Online-Schwarzmarkts Silk Road
- 28. März: Mensur Mujdža, kroatisch-bosnisch-herzegowinischer Fußballspieler

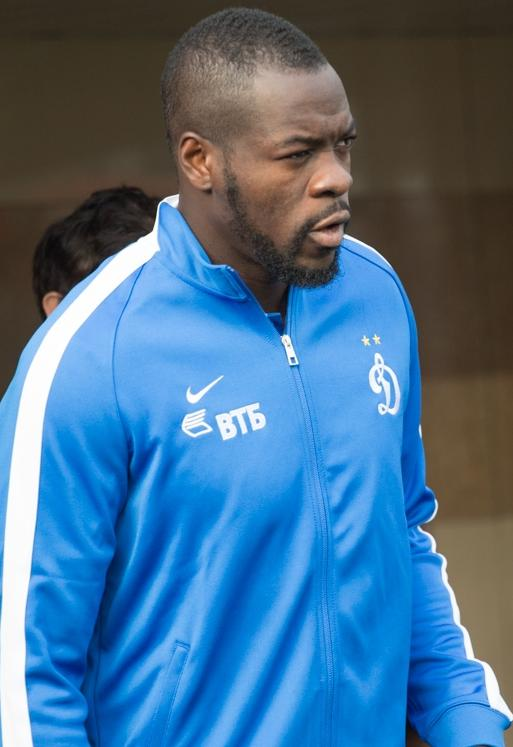
Christopher Samba

- 28. März: Christopher Samba, kongolesisch-französischer Fußballspieler
- 29. März: Nate Adams, US-amerikanischer Motocrossfahrer
- 29. März: Tschawdar Jankow, bulgarischer Fußballspieler
- 30. März: Marcos Sebastián Aguirre, argentinischer Fußballspieler
- 30. März: Mario Ančić, kroatischer Tennisspieler
- 30. März: Benjamin Baltes, deutscher Fußballspieler
- 31. März: Michał Rokicki, polnischer Schwimmer († 2021)
- 31. März: Haidar Al-Shaïbani, kanadischer Fußballspieler

### April

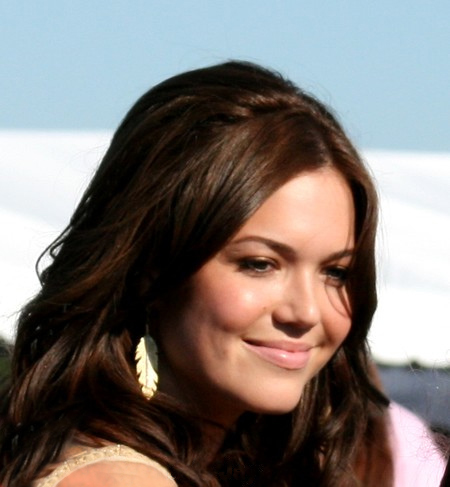
Mandy Moore

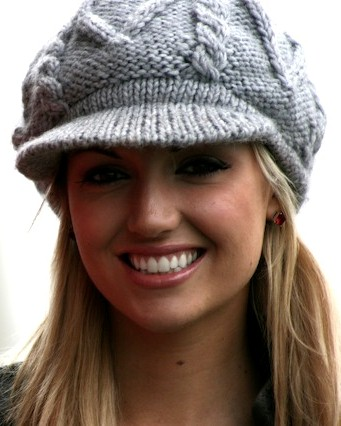
Rosanna Davison

- 01. April: Jure Dobelšek, slowenischer Handballspieler
- 02. April: Engin Atsür, türkischer Basketballspieler
- 02. April: Meryl Cassie, neuseeländische Schauspielerin und Sängerin
- 02. April: Franziska Machens, deutsche Schauspielerin
- 02. April: Lisa Sophie Kusz, deutsche Schauspielerin und Sprecherin
- 03. April: Maxi López, argentinischer Fußballspieler
- 04. April: Caroline Fischer, deutsch-koreanische Pianistin
- 04. April: Thomas Lövkvist, schwedischer Radrennfahrer
- 04. April: Anja Stadlober, österreichische Synchronsprecherin
- 04. April: Arkadi Arkadjewitsch Wjattschanin, russischer Rückenschwimmer
- 04. April: Mathieu Tschantré, Schweizer Eishockeyspieler
- 04. April: John Bowler, US-amerikanischer Basketballspieler
- 04. April: Ryan Dingle, US-amerikanischer Eishockeyspieler
- 04. April: Adam Rybakowicz, polnischer Politiker der Ruch Palikota
- 05. April: Nicole Hayes, palauische Schwimmerin
- 05. April: Marany Meyer, neuseeländisch-südafrikanische Schachspielerin
- 05. April: Samuele Preisig, Schweizer Fußballspieler
- 06. April: Takahiro Aō, japanischer Boxer
- 08. April: Mikel Aguirrezabalaga, spanischer Handballspieler
- 08. April: Taran Noah Smith, US-amerikanischer Schauspieler
- 08. April: Claudia Wieland, deutsche Kunstradfahrerin
- 09. April: Donnie O’Sullivan, deutsch-irischer Moderator, Fernsehautor und Musikproduzent
- 10. April: Mandy Moore, US-amerikanische Pop-Sängerin und Schauspielerin
- 10. April: Gonzalo Rodríguez, argentinischer Fußballspieler
- 10. April: Dons (bürgerl. Artūrs Šingirejs), lettischer Sänger
- 11. April: Silvia Avallone, italienische Dichterin und Schriftstellerin
- 11. April: Hernán Barcos, argentinischer Fußballspieler
- 11. April: Nikola Karabatić, französischer Handballspieler
- 11. April: Žan Košir, slowenischer Snowboarder
- 11. April: Felix Petermann, deutscher Eishockeyspieler
- 13. April: Karolina Lodyga, deutsche Schauspielerin
- 13. April: Jarmo Ahjupera, estnischer Fußballspieler
- 14. April: Sjoerd Adrianus Theodorus Ars, niederländischer Fußballspieler
- 14. April: Charles Hamelin, kanadischer Shorttracker
- 14. April: Fredrik Larsson, schwedischer Handballspieler († 2020)
- 14. April: Pearl van der Wissel, niederländische Handballspielerin
- 15. April: Daniel Paille, kanadischer Eishockeyspieler
- 16. April: Héctor Fabian Aguilar Figueiras, uruguayischer Radrennfahrer
- 16. April: Amelia Atwater-Rhodes, US-amerikanische Schriftstellerin
- 17. April: Rosanna Davison, irisches Model
- 17. April: Cashmo, deutscher Rapper und Produzent
- 17. April: Raffaele Palladino, italienischer Fußballspieler
- 18. April: Franklin April, namibischer Fußballspieler († 2015)
- 20. April: Nelson Évora, portugiesischer Olympiasieger
- 21. April: Christian Lillinger, deutscher Schlagzeuger und Komponist
- 21. April: Dominik Jackson, britischer Automobilrennfahrer
- 21. April: Josip Valčić, kroatischer Handballspieler
- 21. April: Marie-Ernestine Worch, deutsche Schauspielerin
- 23. April: Alexandra Konstantinowna Kostenjuk, russische Schachspielerin
- 23. April: Ross Ford, schottischer Rugbyspieler
- 23. April: Fumihisa Yumoto, japanischer Skispringer
- 24. April: Vendula Adlerová, tschechische Volleyballspielerin
- 25. April: Kalle Keituri, finnischer Skispringer
- 25. April: Ulrike Mertesacker, deutsche Handballspielerin
- 25. April: Katerina Rohonyan, ukrainisch-US-amerikanische Schachspielerin
- 25. April: Nik Tyler, US-amerikanischer Schauspieler und Kurzfilmproduzent
- 25. April: Saygin Yalçin, türkisch-deutscher Unternehmer
- 26. April: Jeremy Kittel, US-amerikanischer Geiger, Fiddlespieler, Bratschist und Komponist
- 26. April: Bastian Riedel, deutscher Handballspieler
- 27. April: Patrick Stump, US-amerikanischer Musiker
- 30. April: Seimone Augustus, US-amerikanische Basketballspielerin
- 30. April: Kasia Borek, deutsche Schauspielerin
- 30. April: Ivan Santaromita, italienischer Radrennfahrer
- 30. April: Karin Weigelt, Schweizer Handballspielerin

### Mai

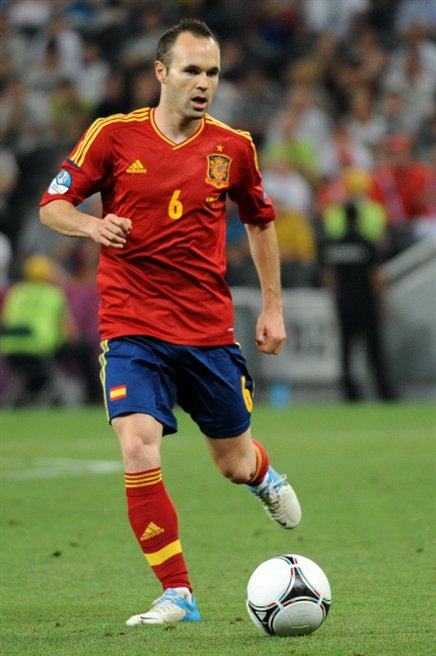
Andrés Iniesta

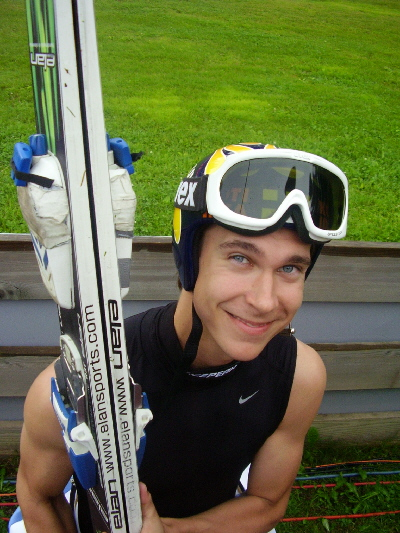
Arttu Lappi

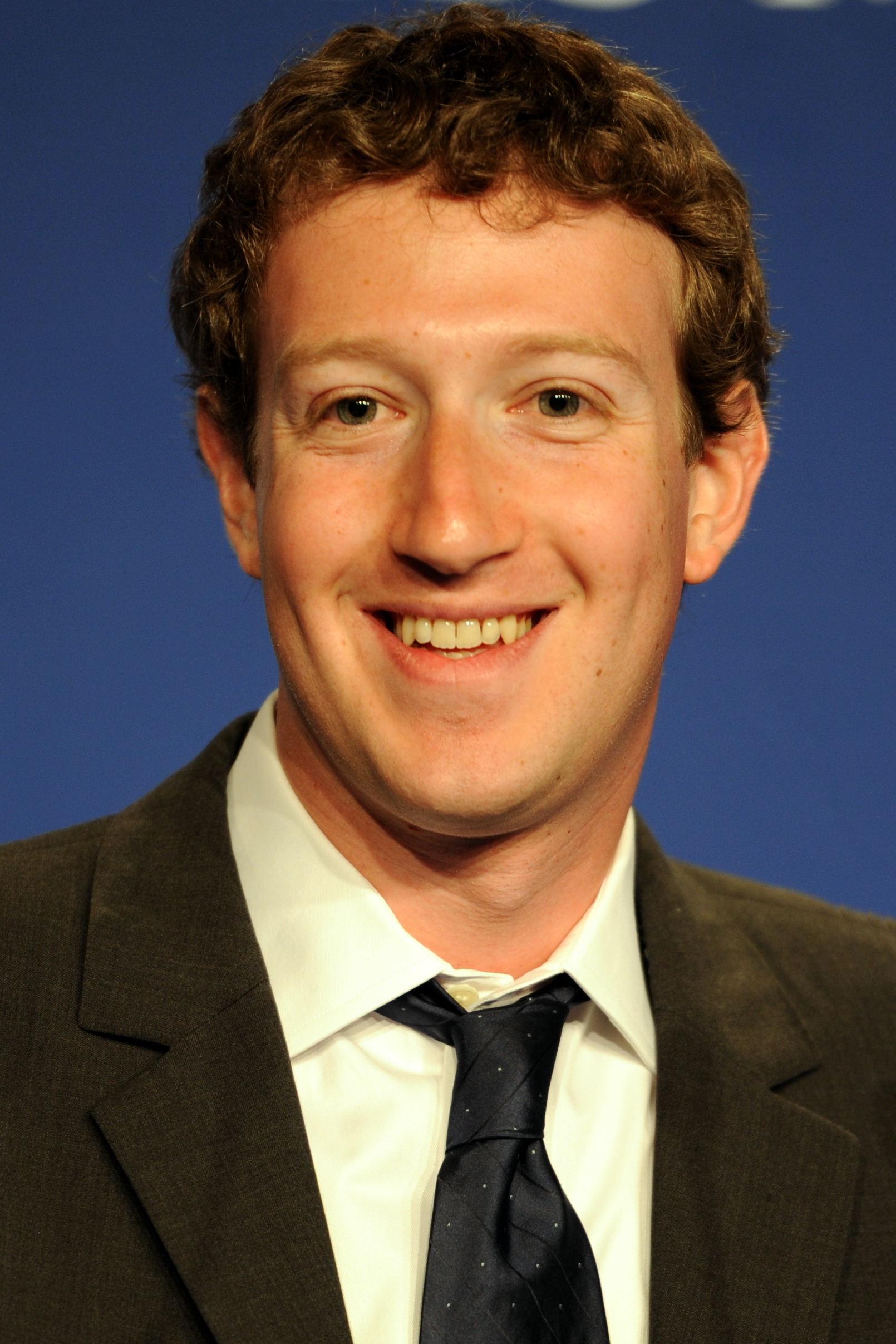
Mark Zuckerberg

- 01. Mai: Mišo Brečko, slowenischer Fußballspieler
- 01. Mai: Juan Cáceres, uruguayischer Automobilrennfahrer
- 01. Mai: Alexander Farnerud, schwedischer Fußballspieler
- 02. Mai: Fabian Barbiero, australischer Fußballspieler
- 02. Mai: Katrin Engel, österreichische Handballspielerin
- 02. Mai: Saulius Mikoliūnas, litauischer Fußballspieler
- 02. Mai: Marie-Luise Schramm, deutsche Schauspielerin
- 03. Mai: Angel Blue, amerikanische Sängerin
- 03. Mai: Stefano Gattuso, italienischer Autorennfahrer
- 03. Mai: Rahman Ali Nazari, afghanischer Fußballspieler
- 04. Mai: Olumuyiwa Aganun, nigerianischer Fußballspieler
- 04. Mai: Montell Owens, US-amerikanischer American-Football-Spieler
- 05. Mai: Alexander Laas, deutscher Fußballspieler
- 05. Mai: Silla, deutscher Rapper
- 05. Mai: Sigi Fink, österreichischer Radio- und Fernsehmoderator
- 07. Mai: Alexander Biber, deutscher Politiker (CDU) und Bürgermeister
- 08. Mai: Mirko Nikolič-Kajič, slowenischer Handballspieler
- 08. Mai: Julia Whelan, US-amerikanische Schauspielerin
- 11. Mai: Andrés Iniesta, spanischer Fußballspieler
- 11. Mai: Arttu Lappi, finnischer Skispringer
- 11. Mai: Marvin Wijks, niederländischer Fußballspieler († 2025)
- 12. Mai: Sajjad Anoushiravani, iranischer Gewichtheber
- 13. Mai: Henrike Fehrs, deutsche Schauspielerin und Sprecherin
- 13. Mai: Hannah New, britische Schauspielerin und Model
- 14. Mai: Vanessa Behrendt, deutsche Politikerin
- 14. Mai: Michael Rensing, deutscher Fußballspieler
- 14. Mai: Hassan Yebda, französisch-algerischer Fußballspieler
- 14. Mai: Patrick Ochs, deutscher Fußballspieler
- 14. Mai: Mark Zuckerberg, US-amerikanischer Unternehmer und Facebook-Mitgründer
- 16. Mai: Julien Antomarchi, französischer Radrennfahrer
- 16. Mai: Rick Rypien, kanadischer Eishockeyspieler († 2011)
- 17. Mai: Igor Wladimirowitsch Denissow, russischer Fußballspieler
- 17. Mai: Andreas Kofler, österreichischer Skispringer
- 17. Mai: Michael David Rosenberg, bekannt als Passenger, britischer Sänger und Gitarrist
- 18. Mai: Johan Andersson, schwedischer Eishockeyspieler
- 18. Mai: Dave Bennett, US-amerikanischer Jazzklarinettist
- 18. Mai: Simon Pagenaud, französischer Automobilrennfahrer
- 18. Mai: Niki Terpstra, niederländischer Radrennfahrer
- 19. Mai: Jesús Dátolo, argentinischer Fußballspieler
- 19. Mai: Manuela Gostner, italienische Autorennfahrerin
- 21. Mai: Ivo Minář, tschechischer Tennisspieler
- 22. Mai: Alex Atapuma, kolumbianischer Radrennfahrer
- 22. Mai: Dustin Moskovitz, US-amerikanischer Informatiker, Mitgründer von Facebook
- 23. Mai: Adam Wylie, US-amerikanischer Schauspieler
- 24. Mai: Tom Aggar, britischer Ruderer
- 24. Mai: Matteo Anania, italienischer Fußballspieler
- 24. Mai: Lucien Aubey, kongolesisch-französischer Fußballspieler
- 24. Mai: Zak DeOssie, US-amerikanischer American-Football-Spieler
- 24. Mai: Vid Kavtičnik, slowenischer Handballspieler
- 25. Mai: Markus Brzenska, deutscher Fußballspieler
- 25. Mai: Carla Cox, tschechische Pornodarstellerin
- 25. Mai: Christian Demirtas, deutscher Fußballspieler und -trainer
- 25. Mai: Mikkeline Kierkgaard, dänische Eiskunstläuferin
- 25. Mai: Emma Marrone, italienische Popsängerin
- 25. Mai: Marion Raven, norwegische Popsängerin
- 25. Mai: Mirnel Sadović, bosnisch-herzegowinisch-österreichischer Fußballspieler
- 26. Mai: Anna Kaminski, deutsche Schauspielerin
- 26. Mai: Patrick Milchraum, deutscher Fußballspieler
- 26. Mai: Mikel Nieve, spanischer Radrennfahrer
- 26. Mai: Morten Slundt, dänischer Handballspieler
- 27. Mai: Karsten Fischer, deutscher Fußballspieler
- 27. Mai: Filipe Oliveira, portugiesischer Fußballspieler
- 29. Mai: Carmelo Anthony, US-amerikanischer Basketballspieler
- 29. Mai: Sophie Moser, deutsche Violinistin und Schauspielerin
- 31. Mai: Luke Arnold, australischer Schauspieler
- 31. Mai: Emma Leonard, australische Schauspielerin
- 31. Mai: Daniela Samulski, deutsche Schwimmerin († 2018)
- 31. Mai: Alexander Mekhdiev, russischer Badmintonspieler

### Juni

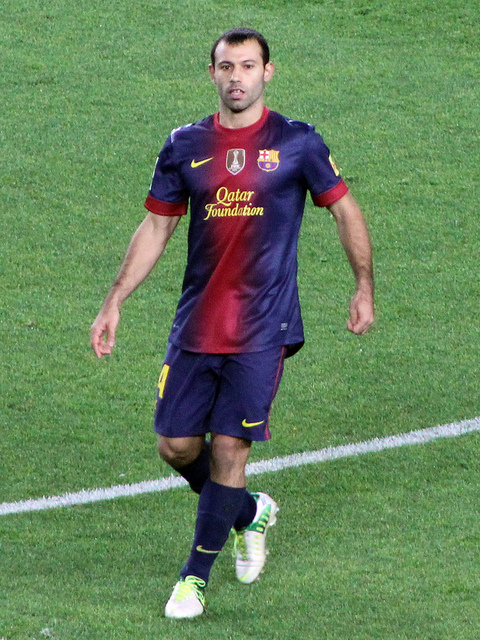
Javier Mascherano

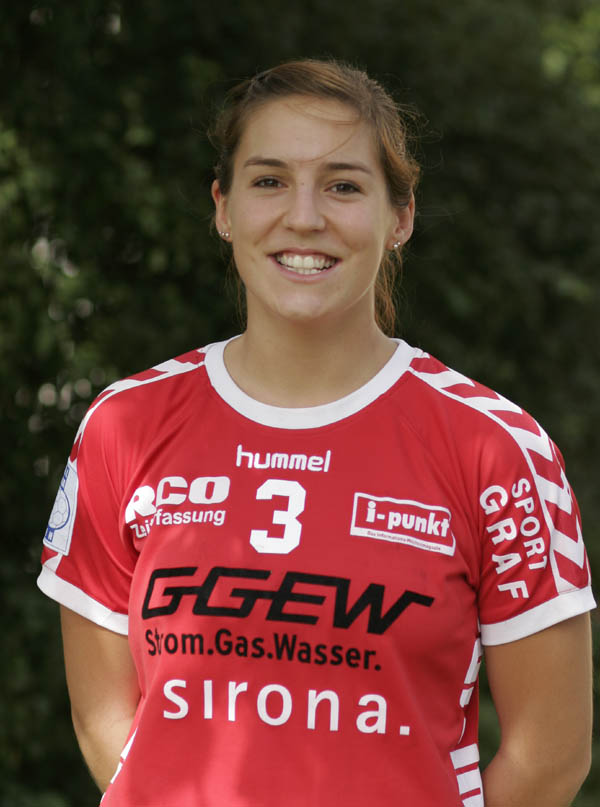
Isabell Klein

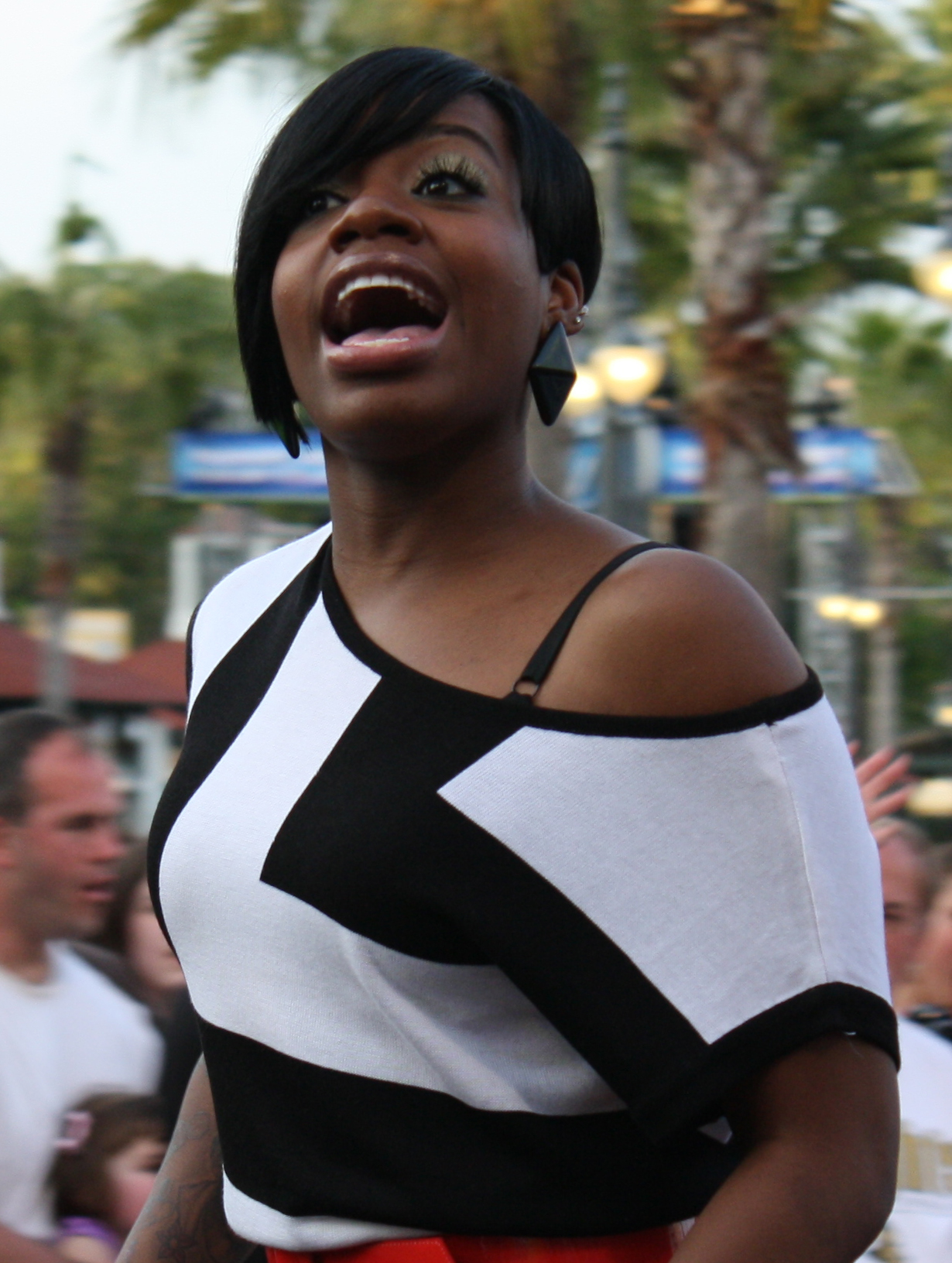
Fantasia Barrino

- 01. Juni: Nathan Coe, australischer Fußballspieler
- 01. Juni: Taylor Handley, US-amerikanischer Schauspieler
- 01. Juni: Takuya Izawa, japanischer Automobilrennfahrer
- 03. Juni: Faneva Imà Andriatsima, madagassischer Fußballspieler
- 03. Juni: Bahar, deutsche Rapperin
- 04. Juni: RAF Camora, österreichischer Musiker und Produzent
- 04. Juni: Marvin Nartey, deutscher Handballspieler
- 05. Juni: Sergei Agejew, russischer Eishockeytorwart
- 05. Juni: Bart Aernouts, belgischer Duathlet und Triathlet
- 05. Juni: Aferdita Kameraj, deutsche Fußballspielerin
- 06. Juni: Glenda Adami, italienische Grasskiläuferin
- 06. Juni: Juan Alberto Andreu Alvarado, spanischer Fußballspieler
- 07. Juni: Adnan Ahmed, englisch-pakistanischer Fußballspieler
- 07. Juni: Marcel Schäfer, deutscher Fußballspieler
- 08. Juni: Andrea Casiraghi, ältester Sohn von Caroline von Monaco
- 08. Juni: Javier Mascherano, argentinischer Fußballspieler
- 09. Juni: Wiktorija Afanassjewa, kasachische Biathletin
- 09. Juni: Christina Beier, deutsche Eiskunstläuferin
- 09. Juni: Roland Mayr, deutscher Eishockeyspieler
- 09. Juni: Wesley Sneijder, niederländischer Fußballspieler
- 10. Juni: Amir Amini, iranischer Basketballspieler
- 10. Juni: Shiva Nazar Ahari, persische Menschenrechtsaktivistin, Journalistin und Bloggerin
- 10. Juni: Anthoula Mylonaki, griechische Wasserballspielerin
- 11. Juni: Wesley Harms, niederländischer Dartspieler
- 11. Juni: Vágner Love, brasilianischer Fußballspieler
- 11. Juni: Clemens Ostermann, deutscher Synchronsprecher und Musiker († 2007)
- 12. Juni: Davide Viganò, italienischer Radrennfahrer
- 15. Juni: Stefanie Alexandra Prenn, österreichische Cellistin
- 16. Juni: Rick Nash, kanadischer Eishockeyspieler
- 16. Juni: Steven Whittaker, schottischer Fußballspieler
- 18. Juni: Janne Happonen, finnischer Skispringer
- 19. Juni: Mateus Galiano da Costa, angolanischer Fußballspieler
- 20. Juni: Jorge Ortiz, argentinischer Fußballspieler
- 23. Juni: Oqgul Omonmurodova, usbekische Tennisspielerin
- 23. Juni: Julien Humbert, französischer Fußballspieler
- 24. Juni: Salvatore Amirante, italienischer Fußballspieler
- 24. Juni: Christian Nagiller, österreichischer Skispringer
- 24. Juni: Pamela Nash, britische Politikerin
- 25. Juni: Fatih Atik, französisch-türkischer Fußballspieler
- 26. Juni: Luis Hernández, venezolanischer Baseballspieler
- 26. Juni: Aljoscha Schmidt, deutscher Handballspieler
- 26. Juni: Duncan Tappy, britischer Automobilrennfahrer
- 26. Juni: Deron Williams, US-amerikanischer Basketballspieler
- 27. Juni: José Holebas, deutscher Fußballspieler
- 27. Juni: Gökhan Inler, Schweizer Fußballspieler
- 27. Juni: Saint Lu, österreichische Singer-Songwriterin
- 28. Juni: Eric Bouwer, deutscher Schauspieler
- 28. Juni: Micky Green, australische Pop-Sängerin und Laufstegmodel
- 28. Juni: Isabell Klein, deutsche Handballspielerin
- 28. Juni: Andrij Pjatow, ukrainischer Fußballtorhüter
- 29. Juni: Oniel Cousins, jamaikanischer American-Football-Spieler
- 29. Juni: Christopher Egan, australischer Film- und Theaterschauspieler
- 29. Juni: Satrio Hermanto, indonesischer Automobilrennfahrer
- 30. Juni: Miles Austin, US-amerikanischer American-Football-Spieler
- 30. Juni: Fantasia Barrino, US-amerikanische Sängerin
- 30. Juni: Julie Engelbrecht, deutsche Schauspielerin
- 30. Juni: Dmitri Ipatow, russischer Skispringer
- 30. Juni: Sebastian Munzert, deutscher Handballspieler
- 30. Juni: David Ulm, französischer Fußballspieler
- 30. Juni: René Wilke, Oberbürgermeister der Stadt Frankfurt (Oder) (Die Linke)

### Juli

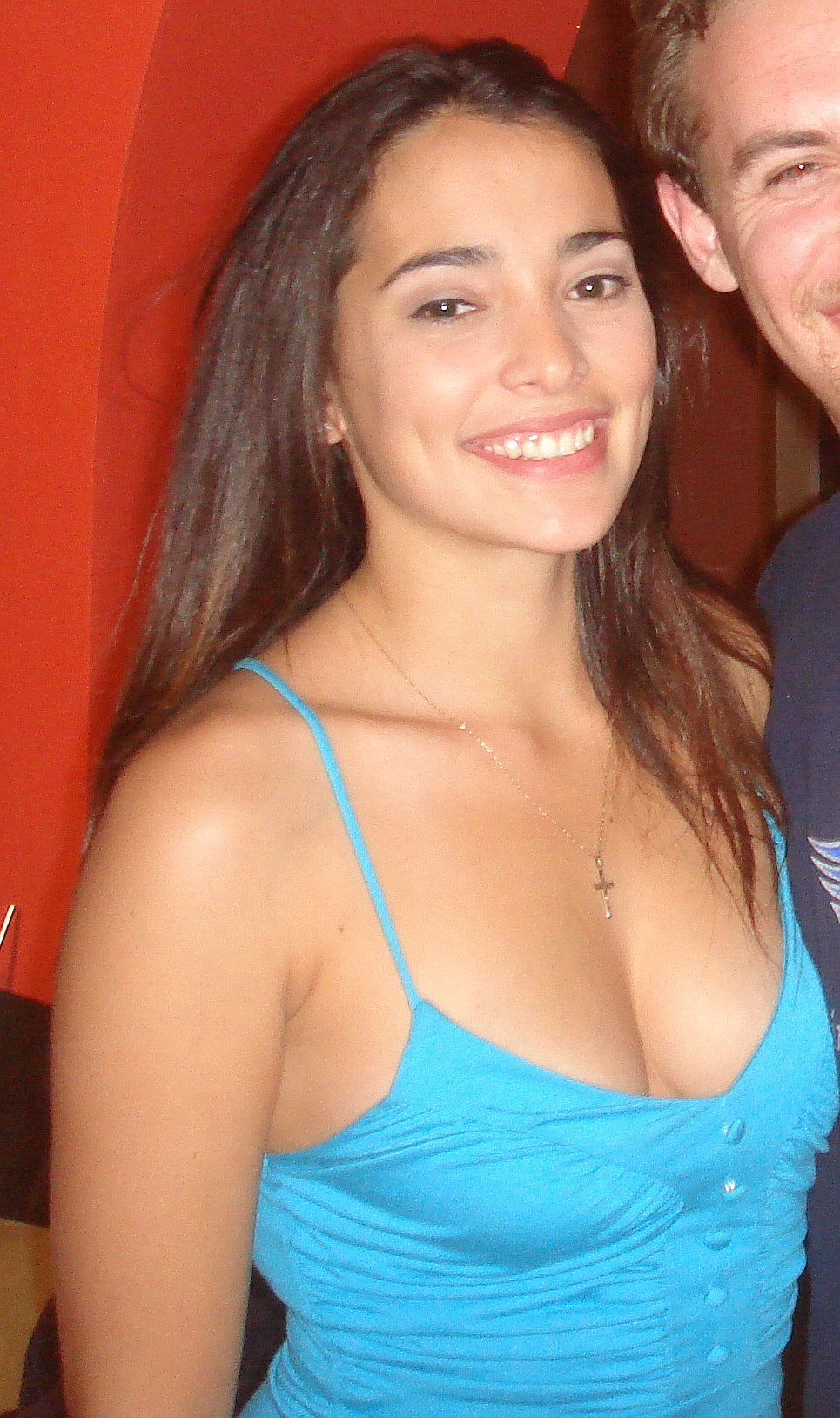
Natalie Martinez

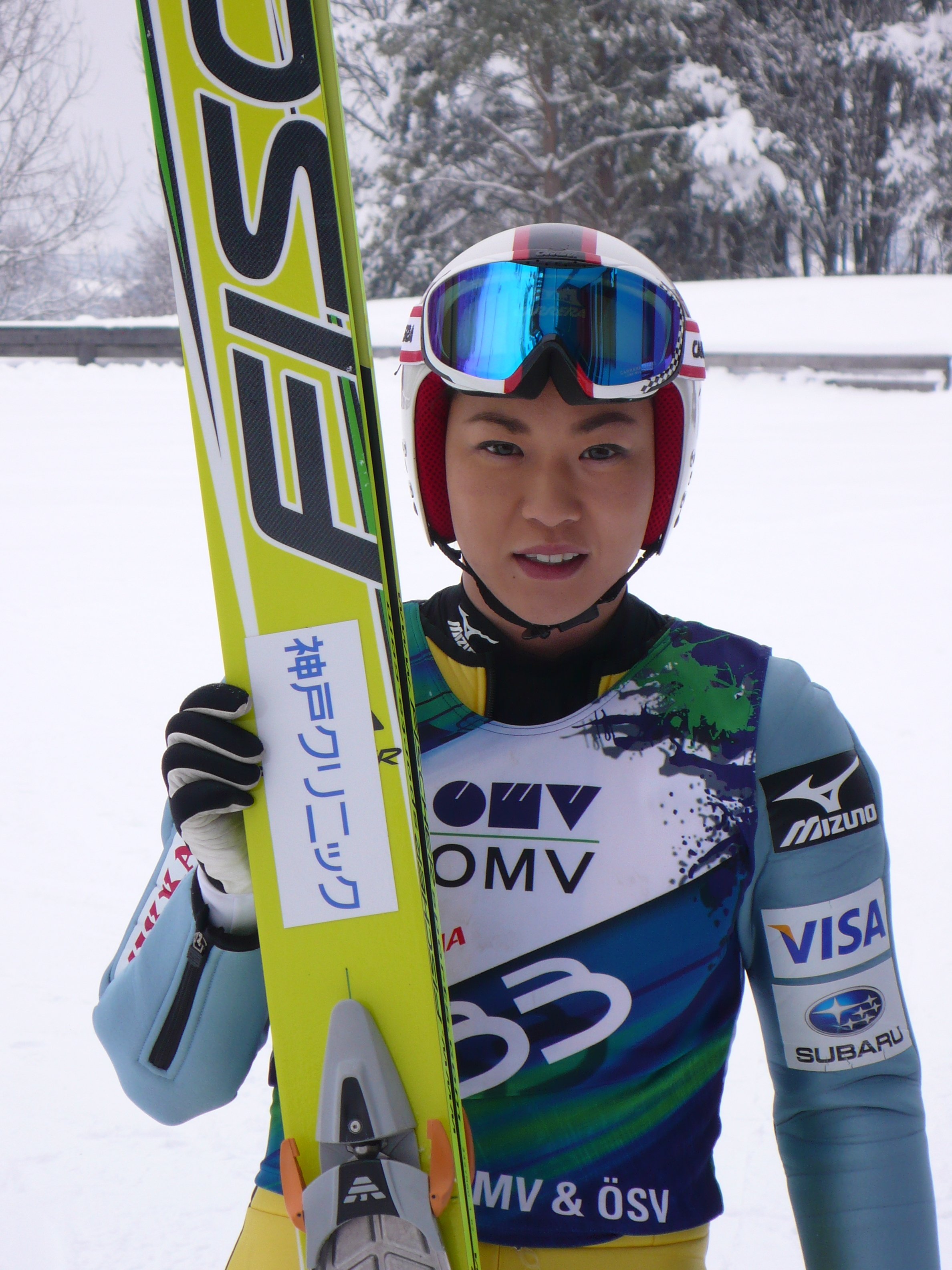
Ayumi Watase

- 01. Juli: Jaysuma Saidy Ndure, gambischer Leichtathlet
- 02. Juli: Maarten Martens, belgischer Fußballspieler
- 03. Juli: Michael Agazzi, italienischer Fußballtorwart
- 03. Juli: Anthony Deane, australischer Handballspieler und Skeletonpilot
- 03. Juli: Fernando Vega, spanischer Fußballspieler
- 04. Juli: Jin Akanishi, japanischer Sänger
- 04. Juli: Lee Je-hoon, südkoreanischer Schauspieler
- 04. Juli: Jennifer Newrkla, österreichische Schauspielerin
- 07. Juli: Alberto Aquilani, italienischer Fußballspieler
- 07. Juli: James Hurrell, englischer Dartspieler
- 07. Juli: Stephanie Stumph, deutsche Schauspielerin und Moderatorin
- 08. Juli: John Martin, australischer Automobilrennfahrer
- 11. Juli: Melanie Papalia, kanadische Schauspielerin
- 11. Juli: Ben Spies, US-amerikanischer Motorradrennfahrer
- 11. Juli: Morné Steyn, südafrikanischer Rugbyspieler
- 11. Juli: Serinda Swan, kanadische Schauspielerin
- 12. Juli: Natalie Martinez, US-amerikanische Schauspielerin
- 12. Juli: Yūki Takahashi, japanischer Motorradrennfahrer
- 15. Juli: Linn Jørum Sulland, norwegische Handballspielerin
- 16. Juli: Alessandro Bazzana, italienischer Radrennfahrer
- 16. Juli: Hayanari Shimoda, japanischer Automobilrennfahrer
- 16. Juli: Franco Cángele, argentinischer Fußballspieler
- 17. Juli: Samyr Lainé, haitianischer Leichtathlet
- 17. Juli: Dominick Muermans, niederländischer Automobilrennfahrer
- 17. Juli: Katie Pfleghar, deutsche Schauspielerin
- 18. Juli: Ben Askren, US-amerikanischer Mixed-Martial-Arts-Kämpfer
- 18. Juli: Kathrin Hölzl, deutsche Skirennläuferin
- 18. Juli: Ayumi Watase, japanische Skispringerin
- 19. Juli: Lasse Gjertsen, norwegischer Animator und Musiker
- 19. Juli: Diana Mocanu, rumänische Schwimmerin
- 19. Juli: Kai Tegethoff, deutscher Politiker (Volt)
- 20. Juli: Shūsaku Hosoyama, japanischer Skispringer
- 20. Juli: Simret Sultan, eritreische Leichtathletin
- 21. Juli: Katy Saunders, britisch-italienische Schauspielerin und Model
- 22. Juli: Kaitinano Mwemweata, kiribatische Leichtathletin
- 23. Juli: Arnór Atlason, isländischer Handballspieler
- 23. Juli: Brandon Roy, US-amerikanischer Basketballspieler
- 24. Juli: Julie Fuchs, französische Opernsängerin
- 24. Juli: Juha-Matti Ruuskanen, finnischer Skispringer
- 24. Juli: René Selke, deutscher Handballspieler
- 24. Juli: Elmo, deutscher Rapper
- 26. Juli: Marco Angelini, österreichischer Sänger und Songwriter
- 26. Juli: Kristina Dörfer, deutsche Popsängerin und Schauspielerin
- 26. Juli: Marcos Gomes, brasilianischer Autorennfahrer
- 27. Juli: Mariano Barbosa, argentinischer Fußballspieler
- 27. Juli: Jim Williams, walisischer Dartspieler
- 28. Juli: Arash Marandi, deutscher Schauspieler
- 29. Juli: Stephanie Ullrich, deutsche Fußballspielerin
- 29. Juli: J. Madison Wright, US-amerikanische Filmschauspielerin († 2006)
- 30. Juli: Robin van Aggele, niederländischer Schwimmer
- 30. Juli: Marko Asmer, estnischer Automobilrennfahrer
- 30. Juli: Antoine Guignard, schweizerischer Skispringer
- 30. Juli: Bernhard Holl, österreichischer Posaunist, Komponist und Arrangeur
- 30. Juli: Falko Ochsenknecht, deutscher Schauspieler († 2024)
- 30. Juli: Gina Rodriguez, US-amerikanische Schauspielerin
- 30. Juli: Elizabeth Swaney, US-amerikanisch-ungarische Freestyle-Skierin
- 31. Juli: Paul Ambrose, australischer Triathlet
- 31. Juli: Manu Delago, österreichischer Hangspieler, Perkussionist und Komponist

### August

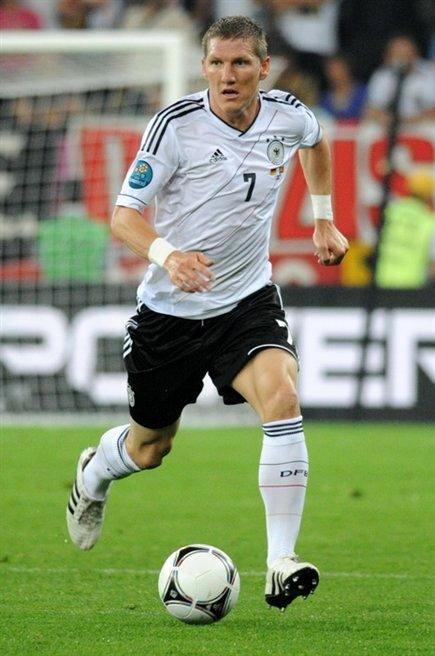
Bastian Schweinsteiger

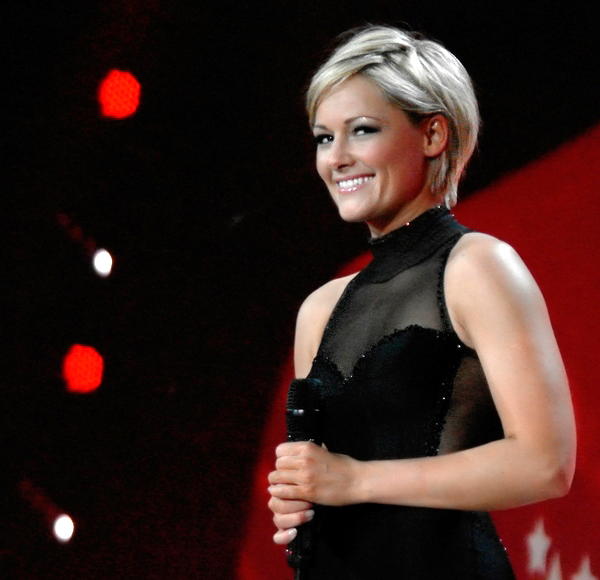
Helene Fischer

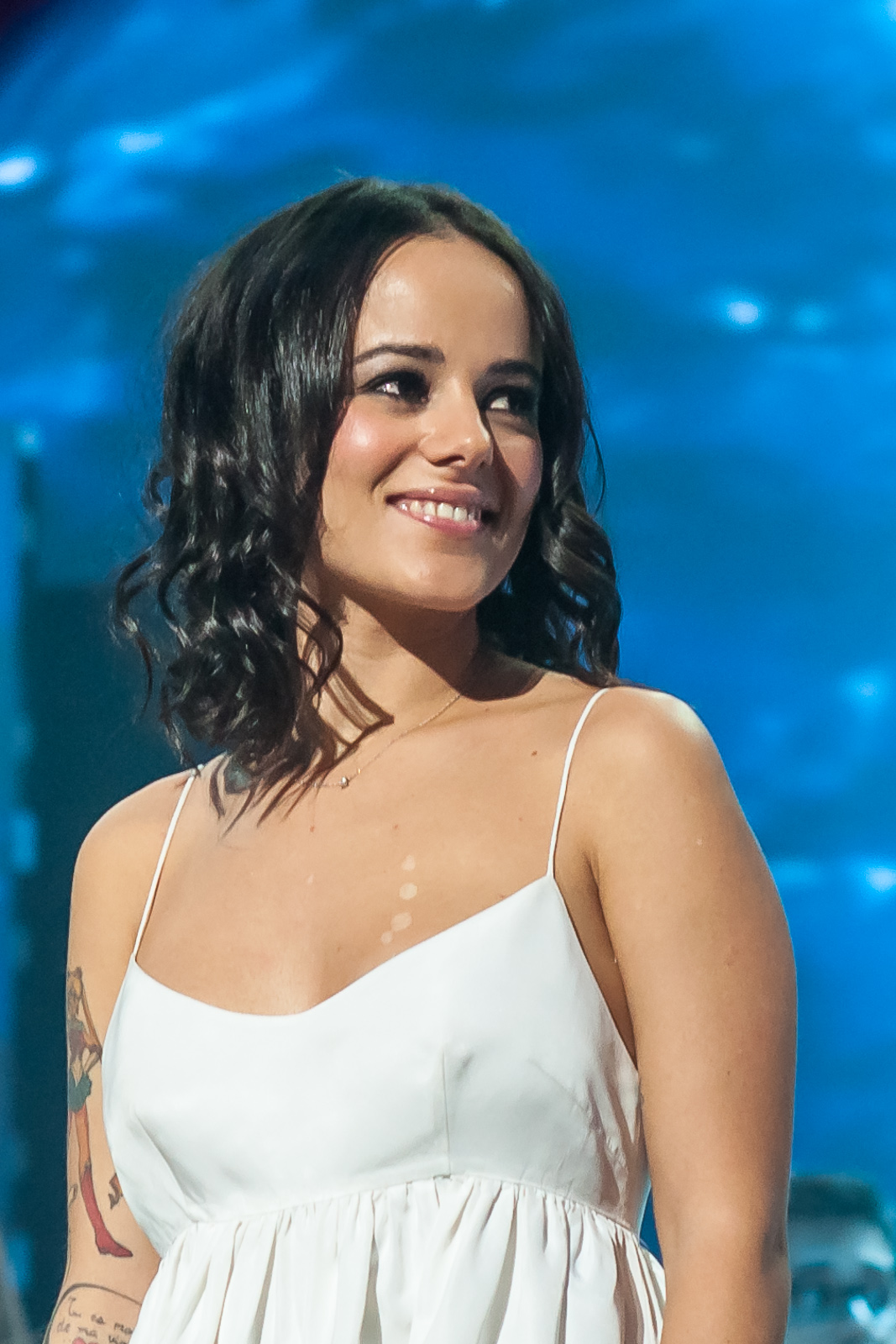
Alizée

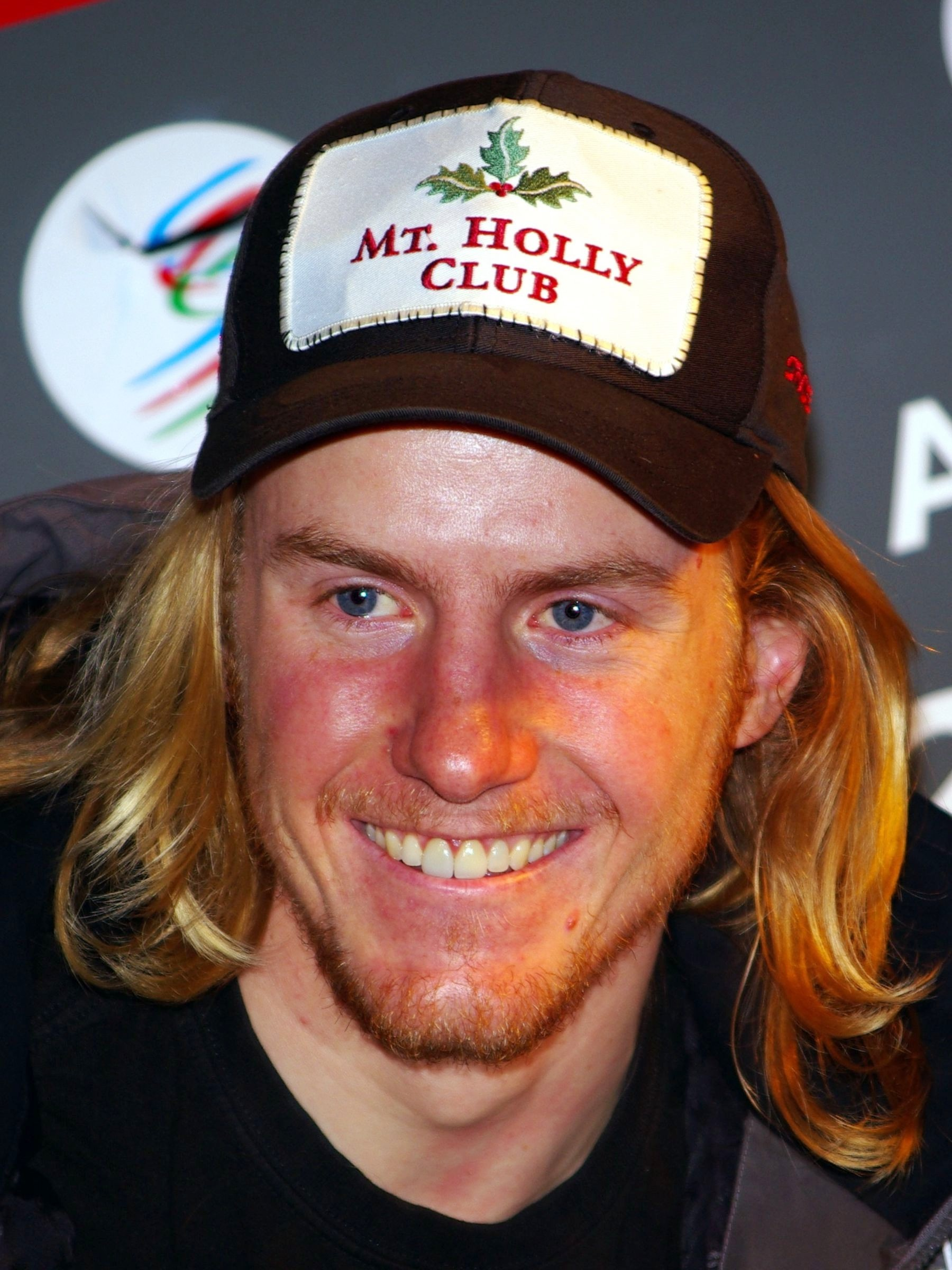
Ted Ligety, 2008

- 01. August: Francesco Gavazzi, italienischer Radrennfahrer
- 01. August: Jesús Méndez, argentinischer Fußballspieler
- 01. August: Charles Ng, hongkong-chinesischer Automobilrennfahrer
- 01. August: Linn-Kristin Riegelhuth Koren, norwegische Handballspielerin
- 01. August: Bastian Schweinsteiger, deutscher Fußballspieler
- 02. August: Giampaolo Pazzini, italienischer Fußballspieler
- 02. August: Jonathan Worsley, walisischer Dartspieler
- 03. August: Kasper Andersen, dänischer Automobilrennfahrer
- 03. August: Mile Jedinak, australischer Fußballspieler
- 03. August: Muhabbet, deutsch-türkischer Sänger
- 03. August: Kollegah, deutscher Rapper
- 03. August: Amanda Kimmel, US-amerikanisches Model
- 05. August: Laura Bucher, Schweizer Politikerin
- 05. August: Helene Fischer, deutsche Schlagersängerin
- 06. August: Marco Airosa, angolanischer Fußballspieler
- 06. August: Selim Akbulut, türkischer Fußballspieler
- 06. August: Nicolas Andréani, französischer Voltigierer
- 06. August: Vedad Ibišević, bosnisch-herzegowinischer Fußballspieler
- 08. August: Kirk Broadfoot, schottischer Fußballspieler
- 08. August: Kang Chil-gu, südkoreanischer Skispringer
- 08. August: Norbert Michelisz, ungarischer Automobilrennfahrer
- 10. August: Cyrille Aimée, französische Jazzsängerin
- 10. August: Serhat Akyüz, türkischer Fußballspieler
- 10. August: Stephan Lerch, deutscher Fußballtrainer
- 11. August: Lucas di Grassi, brasilianischer Automobilrennfahrer
- 11. August: Ljudmila Postnowa, russische Handballspielerin
- 11. August: Carina Schlangen, deutsche Fußballspielerin
- 12. August: Felix Lobedank, deutscher Handballspieler
- 12. August: Sherone Simpson, jamaikanische Leichtathletin und Olympiasiegerin
- 13. August: Siobhan Byrne, irische Säbelfechterin
- 13. August: Niko Kranjčar, kroatischer Fußballspieler
- 13. August: James Morrison, britischer Sänger
- 14. August: Giorgio Chiellini, italienischer Fußballspieler
- 14. August: Carl Valeri, australischer Fußballspieler
- 14. August: Joan Toscano, andorranischer Fußballspieler
- 15. August: Quinton Aaron, US-amerikanischer Schauspieler
- 15. August: Ankerstjerne, dänischer Rapper und Songwriter
- 16. August: Matteo Anesi, italienischer Eisschnellläufer
- 17. August: Oxana Domnina, russische Eiskunstläuferin
- 17. August: Anthony Janiec, französischer Automobil- und Truckrennfahrer († 2022)
- 18. August: Robert Huth, deutscher Fußballspieler
- 19. August: Wade Cunningham, neuseeländischer Automobilrennfahrer
- 19. August: Alessandro Matri, italienischer Fußballspieler
- 19. August: Wolf Reuter, deutscher Ökonom und politischer Beamter
- 19. August: Christian Ulmer, deutscher Skispringer
- 20. August: Michael Apelgren, schwedischer Handballspieler und -trainer
- 20. August: Walerij Atraschtschenkow, ukrainischer Badmintonspieler
- 21. August: Alizée, französische Sängerin
- 21. August: Jusuf Dajić, bosnischer Fußballspieler
- 23. August: Glen Johnson, englischer Fußballspieler
- 24. August: Lumidee, US-amerikanische Hip-Hop- und R&B-Musikerin
- 24. August: Marcel Landers, deutscher Fußballspieler
- 25. August: Kenan Sofuoğlu, türkischer Motorradrennfahrer
- 27. August: Torben Ehlers, deutscher Handballspieler
- 27. August: Johannes Schöttler, deutscher Badmintonspieler
- 27. August: Madita Spee, deutsche Fußballspielerin
- 28. August: Alexander Adrian, deutscher Fußballspieler
- 28. August: Anastasiya Kuzmina, slowakische Biathletin und Olympiasiegerin
- 28. August: Dominik Weber, deutscher Schauspieler
- 29. August: Jim Ashilevi, estnischer Schriftsteller und Dramatiker
- 29. August: Christian Lell, deutscher Fußballspieler
- 30. August: Oleksandr Lasarowytsch, ukrainischer Skispringer
- 31. August: Wolfgang Cerny, österreichischer Schauspieler
- 31. August: Ted Ligety, US-amerikanischer Skirennläufer

### September

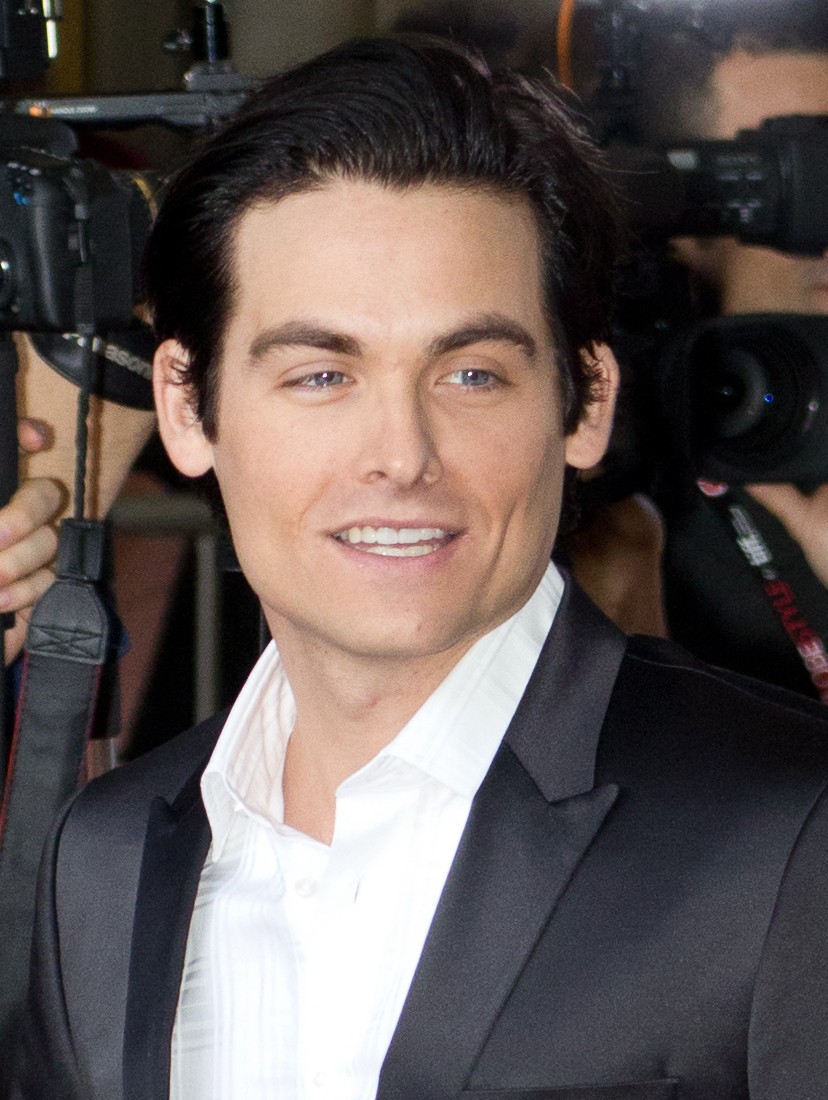
Kevin Zegers

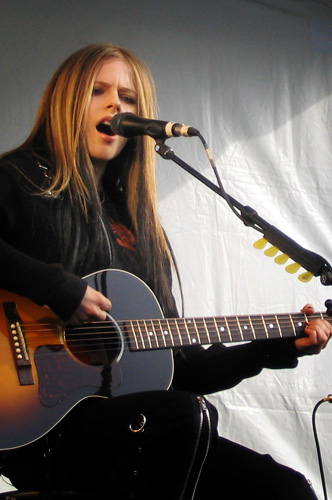
Avril Lavigne

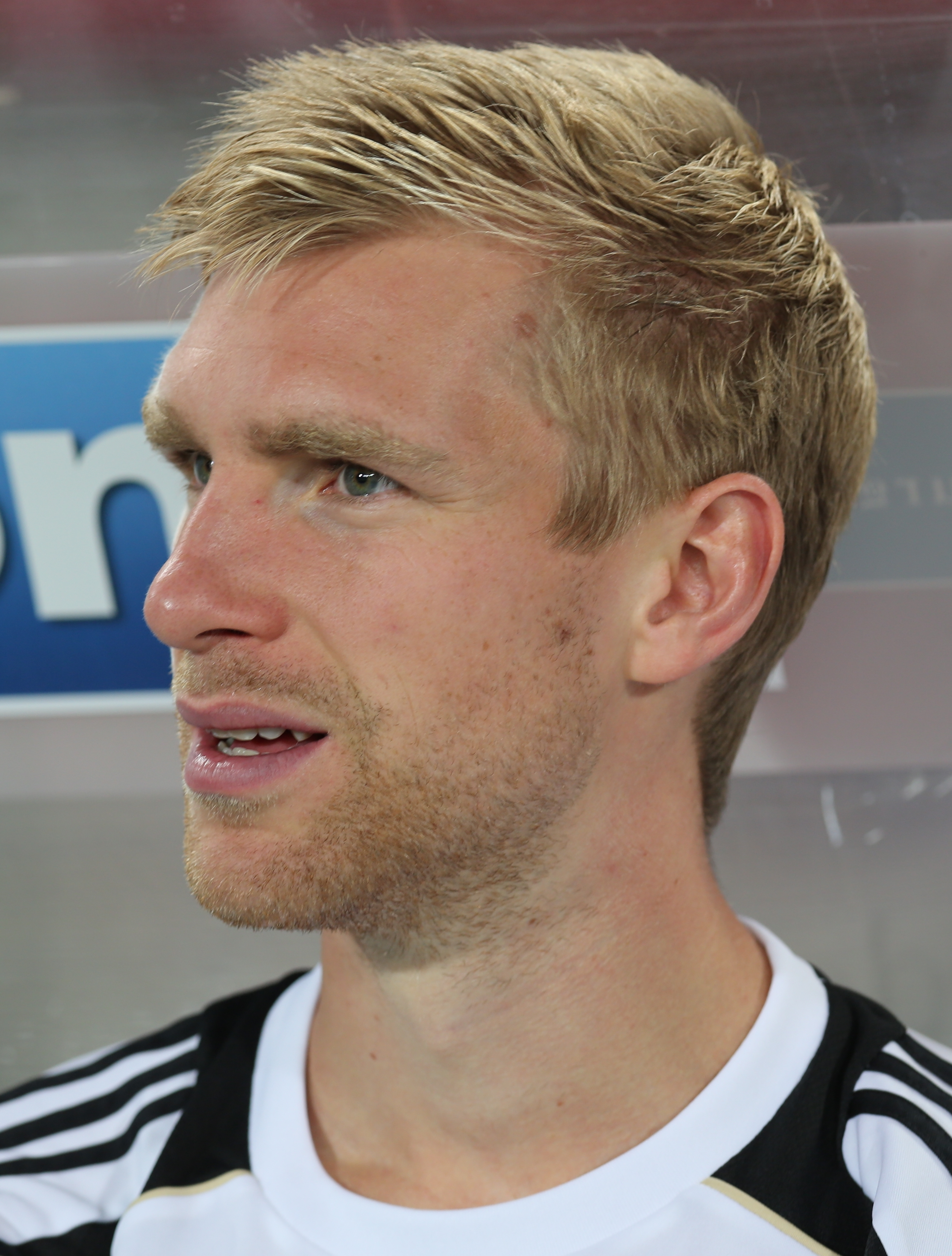
Per Mertesacker

- 01. September: Joseph Mark Trohman, US-amerikanischer Gitarrist
- 03. September: Denis Ölmez, deutscher Schauspieler und Stuntkoordinator
- 04. September: Jonny Adam, britischer Automobilrennfahrer
- 04. September: Camila Bordonaba, argentinische Schauspielerin und Sängerin
- 04. September: Bine Zupan, slowenischer Skispringer
- 05. September: Wilson Obungu, kenianischer Fußballtorhüter
- 05. September: Chris Anker Sørensen, dänischer Radrennfahrer († 2021)
- 06. September: Luc Abalo, französischer Handballspieler
- 06. September: Patrick Ashton, deutscher Eishockeytorwart
- 06. September: Pernille Holst Holmsgaard, dänische Handballspielerin
- 06. September: David Marazzi, Schweizer Fußballspieler
- 06. September: Jonathan Müller, deutscher Schauspieler
- 07. September: Kate Lang Johnson, US-amerikanische Schauspielerin und ehemaliges Model
- 07. September: Kay One, deutscher Rapper
- 07. September: Wera Swonarjowa, russische Tennisspielerin
- 08. September: Marco Hauk, deutscher Handballspieler
- 08. September: André Kropp, deutscher Handballspieler
- 08. September: Alexander Peiler, deutscher Schauspieler
- 08. September: Witali Alexandrowitsch Petrow, russischer Automobilrennfahrer
- 08. September: Jürgen Säumel, österreichischer Fußballspieler
- 08. September: Peter Whittingham, englischer Fußballspieler († 2020)
- 09. September: Mirosław Nahacz, polnischer Schriftsteller († 2007)
- 10. September: Lukáš Hlava, tschechischer Skispringer
- 10. September: Alina Levshin, deutsche Schauspielerin
- 11. September: Mayssa Pessoa, brasilianische Handballspielerin
- 12. September: Nasch'at Akram, irakischer Fußballspieler
- 12. September: Martin Anthamatten, schweizerischer Skibergsteiger
- 12. September: Issam Aledrissi, libanesischer Fußballspieler
- 12. September: Adam Sharpe, britischer Automobilrennfahrer
- 13. September: Sabrina Neuendorf, deutsche Handballspielerin
- 13. September: Polina Semionowa, russische Tänzerin
- 13. September: J. R. Writer, US-amerikanischer Rapper
- 14. September: Maria Costa Macedo Areosa Ribeiro, portugiesische Triathletin
- 14. September: Adam Lamberg, US-amerikanischer Schauspieler
- 14. September: Jonathan Bottinelli, argentinischer Fußballspieler
- 14. September: Sonja Bertram, deutsche Schauspielerin
- 15. September: Harry of Wales, britischer Prinz (jüngerer Sohn von Prinz Charles)
- 15. September: Harald Leitinger, österreichischer Dartspieler
- 16. September: Katie Melua, georgische Sängerin
- 16. September: Snorre Valen, norwegischer Politiker und Musiker
- 17. September: Michel Fabrizio, italienischer Motorradrennfahrer
- 18. September: Davor Landeka, bosnisch-herzegowinisch-kroatischer Fußballspieler
- 19. September: Michael Müller, deutscher Handballspieler
- 19. September: Philipp Müller, deutscher Handballspieler
- 19. September: Kevin Zegers, kanadischer Schauspieler
- 20. September: Brian Joubert, französischer Eiskunstläufer
- 20. September: Tomasz Kaczmarek, polnischer Fußballtrainer
- 20. September: Alexandros Margaritis, griechisch-deutscher Automobilrennfahrer
- 22. September: Laura Vandervoort, kanadische Schauspielerin
- 23. September: Jan-Ingwer Callsen-Bracker, deutscher Fußballspieler
- 24. September: Andreas Aigner, österreichischer Rallyefahrer
- 24. September: Isabell Ege, deutsche Schauspielerin
- 24. September: Michaela Neuling, deutsche Speedskaterin
- 25. September: Leonardo Moser, italienischer Radrennfahrer
- 25. September: Moritz Schäpsmeier, deutscher Handballspieler
- 25. September: Matías Silvestre, argentinischer Fußballer
- 25. September: Hannes Volk, deutscher Handballspieler
- 26. September: Dominik Farnbacher, deutscher Automobilrennfahrer
- 26. September: Thore Schölermann, deutscher Schauspieler und Moderator
- 27. September: Wouter Weylandt, belgischer Radrennfahrer († 2011)
- 27. September: Avril Lavigne, kanadische Rock-Sängerin
- 28. September: Andreas Attenberger, deutscher Eishockeyspieler
- 28. September: Birgit Michels, deutsche Badmintonspielerin
- 29. September: Per Mertesacker, deutscher Fußballspieler
- 30. September: Juan Pablo Caffa, argentinischer Fußballspieler

### Oktober

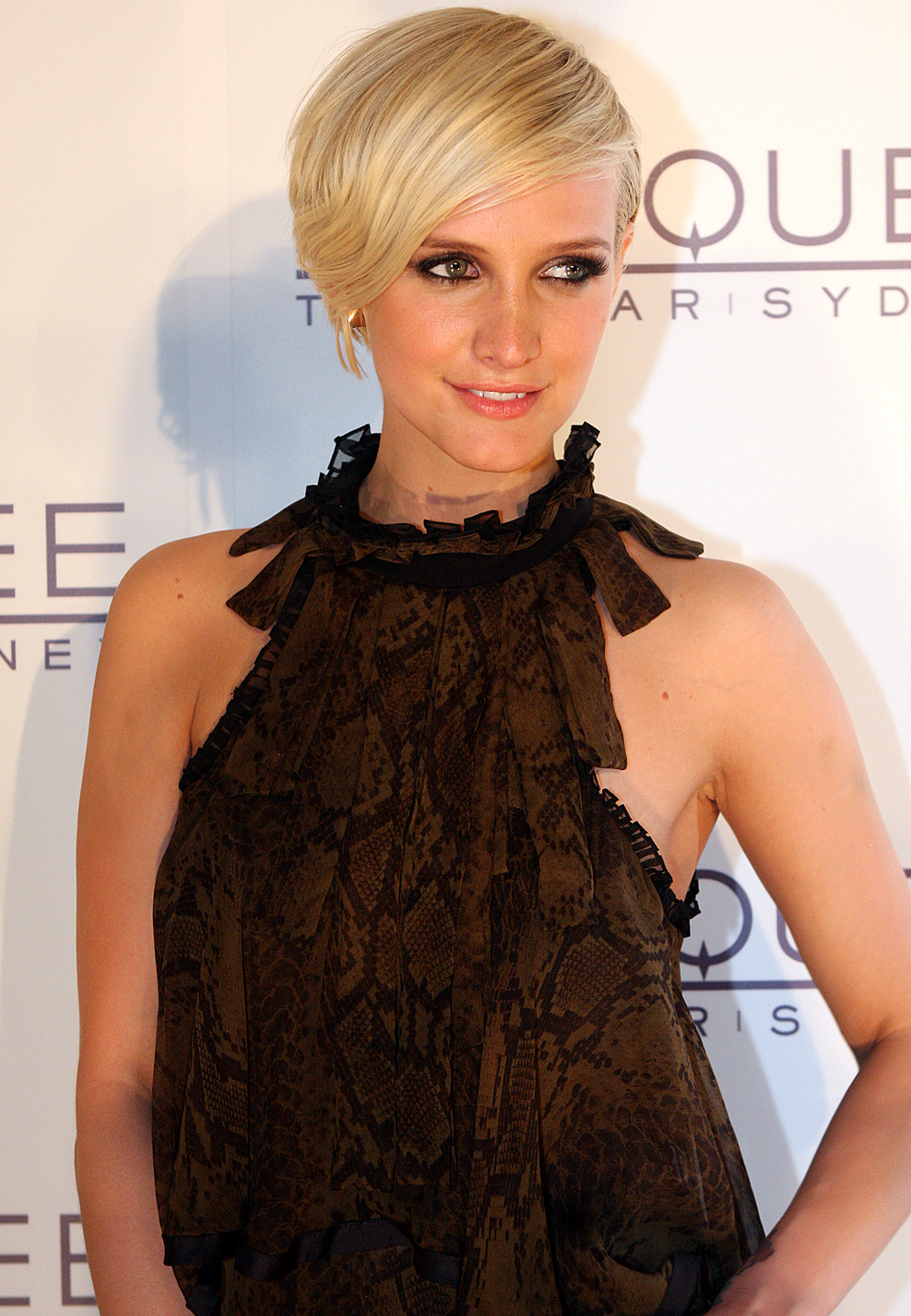
Ashlee Simpson

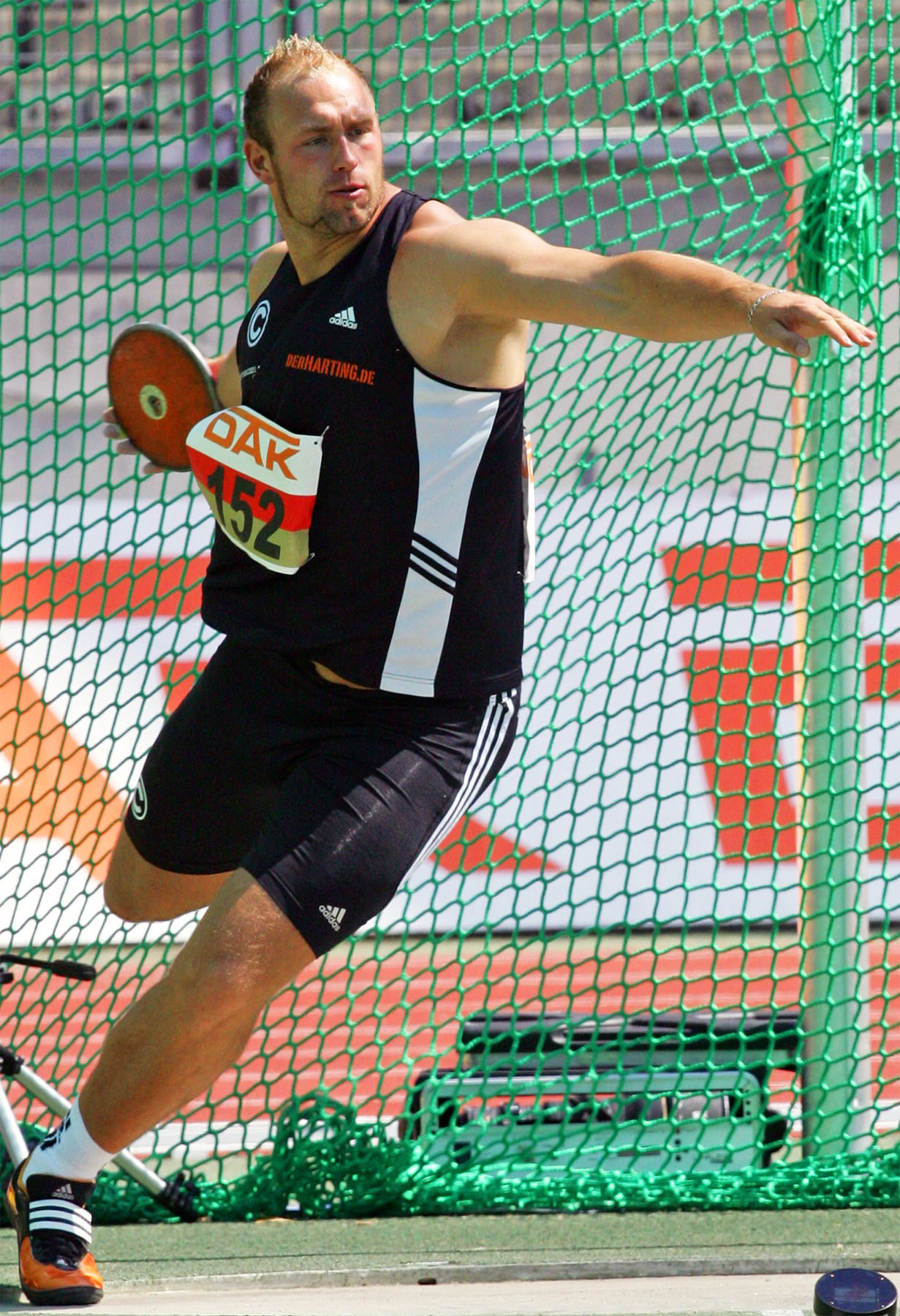
Robert Harting

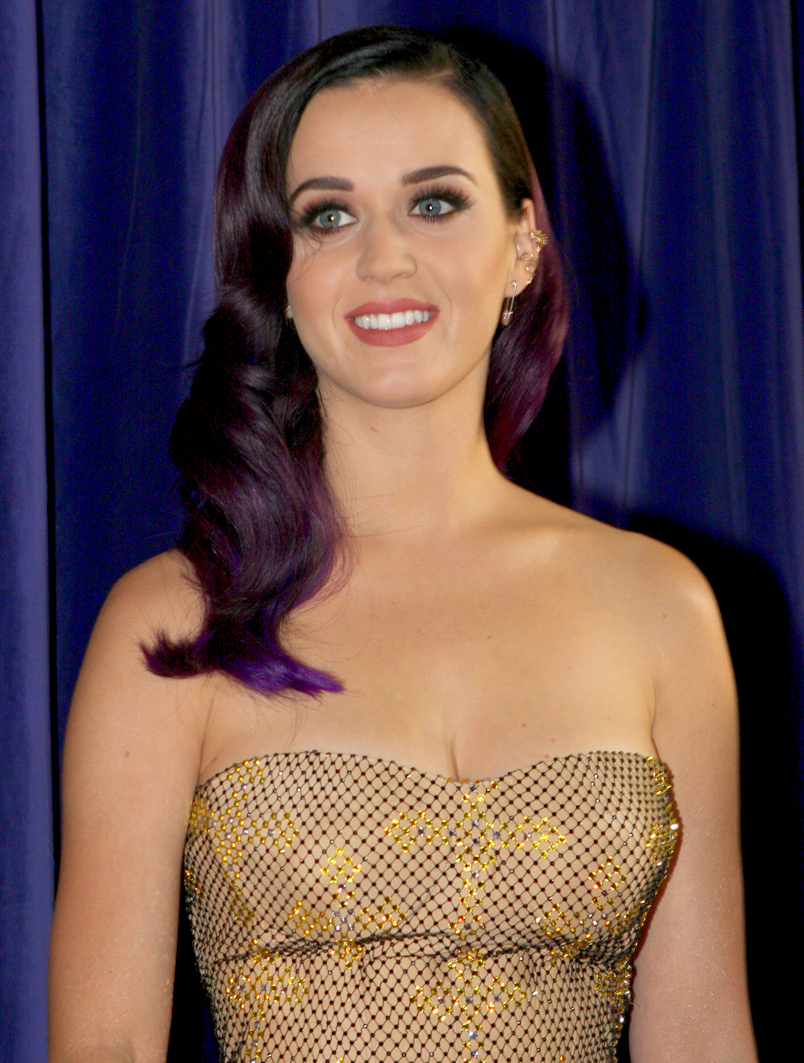
Katy Perry

- 01. Oktober: Gedeón Guardiola, spanischer Handballspieler
- 01. Oktober: Isaías Guardiola, spanischer Handballspieler
- 02. Oktober: Eldin Jakupović, schweizerisch-bosnischer Fußballspieler
- 03. Oktober: Jessica Parker Kennedy, kanadische Schauspielerin
- 03. Oktober: Anthony Le Tallec, französischer Fußballspieler
- 03. Oktober: Ashlee Simpson, US-amerikanische Sängerin und Schauspielerin
- 04. Oktober: Jelena Sergejewna Katina, russische Sängerin (t.A.T.u.)
- 04. Oktober: Álvaro Parente, portugiesischer Automobilrennfahrer
- 05. Oktober: Kathleen Fiedler, deutsche Schauspielerin
- 05. Oktober: Clint Jones, US-amerikanischer Skispringer
- 05. Oktober: Lucía Sainz Pelegri, spanische Tennisspielerin
- 06. Oktober: Valerie Kasanita Adams, neuseeländische Leichtathletin
- 06. Oktober: Valerie Vili, Olympiasiegerin im Kugelstoßen
- 07. Oktober: Tobias Artmeier, deutscher Eishockeyspieler
- 07. Oktober: Arnold Robin, französischer Autorennfahrer
- 07. Oktober: Mauro Santambrogio, italienischer Radrennfahrer
- 07. Oktober: Giuseppe Sulfaro, italienischer Schauspieler
- 08. Oktober: Joséphine de La Baume, französische Schauspielerin
- 08. Oktober: Sejad Salihović, bosnisch-herzegowinischer Fußballspieler
- 09. Oktober: Djamel Mesbah, französisch-algerischer Fußballspieler
- 10. Oktober: Babatunde Luqmon Adekunle, nigerianischer Fußballspieler
- 10. Oktober: Damien Ambrosetti, französischer Skilangläufer
- 10. Oktober: Huỳnh Quang Thanh, vietnamesischer Fußballspieler
- 10. Oktober: Chiaki Kuriyama, japanische Filmschauspielerin
- 10. Oktober: Marcio Vieira, andorranischer Fußballspieler
- 10. Oktober: Pawel Walerjewitsch Durow, russischer Unternehmer, Gründer von vk.com
- 11. Oktober: Oliver Tesch, deutscher Handballspieler
- 12. Oktober: Johannes Hauer, deutscher Schauspieler
- 13. Oktober: Abdullah ibn Mutaib Al Saud, saudi-arabischer Prinz und Reitsportler
- 13. Oktober: Christoph Theuerkauf, deutscher Handballspieler und -trainer
- 13. Oktober: Aílton do Nascimento Correia, brasilianischer Fußballspieler
- 13. Oktober: Kathrin Fricke, deutsche Video- und Netzkünstlerin (Coldmirror)
- 14. Oktober: Claudia Rauschenbach, deutsche Eiskunstläuferin
- 14. Oktober: Kevin Thomson, schottischer Fußballspieler
- 15. Oktober: Iwo Serafimow Angelow, bulgarischer Ringer
- 15. Oktober: Nana Akua Anokyewaa, ghanaische Fußballspielerin
- 16. Oktober: Armend Dallku, albanischer Fußballspieler
- 17. Oktober: Luise Amtsberg, deutsche Politikerin
- 17. Oktober: Giovanni Marchese, italienischer Fußballspieler
- 18. Oktober: Stuart Hall, britischer Automobilrennfahrer
- 18. Oktober: Robert Harting, deutscher Leichtathlet
- 18. Oktober: Freida Pinto, indische Schauspielerin
- 18. Oktober: Jennifer Ulrich, deutsche Schauspielerin

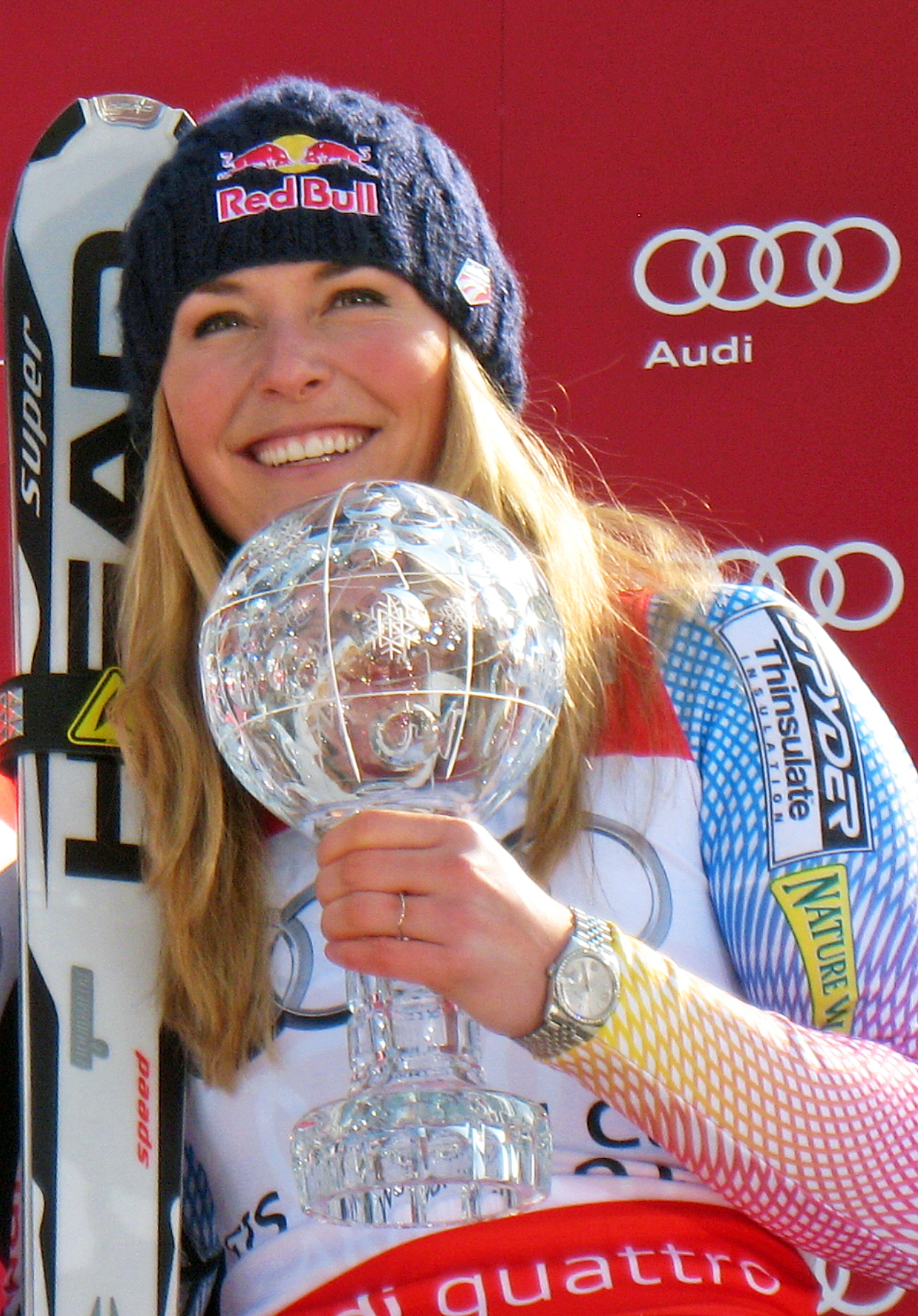
Lindsey Vonn

- 18. Oktober: Lindsey Vonn, US-amerikanische Skirennläuferin
- 19. Oktober: Elexis Gillette, US-amerikanischer Leichtathlet
- 20. Oktober: Cosmina Stratan, rumänische Journalistin und Schauspielerin
- 20. Oktober: Mitch Lucker, US-amerikanischer Sänger († 2012)
- 21. Oktober: Kenny Cooper, US-amerikanischer Fußballspieler
- 21. Oktober: Silvio Heinevetter, deutscher Handballspieler
- 21. Oktober: Felix Lehrmann, deutscher Schlagzeuger
- 21. Oktober: Arlette van Weersel, niederländische Schachspielerin
- 23. Oktober: Izabel Goulart, brasilianisches Model
- 23. Oktober: Michael Köhler, deutscher Handballspieler
- 24. Oktober: Ben Giroux, US-amerikanischer Schauspieler
- 24. Oktober: Christian Reif, deutscher Leichtathlet
- 25. Oktober: Federico Higuaín, argentinischer Fußballspieler
- 25. Oktober: Katy Perry, US-amerikanische Sängerin
- 26. Oktober: Ahn Hyun-suk, südkoreanischer Badmintonspieler
- 26. Oktober: Sasha Cohen, Eiskunstläuferin
- 27. Oktober: Karoline Bär, deutsche Schauspielerin
- 27. Oktober: Matteo Malucelli, italienischer Automobilrennfahrer
- 27. Oktober: Kelly Osbourne, britische Musikerin
- 27. Oktober: Danijel Subašić, kroatischer Fußballspieler
- 28. Oktober: Caner Ağca, türkischer Fußballspieler
- 28. Oktober: Matteo Cressoni, italienischer Autorennfahrer
- 30. Oktober: Lokman Atakol, türkischer Fußballtorhüter
- 30. Oktober: Helsloot, niederländischer DJ und Musikproduzent
- 31. Oktober: Scott Clifton, amerikanischer Schauspieler
- 31. Oktober: Stefanie Kloß, deutsche Sängerin (Silbermond)
- 31. Oktober: Milena Nikolova, bulgarische Schriftstellerin

### November

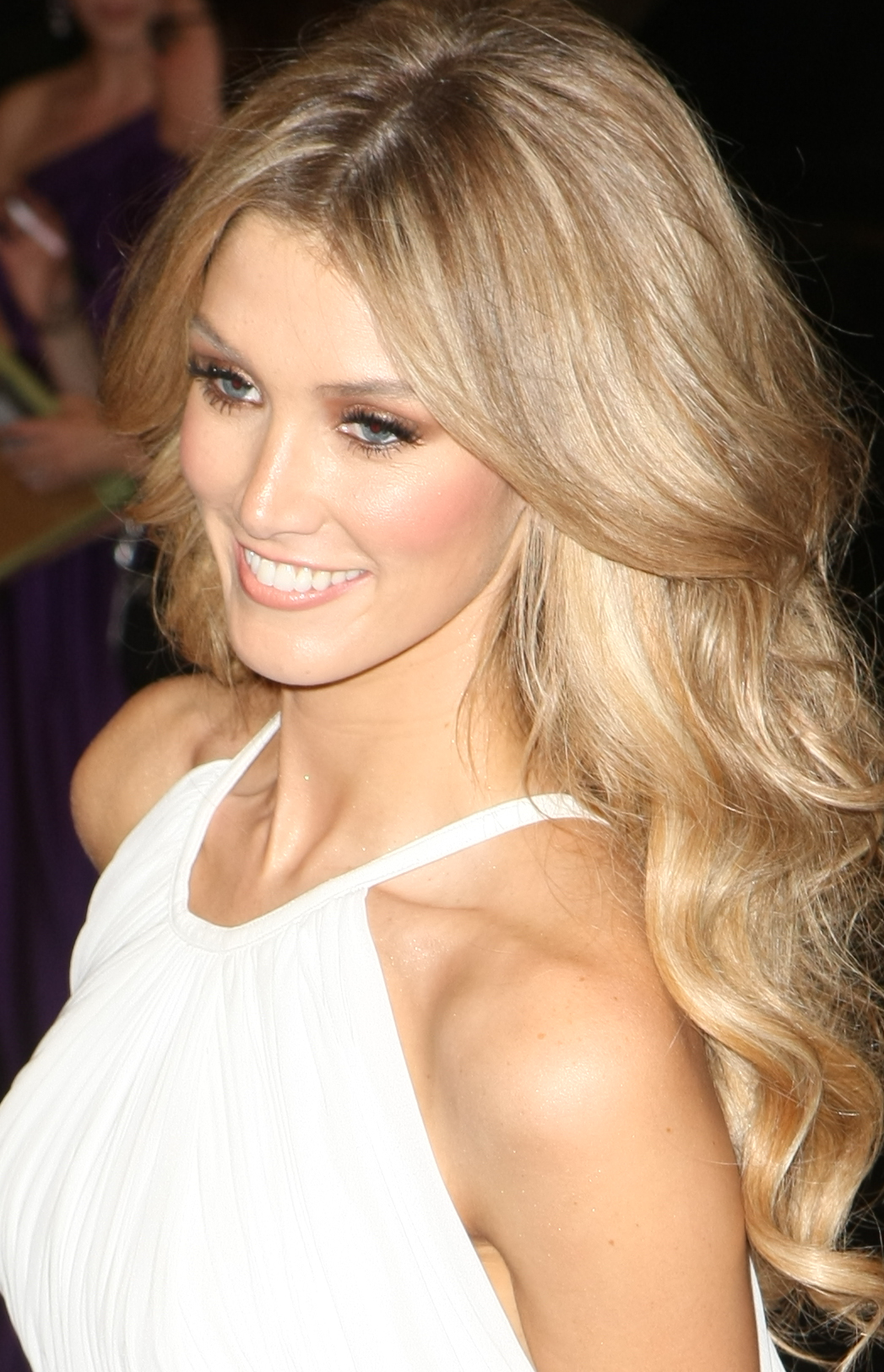
Delta Goodrem

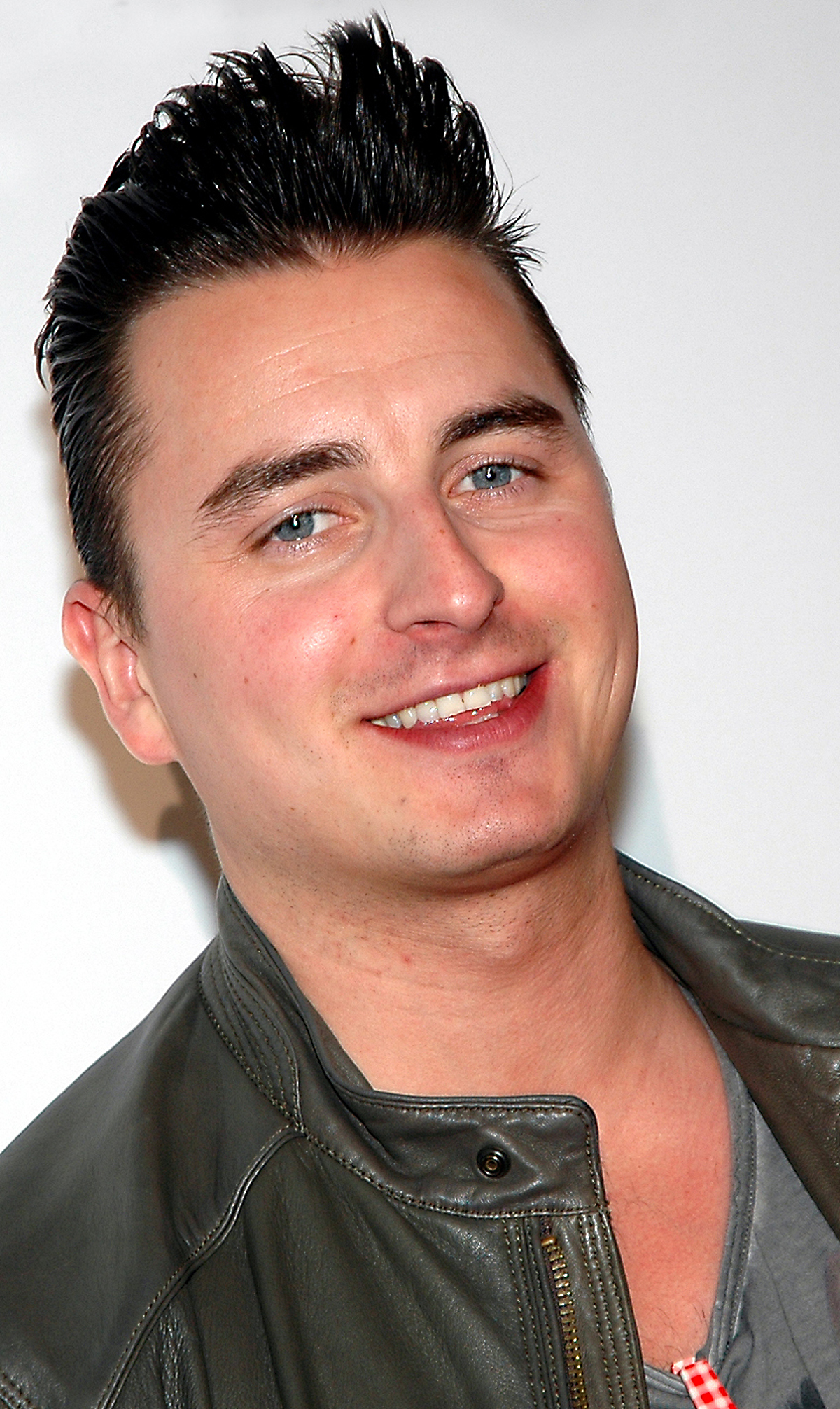
Andreas Gabalier

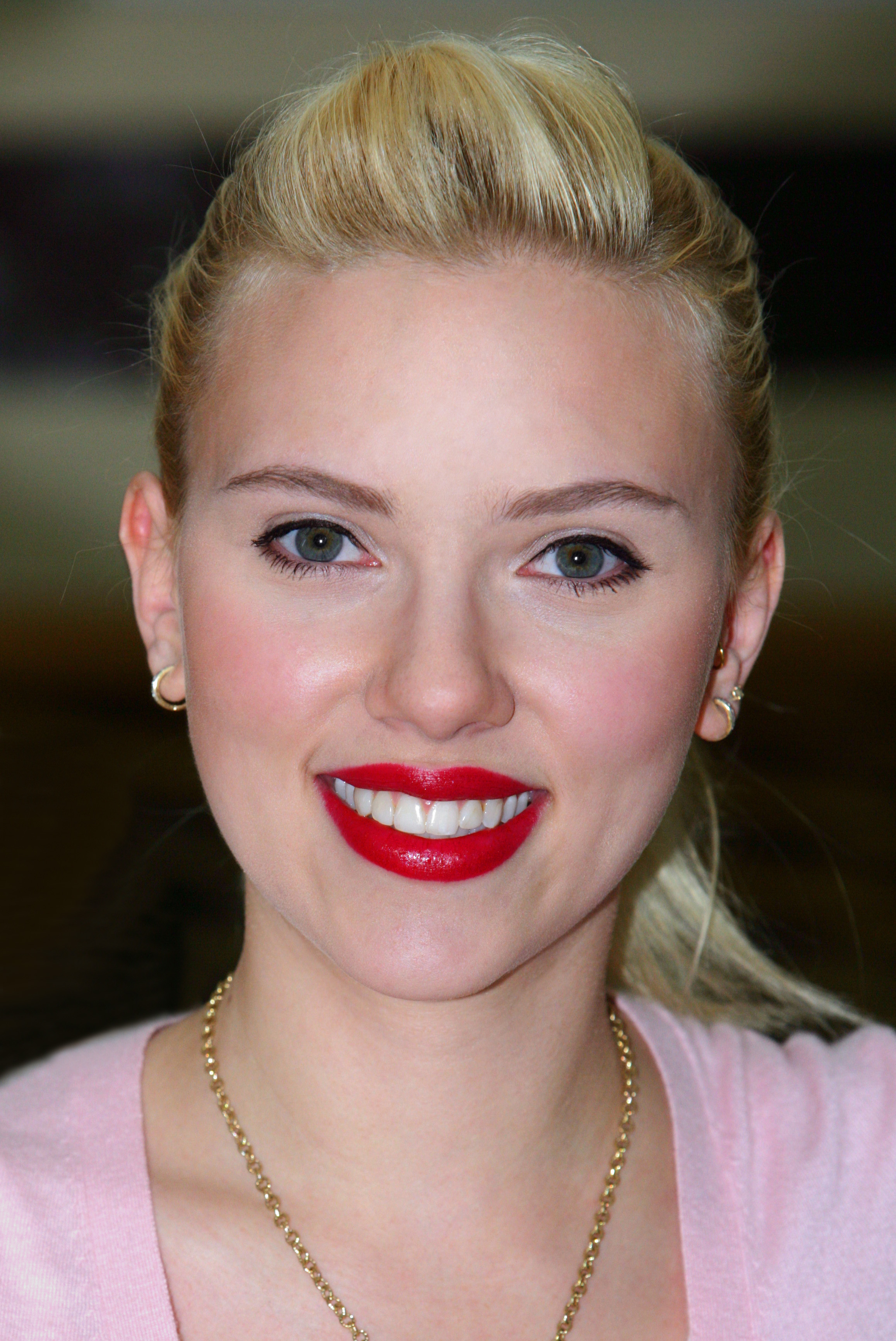
Scarlett Johansson

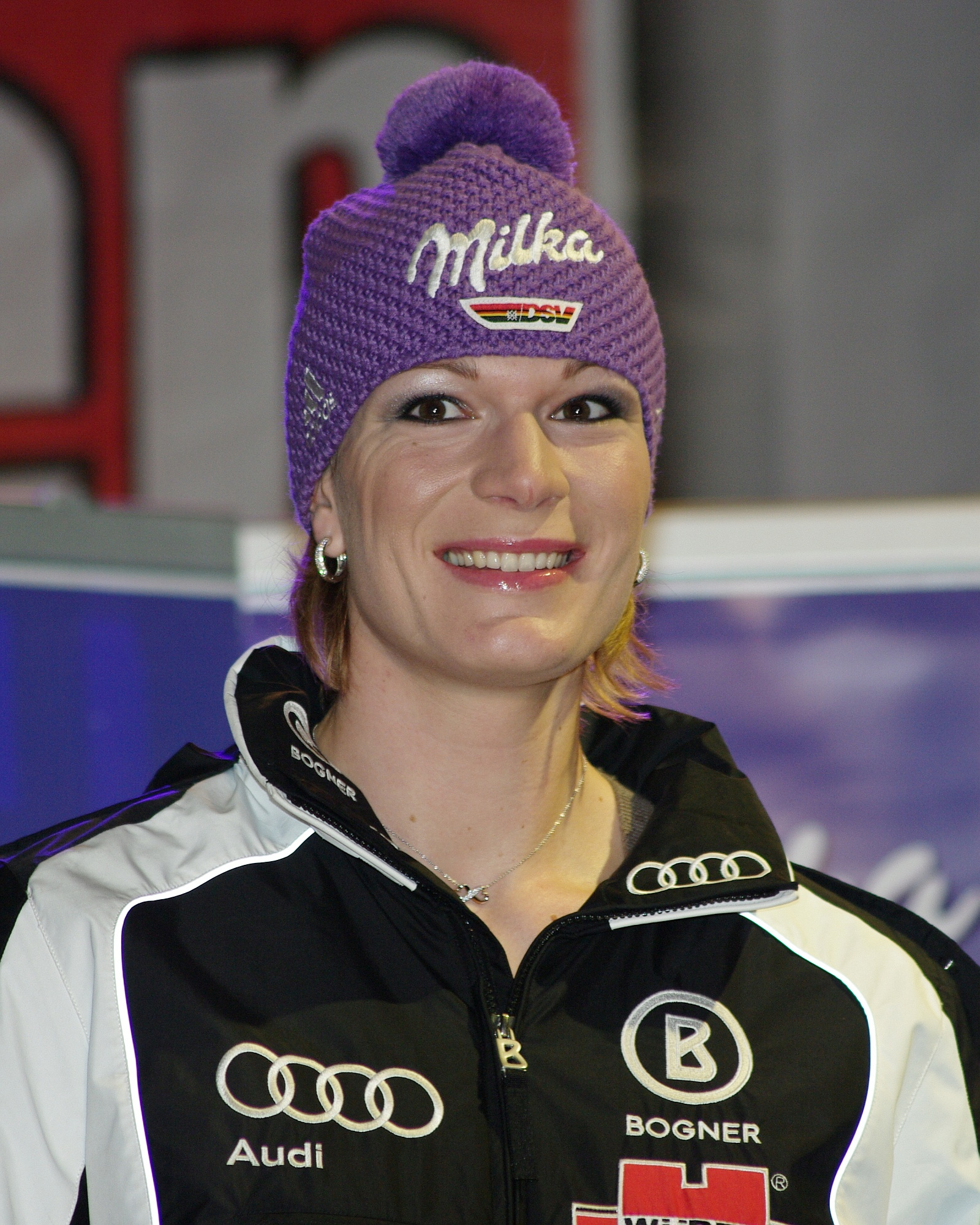
Maria Höfl-Riesch

- 01. November: Hosni Abd-Rabou, ägyptischer Fußballspieler
- 01. November: Igor Fonseca Amorelli, brasilianischer Triathlet
- 01. November: René Toft Hansen, dänischer Handballspieler
- 01. November: Tom Kimber-Smith, britischer Automobilrennfahrer
- 01. November: Miloš Krasić, serbischer Fußballspieler
- 02. November: Tamara Hope, kanadische Schauspielerin
- 02. November: Julia Stegner, deutsches Model
- 03. November: Mirko Anastasov, deutscher Basketballspieler
- 03. November: Christian Bakkerud, dänischer Automobilrennfahrer († 2011)
- 03. November: Björn Bastian Buhrmester, deutscher Handballspieler
- 03. November: Marc Speicher, deutscher Politiker
- 05. November: Nick Folk, US-amerikanischer American-Football-Spieler
- 05. November: Eliud Kipchoge, kenianischer Marathonläufer
- 05. November: Nick Tandy, britischer Automobilrennfahrer
- 05. November: Shiml, deutscher Rapper
- 06. November: Thomas Springer, deutscher Triathlet
- 07. November: Mihkel Aksalu, estnischer Fußballspieler
- 08. November: Riley Armstrong, kanadischer Eishockeyspieler
- 09. November: Andrei Olegowitsch Aschmarin, russischer Badmintonspieler
- 09. November: Christoph Burkhard, deutscher Fußballspieler
- 09. November: Delta Goodrem, australische Sängerin
- 09. November: French Montana, US-amerikanischer Rapper und Sänger
- 10. November: Dominik Höpfner, deutscher Baseballspieler
- 10. November: Ludovic Obraniak, polnischer Fußballspieler
- 11. November: Hilton Armstrong, US-amerikanischer Basketballspieler
- 11. November: Julian Theobald, deutscher Automobilrennfahrer
- 12. November: Francesco Magnanelli, italienischer Fußballspieler
- 12. November: Omarion, US-amerikanischer R&B-Sänger und Schauspieler
- 12. November: Conrad Rautenbach, simbabwischer Rallyefahrer
- 13. November: Menderes Bağcı, deutscher Unterhaltungskünstler
- 13. November: Lucas Barrios, argentinisch-paraguayischer Fußballspieler
- 14. November: Edita Shain, Schweizer Sängerin
- 14. November: Marija Šerifović, serbische Sängerin
- 15. November: Katarina Bulatović, montenegrinische Handballspielerin
- 15. November: Jakob Kühnemann, deutscher Jazzmusiker
- 16. November: Gemma Louise Atkinson, britische Schauspielerin und Glamourmodel
- 16. November: Patrick Jahns, österreichischer Schauspieler und Regisseur
- 17. November: Park Han-byul, südkoreanische Schauspielerin
- 18. November: François Bourque, kanadischer Skirennläufer
- 18. November: Anna Loerper, deutsche Handballspielerin
- 18. November: François Bourque, ehemaliger kanadischer Skirennläufer
- 18. November: Sabin Tambrea, rumänisch-deutscher Schauspieler
- 19. November: Aljaksandr Bujkewitsch, belarussischer Säbelfechter
- 19. November: Lindsay Ellingson, US-amerikanisches Model
- 21. November: Álvaro Bautista, spanischer Motorradrennfahrer
- 21. November: Andreas Gabalier, österreichischer Sänger
- 21. November: Tobias Mahncke, deutscher Handballspieler
- 21. November: Jena Malone, US-amerikanische Filmschauspielerin
- 22. November: Mahmood Abdulrahman, bahrainischer Fußballspieler
- 22. November: Davide Chiumiento, Schweizer Fußballspieler
- 22. November: Scarlett Johansson, US-amerikanische Schauspielerin
- 22. November: Carolin Leonhardt, deutsche Kanutin und Olympiasiegerin
- 22. November: Joan Olivé, spanischer Motorradrennfahrer
- 23. November: Matthieu Lahaye, französischer Automobilrennfahrer
- 24. November: Anna Henkes, deutsche Handballspielerin
- 24. November: Maria Höfl-Riesch, deutsche Skirennläuferin
- 25. November: Dennis Schigiol, deutscher Theater- und Fernsehschauspieler
- 25. November: Gaspard Ulliel, französischer Schauspieler († 2022)
- 27. November: Balthasar Schneider, österreichischer Skispringer
- 27. November: Lindsey Van, US-amerikanische Skispringerin
- 28. November: Marc-André Fleury, kanadischer Eishockeyspieler
- 29. November: Florian Bitterlich, deutscher Handballspieler
- 29. November: Michael Devaney, irischer Automobilrennfahrer
- 29. November: Katlego Mphela, südafrikanischer Fußballspieler

### Dezember

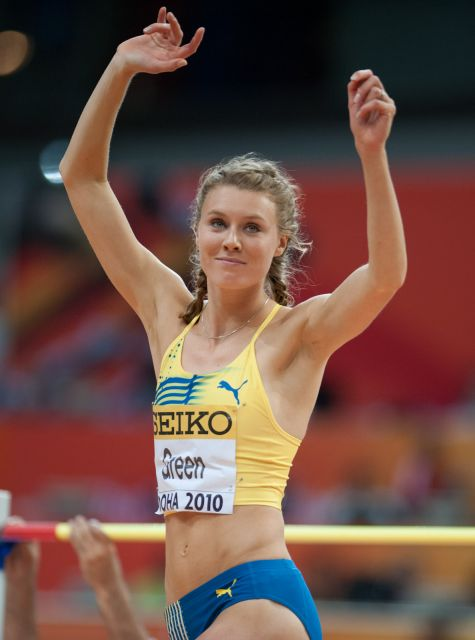
Emma Green Tregaro

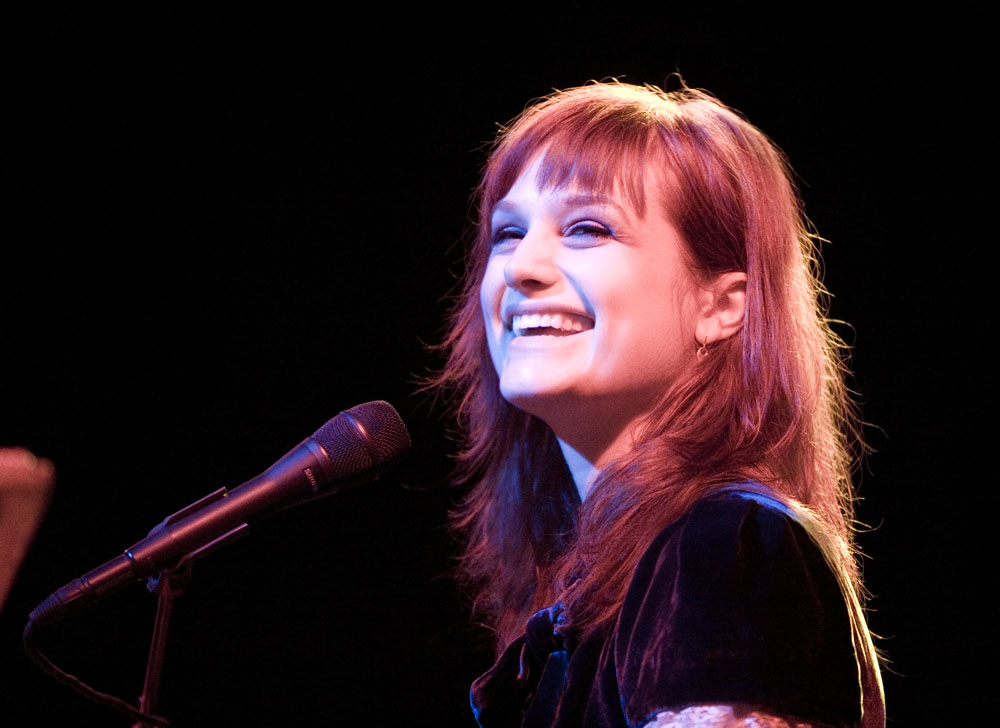
Alison Sudol

- 02. Dezember: Iliesa Delana, fidschianischer Leichtathlet
- 03. Dezember: Juan Pablo Francia, argentinischer Fußballspieler
- 04. Dezember: Matthias Werner, deutscher Handballspieler
- 04. Dezember: Janna Horstmann, deutsche Schauspielerin Hör-, OFF- und Synchronsprecherin
- 05. Dezember: Manuela Schär, Schweizer Sportlerin

- 05. Dezember: Camille Abily, französische Fußballspielerin
- 05. Dezember: Tracey Andersson, schwedische Hammerwerferin
- 05. Dezember: Shūhei Aoyama, japanischer Motorradrennfahrer
- 05. Dezember: Abdelkader Ghezzal, algerischer Fußballspieler
- 06. Dezember: Farina Brock, deutsche Schauspielerin und Synchronsprecherin
- 06. Dezember: Daryl Impey, südafrikanischer Radrennfahrer
- 06. Dezember: Veldin Muharemović, bosnischer Fußballspieler
- 06. Dezember: Martin Smolinski, deutscher Speedwayfahrer
- 07. Dezember: Robert Kubica, polnischer Automobilrennfahrer
- 07. Dezember: Emmanuel Muscat, maltesisch-australischer Fußballspieler
- 08. Dezember: Mary Blanco Bolívar, kolumbianische Fußballschiedsrichterassistentin
- 08. Dezember: Emma Green Tregaro, schwedische Leichtathletin
- 08. Dezember: Roland Resch, österreichischer Motorradrennfahrer
- 09. Dezember: Michael Adam, deutscher Politiker
- 10. Dezember: Tom Hern, neuseeländischer Serienschauspieler
- 11. Dezember: Rachel Emily Bragg, britische Volleyballspielerin
- 12. Dezember: Daniel Agger, dänischer Fußballspieler
- 12. Dezember: Sophie Edington, australische Schwimmerin
- 12. Dezember: Mette Gravholt, dänische Handballspielerin
- 13. Dezember: Santi Cazorla, spanischer Fußballspieler
- 13. Dezember: Jan Krauter, deutscher Schauspieler und Hörspielsprecher
- 14. Dezember: Chadli Amri, algerischer Fußballspieler
- 15. Dezember: Véronique Mang, französische Leichtathletin und Olympionikin
- 15. Dezember: Martin Škrtel, slowakischer Fußballspieler
- 16. Dezember: Daniel Fritz, deutscher Schauspieler
- 17. Dezember: Þórunn Helga Jónsdóttir, isländische Fußballspielerin
- 17. Dezember: Shannon Woodward, US-amerikanische Schauspielerin
- 18. Dezember: Carl Jakob Haupt, deutscher Blogger († 2019)
- 18. Dezember: Giuliano Razzoli, italienischer Skirennläufer
- 19. Dezember: Mariko Asabuki, japanische Schriftstellerin
- 20. Dezember: Şenol Akın, türkischer Fußballspieler
- 21. Dezember: Michael McDowell, US-amerikanischer Automobilrennfahrer
- 21. Dezember: Myvanwy Ella Penny, deutsch-britische Nachwuchs-Violinistin
- 21. Dezember: Peter Chrappan, slowakischer Fußballspieler
- 22. Dezember: Basshunter, schwedischer Sänger, Musikproduzent und DJ
- 22. Dezember: David Müller, deutscher Fußballspieler
- 23. Dezember: Alison Sudol, US-amerikanischen Sängerin und Pianistin
- 24. Dezember: Wallace Spearmon, US-amerikanischer Leichtathlet
- 24. Dezember: Dickson Wamwiri, kenianischer Taekwondoin († 2020)
- 25. Dezember: Manuel Antonio Morais Cange, angolanischer Fußballspieler
- 25. Dezember: Hal Scardino, US-amerikanischer Schauspieler
- 26. Dezember: Julia Jelinek, österreichische Schauspielerin

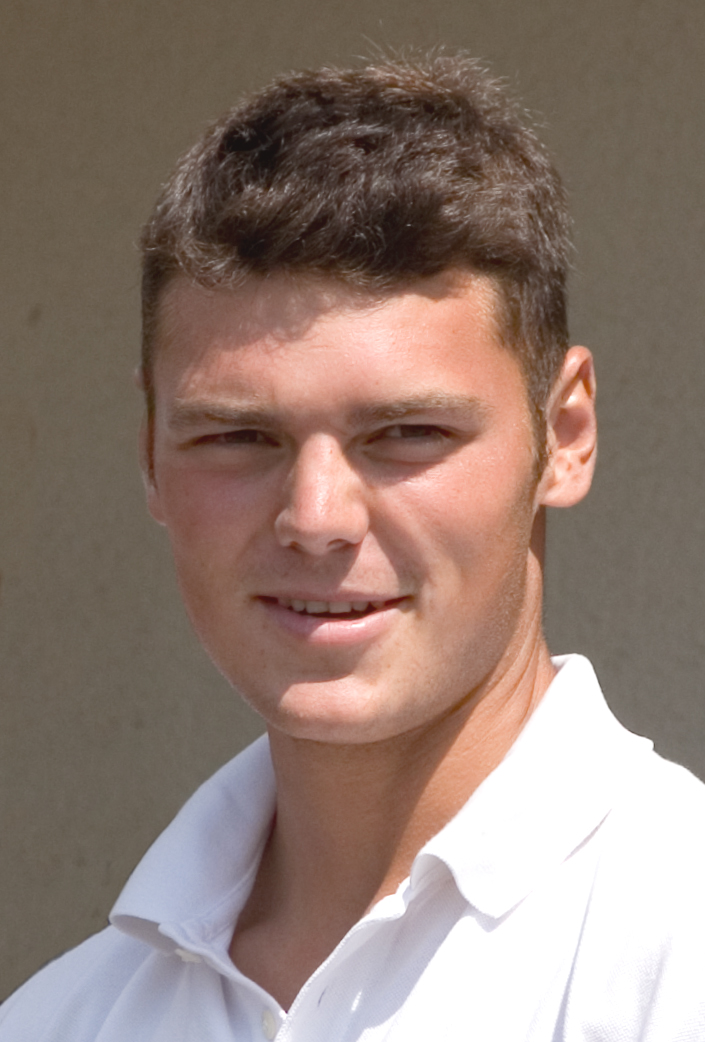
Martin Kaymer

- 28. Dezember: Martin Kaymer, deutscher Berufsgolfer
- 28. Dezember: Alex Lloyd, britischer Automobilrennfahrer
- 28. Dezember: Sean St. Ledger, englisch-irischer Fußballspieler
- 29. Dezember: Lisa Brüggemann, deutsche Kunstturnerin
- 30. Dezember: Silvère Ackermann, Schweizer Radsportler
- 30. Dezember: Sergio Gadea, spanischer Motorradrennfahrer
- 30. Dezember: LeBron James, US-amerikanischer Basketballspieler
- 31. Dezember: Demba Touré, senegalesischer Fußballspieler

### Tag unbekannt
- Mona Ardeleanu, deutsche Malerin
- Daniel Austrich, russischer Geiger
- Lorna Bracewell, US-amerikanische Singer-Songwriterin und Gitarristin
- Sarah Bauerett, deutsche Schauspielerin
- Florian Beyer, deutscher Schauspieler
- Marko Cindrić, kroatischer Schauspieler
- Christina Courtin, US-amerikanische Geigerin und Singer-Songwriterin
- Feras Fayyad, syrischer Filmschaffender
- David Halina, deutsch-polnischer Schauspieler
- Thomas Halle, deutscher Schauspieler
- Aaron Hitz, Schweizer Schauspieler
- Lazar Krstić, serbischer Finanzminister
- Joseph Kuipers, US-amerikanischer Cellist und Musikpädagoge
- Martin Laue, deutscher Schauspieler
- Jacob Matschenz, deutscher Schauspieler
- Frederik Obermaier, deutscher Journalist
- Judith Peres, deutsche Schauspielerin, Musicaldarstellerin, Operettensängerin und Synchronsprecherin
- Sami Reichenbach, deutscher Schauspieler, Regisseur und Produzent
- Anne Roemeth, deutsche Musicaldarstellerin und Schauspielerin
- Luise Schnittert, deutsche Schauspielerin und Sängerin
- Lyndsey Scott, US-amerikanische Softwareentwicklerin und Model
- Adrian Spielbauer, deutscher Schauspieler
- Sæunn Þorsteinsdóttir, US-amerikanische Cellistin isländischer Herkunft
- Omar Tomasoni, italienischer Trompeter
- Karl Urban, deutscher Autor und freier Wissenschaftsjournalist
- Max Wagner, deutscher Schauspieler
- Lucy Wirth, Schweizer Schauspielerin
- Julia Wissert, deutsche Regisseurin und Theaterintendantin
- Franziska Wulf, deutsche Schauspielerin

## Gestorben

### Januar
- 01. Januar: Paula Grogger, österreichische Schriftstellerin (* 1892)
- 01. Januar: Alexis Korner, englischer Blues-Musiker (* 1928)
- 01. Januar: Augustin Souchy, deutscher Anarchist und Antimilitarist (* 1892)
- 02. Januar: Sebastià Juan Arbó, katalanischer Romanautor und Dramaturg (* 1902)
- 02. Januar: Klaus Mehnert, Publizist und Hochschullehrer (* 1906)
- 02. Januar: Roberto Porta, uruguayisch-italienischer Fußballspieler und -trainer (* 1913)
- 03. Januar: Taras Borodajkewycz, Mitglied der NSDAP, Professor (* 1902)
- 05. Januar: Hanns-Gero von Lindeiner, deutscher Forstmann, Jäger, Diplomat und Politiker (* 1912)
- 06. Januar: Hermann Engelhard, deutscher Leichtathlet (* 1903)
- 07. Januar: Alfred Kastler, französischer Physiker und Nobelpreisträger (* 1902)
- 08. Januar: Alwin Aßmann, österreichischer Politiker (* 1899)
- 13. Januar: Fulvio Bernardini, italienischer Fußballspieler und -trainer (* 1905)
- 14. Januar: Gerhard Arnold, deutscher Politiker (* 1927)
- 14. Januar: Garabed Amadouni, türkischer Geistlicher (* 1900)
- 14. Januar: Justin Brooks Atkinson, US-amerikanischer Theaterkritiker (* 1894)
- 14. Januar: Paul Ben-Haim, israelischer Komponist (* 1897)
- 14. Januar: Ray Kroc, Gründer von McDonald’s (* 1902)
- 14. Januar: Rudolf Lehmann, deutscher Historiker (* 1891)
- 15. Januar: Kurt Mansfeld, deutscher Motorradrennfahrer (* 1910)
- 16. Januar: Kenneth A. Arnold, US-amerikanischer Pilot und Geschäftsmann (* 1915)
- 17. Januar: Robert Pikler, australischer Geiger, Bratschist, Dirigent und Musikpädagoge ungarischer Herkunft (* 1909)
- 18. Januar: Vassilis Tsitsanis, griechischer Sänger, Komponist und Bouzouki-Virtuose (* 1915)
- 18. Januar: Heinrich Gleißner, Jurist und österreichischer Politiker (ÖVP) (* 1893)
- 18. Januar: Hans Constantin Paulssen, deutscher Industrieller (* 1892)
- 19. Januar: Everhard Bungartz, deutscher Unternehmer und Politiker (* 1900)

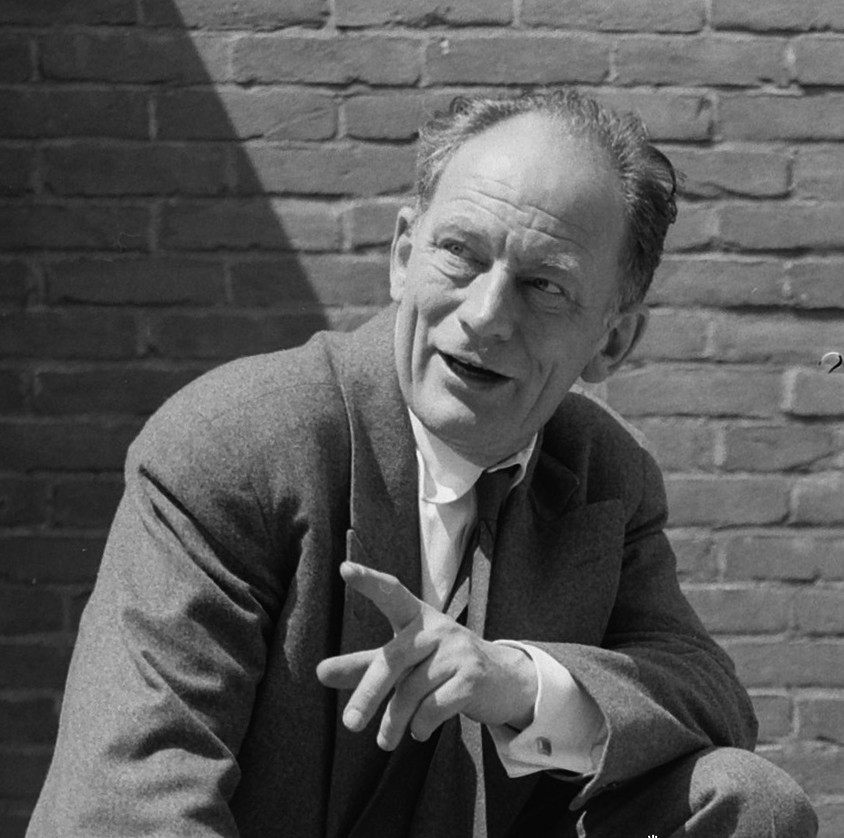
Wolfgang Staudte, 1955

- 19. Januar: Wolfgang Staudte, deutscher Filmregisseur (* 1906)

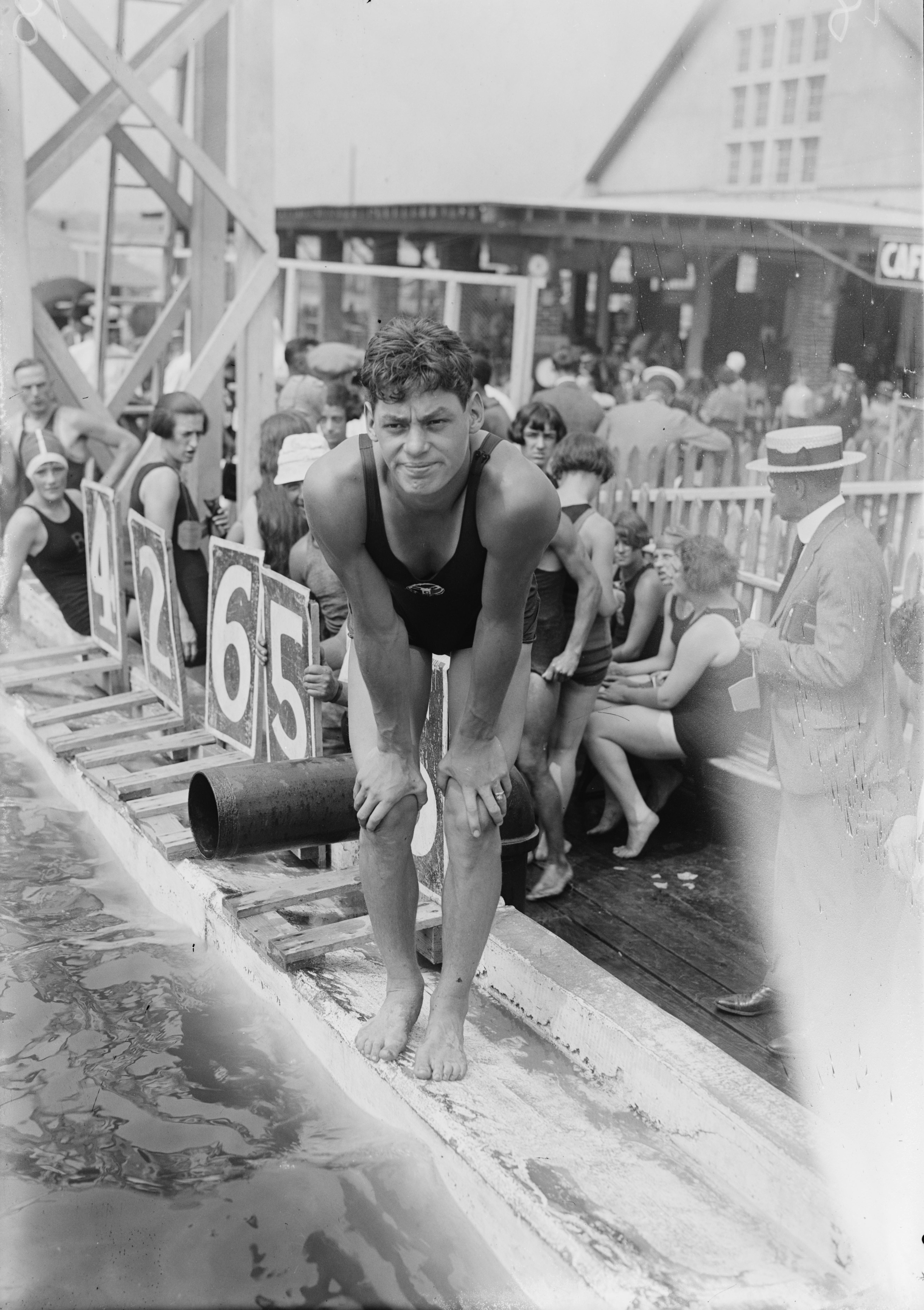
Johnny Weissmüller, ca. 1925

- 20. Januar: Johnny Weissmüller, US-amerikanischer Schwimmer und Filmschauspieler (* 1904)
- 21. Januar: Jackie Wilson, Rhythm-and-Blues- und Soul-Sänger (* 1934)
- 22. Januar: Ronald Kinloch Anderson, schottischer Pianist, Musikpädagoge und Musikproduzent (* 1911)
- 22. Januar: Anton Lamprecht, deutscher Maler (* 1901)
- 22. Januar: Josef Walcher, österreichischer Skirennläufer (* 1954)
- 23. Januar: Samuel Gardner, US-amerikanischer Komponist und Violinist (* 1891)
- 28. Januar: Al Dexter, US-amerikanischer Country-Musiker und Songwriter (* 1905)
- 29. Januar: Max Güde, deutscher Jurist und Politiker (* 1902)
- 29. Januar: Gunther Ipsen, österreichischer Soziologe und Philosoph (* 1899)
- 29. Januar: Edzard Schaper, deutscher Schriftsteller und Übersetzer (* 1908)
- 30. Januar: Walter A. Berendsohn, deutscher Literaturwissenschaftler (* 1884)
- 30. Januar: Luke Kelly, irischer Sänger und Banjo-Spieler (* 1940)
- 30. Januar: Fritz Nüßlein, deutscher Jagd- und Forstwissenschaftler (* 1899)
- 00. Januar: Benny Thomasson, US-amerikanischer Fiddlespieler (* 1909)

### Februar
- 02. Februar: Josef Kamper, österreichischer Motorradrennfahrer (* 1925)
- 03. Februar: Hubert Ney, deutscher Politiker (* 1892)
- 05. Februar: Manès Sperber, österreichisch-französischer Schriftsteller, Sozialpsychologe und Philosoph (* 1905)
- 06. Februar: Hildegard Bleyler, deutsche Politikerin (* 1899)
- 08. Februar: Philippe Ariès, französischer Mediävist und Historiker (* 1914)
- 09. Februar: Juri Andropow, sowjetischer Politiker (* 1914)
- 12. Februar: Julio Cortázar, argentinischer Schriftsteller (* 1914)
- 12. Februar: Ferry Dusika, österreichischer Radrennfahrer (* 1908)
- 12. Februar: Johannes Messner, österreichischer Theologe, Rechtswissenschaftler und Politiker (* 1891)
- 13. Februar: Roland Bainton, US-amerikanischer evangelischer Theologe und Kirchenhistoriker (* 1894)
- 14. Februar: Christoph Aschmoneit, deutscher Schiffbauingenieur (* 1901)
- 15. Februar: Ethel Merman, US-amerikanische Schauspielerin und Sängerin (* 1908)
- 16. Februar: Charles Oulmont, französischer Schriftsteller (* 1883)
- 18. Februar: Jakob Miltz, deutscher Fußballspieler (* 1928)
- 19. Februar: Waldemar Bloch, österreichischer Komponist, Pianist und Musikpädagoge (* 1906)
- 19. Februar: Anton Mader, österreichischer General (* 1913)
- 20. Februar: Fikrət Əmirov, aserbaidschanischer Komponist (* 1922)
- 20. Februar: Giuseppe Colombo, italienischer Ingenieur und Mathematiker (* 1920)
- 21. Februar: Michail A. Scholochow, sowjetischer Schriftsteller; Literaturnobelpreisträger (* 1905)
- 22. Februar: Wilhelm Müller, deutscher Feldhandballspieler (* 1909)
- 23. Februar: Walter Jokisch, deutscher Schauspieler (* 1914)
- 23. Februar: Uwe Johnson, deutscher Schriftsteller (* 1934)
- 24. Februar: Lech Bądkowski, polnischer Schriftsteller, Journalist und Politiker (* 1920)
- 24. Februar: Helmut Schelsky, Soziologe (* 1912)
- 27. Februar: Michał Kondracki, polnischer Komponist (* 1902)
- 29. Februar: Heinz Autenrieth, deutscher Jurist (* 1906)

### März
- 01. März: Hans Fleischer, deutscher Politiker (* 1906)
- 01. März: Peter Walker, britischer Automobilrennfahrer (* 1912)
- 03. März: John Bertram Adams, britischer Physiker (* 1920)
- 03. März: Roy Hall, US-amerikanischer Pianist, Country- und Rockabilly-Musiker (* 1922)
- 03. März: Heinrich Kirchner, deutscher Bildhauer (* 1902)
- 05. März: William Powell, US-amerikanischer Schauspieler (* 1892)
- 06. März: Pierre Eugène Charles Cochereau, französischer Komponist, Organist und Musikpädagoge (* 1924)
- 06. März: Martin Niemöller, christlicher Widerstandskämpfer, Theologe (* 1892)
- 07. März: Robert Bloch, französischer Automobilrennfahrer (* 1888)
- 08. März: Helena Cortesina, spanische Tänzerin, Schauspielerin und Regisseurin (* 1903)
- 08. März: Klaus Schmid-Burgk, deutscher Politiker und MdB (* 1913)
- 09. März: Imogen Holst, englische Musikschriftstellerin, Komponistin und Dirigentin (* 1907)
- 10. März: Wilhelm Seedorf, deutscher Landwirtschaftsbetriebswirt (* 1881)
- 12. März: Hans Kriesi, Schweizer Lehrer und Bühnenautor (* 1891)
- 12. März: Heinz Oskar Wuttig, deutscher Schriftsteller und Drehbuchautor (* 1907)
- 14. März: Hovhannes Schiraz, armenischer Dichter (* 1915)
- 16. März: Evencio Castellanos, venezolanischer Komponist, Pianist und Musikpädagoge (* 1915)
- 19. März: Réal Gagnier, kanadischer Oboist und Musikpädagoge (* 1905)
- 19. März: Ivo Veit, deutscher Rundfunkregisseur, Schauspieler und Kabarettist (* 1910)
- 19. März: Garry Winogrand, US-amerikanischer Fotograf (* 1928)
- 19. März: Nakanoshima Kin’ichi, japanischer Komponist (* 1904)
- 23. März: Knud Børge Andersen, dänischer Politiker (* 1914)
- 23. März: Jean Prouvé, französischer Architekt und Designer (* 1901)

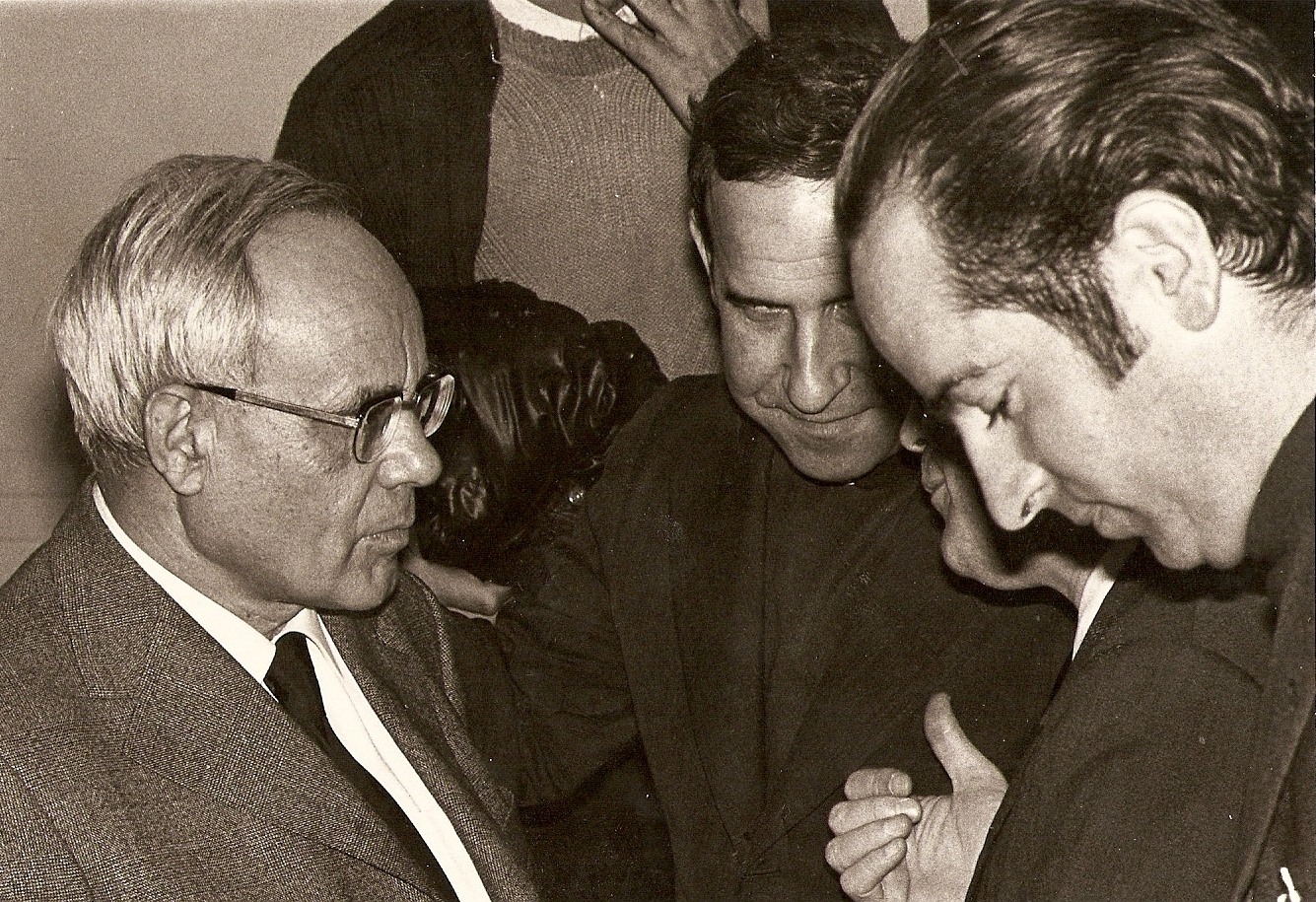
Karl Rahner, 1974 im Gespräch (links)

- 24. März: William Voltz, deutscher Schriftsteller (* 1938)
- 24. März: Sam Jaffe, US-amerikanischer Schauspieler (* 1891)
- 25. März: Jack Groob, kanadischer Geiger und Dirigent (* 1920)
- 26. März: Ahmed Sékou Touré, guineischer Diktator (* 1922)
- 28. März: Comins Mansfield, englischer Schachproblemkomponist (* 1896)
- 30. März: Karl Rahner, katholischer Theologe (* 1904)
- 31. März: Ronald Clark O’Bryan, US-amerikanischer Giftmörder (* 1944)

### April

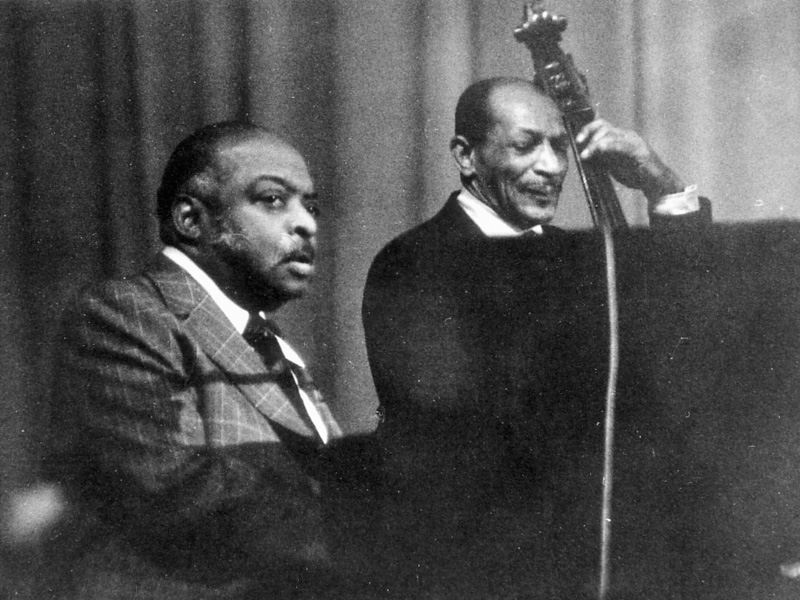
Count Basie († 26. April)

- 01. April: Marvin Gaye, US-amerikanischer Soul- und R&B-Sänger (* 1939)
- 02. April: Ernst van Aaken, deutscher Sportmediziner und Trainer (* 1910)
- 02. April: Mario Pretto, italienischer Fußballspieler und -trainer (* 1915)
- 04. April: Scott E. Forbush, US-amerikanischer Geophysiker (* 1904)
- 04. April: Oleg Konstantinowitsch Antonow, sowjetischer Flugzeug-Konstrukteur (* 1906)
- 04. April: Otway Herbert, britischer Offizier (* 1901)
- 05. April: Robert Adams, britischer Bildhauer (* 1917)
- 05. April: Arthur Harris, im Zweiten Weltkrieg Oberkommandierender des Bomber Command (* 1892)
- 05. April: Herbert Fleischmann, deutscher Film- und Fernsehschauspieler (* 1925)
- 08. April: Pjotr Leonidowitsch Kapiza, russischer Physiker und Nobelpreisträger (* 1894)
- 09. April: Paul-Pierre Philippe, Kardinal der römisch-katholischen Kirche (* 1905)
- 10. April: Jakub Berman, polnischer stalinistischer Politiker (* 1901)
- 10. April: Hans Drexler, deutscher Altphilologe (* 1895)
- 10. April: Willy Semmelrogge, deutscher Schauspieler (* 1923)
- 11. April: Fritz Rotter, österreichischer Autor und Komponist (* 1900)
- 11. April: Hildegard Schaeder, deutsche Kirchenhistorikerin und „Gerechte unter den Völkern“ (* 1902)
- 13. April: Ralph Kirkpatrick, US-amerikanischer Cembalist (* 1911)
- 17. April: Mark W. Clark, US-amerikanischer General (* 1896)
- 18. April: Leopold Lindtberg, österreichischer Regisseur (* 1902)
- 19. April: Gustav Scheck, deutscher Flötist und von 1946 bis 1964 Direktor der Musikhochschule Freiburg (* 1901)
- 20. April: Otto Arosemena Gómez, Präsident von Ecuador (* 1925)
- 21. April: Marcel Janco, rumänischer Künstler und Schriftsteller (* 1895)
- 21. April: Manuel Mujica Láinez, argentinischer Schriftsteller und Journalist (* 1910)
- 22. April: Ansel Adams, US-amerikanischer Fotograf (* 1902)
- 23. April: Juan Tizol, Musiker (* 1900)
- 25. April: Colin Richardson, britischer Autorennfahrer (* 1912)
- 25. April: Hayashi Tatsuo, japanischer Philosoph, Kultur- und Literaturkritiker (* 1896)
- 26. April: Count Basie, US-amerikanischer Jazz-Pianist, Organist und Bandleader (* 1904)
- 28. April: Loro Boriçi, albanischer Fußballspieler und -trainer (* 1922)
- 29. April: Otto Guglia, österreichischer Historiker, Geograph und Naturforscher (* 1904)

### Mai
- 01. Mai: Gordon Jenkins, US-amerikanischer Musiker (* 1910)
- 03. Mai: Joseph Calvet, französischer Geiger (* 1897)
- 04. Mai: Willie Ormond, schottischer Fußballspieler und -trainer (* 1926)
- 05. Mai: Just Göbel, niederländischer Fußballspieler (* 1891)
- 06. Mai: William Allen Egan, US-amerikanischer Politiker (* 1914)
- 07. Mai: Gerhard Dabel, deutscher Schriftsteller und Leiter der Dienststelle Kinderlandverschickung bei der Reichsjugendführung (* 1916)
- 08. Mai: Gino Bianco, italienischer Automobilrennfahrer (* 1916)
- 10. Mai: Joaquim Agostinho, portugiesischer Radrennfahrer (* 1943)
- 11. Mai: Stanislav Šebek, tschechischer Komponist und Musikpädagoge (* 1925)
- 11. Mai: Toni Turek, deutscher Fußballspieler (* 1919)
- 12. Mai: Robert Cooley Angell, US-amerikanischer Soziologe (* 1899)
- 13. Mai: Stanisław Marcin Ulam, polnischer Mathematiker (* 1909)
- 13. Mai: Julie Rösch, deutsche Politikerin (* 1902)
- 14. Mai: Dick Weisgerber, US-amerikanischer American-Football-Spieler (* 1913)
- 16. Mai: Andy Kaufman, US-amerikanischer Entertainer und Schauspieler (* 1949)
- 16. Mai: Irwin Shaw, US-amerikanischer Schriftsteller. (* 1913)
- 17. Mai: Albert Becker, österreichischer Schachmeister (* 1896)
- 18. Mai: Nasuh Akar, türkischer Ringer (* 1925)
- 19. Mai: John Betjeman, britischer Publizist, Journalist und Dichter (* 1906)
- 20. Mai: Bill Holland, US-amerikanischer Automobilrennfahrer (* 1907)
- 22. Mai: Erich Gutenberg, deutscher Betriebswirt (* 1897)

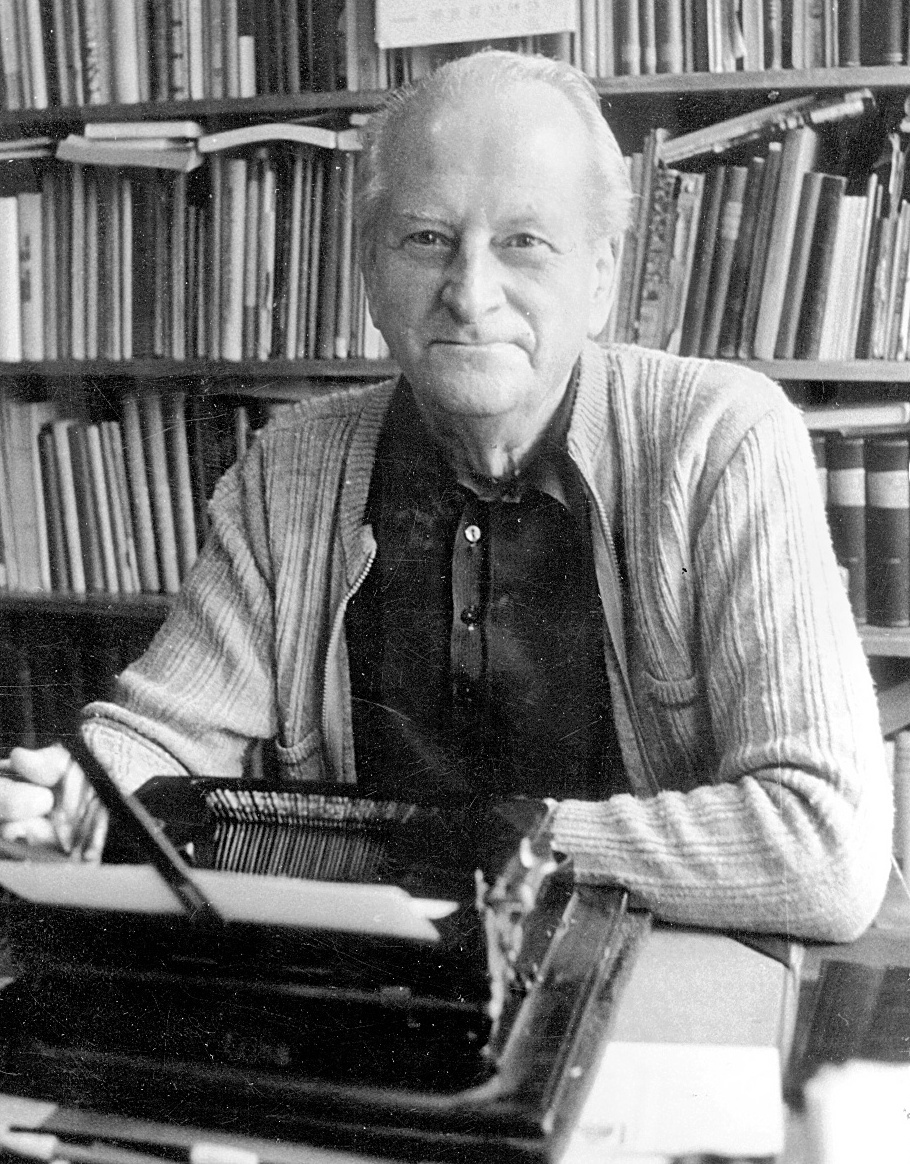
Pawoł Nedo († 24. Mai)

- 24. Mai: Nigel Mann, britischer Autorennfahrer (* 1919)
- 24. Mai: Pawoł Nedo, sorbischer Pädagoge und Ethnologe, Domowina-Vorsitzender (* 1908)
- 26. Mai: Waldemar Grzimek, deutscher Bildhauer (* 1918)
- 27. Mai: Michael Raucheisen, deutscher Pianist (* 1889)
- 28. Mai: Marco Tulio Maristany, venezolanischer Sänger (* 1916)
- 28. Mai: Eric Morecambe, englischer Komiker (* 1926)
- 31. Mai: Manuel Enrique Pérez Díaz, venezolanischer Gitarrist, Komponist und Musikpädagoge (* 1911)

### Juni
- 01. Juni: Archip Michailowitsch Ljulka, sowjetischer Strahltriebwerkskonstrukteur (* 1908)
- 02. Juni: François de Menthon, Justizminister in De Gaulles erster Regierung (* 1900)
- 03. Juni: Aldo Campatelli, italienischer Fußballspieler und -trainer (* 1919)
- 04. Juni: Hans Kies, deutscher Bildhauer und Politiker (* 1910)
- 05. Juni: Ahmad Fuad Muhi ad-Din, Premierminister von Ägypten (* 1926)
- 06. Juni: Karl Leo Johannes Ågren, finnlandschwedischer Schriftsteller (* 1928)
- 06. Juni: Ernst Schellenberg, deutscher Politiker (* 1907)
- 07. Juni: Rudolf Stahl, deutscher Feldhandballspieler (* 1912)
- 08. Juni: Gordon Jacob, Klassischer Komponist, Dirigent, Arrangeur und Musiklehrer (* 1895)
- 08. Juni: Julius Speer, deutscher Forstwissenschaftler und Wissenschaftsorganisator (* 1905)
- 11. Juni: Siegfried Balke, deutscher Chemiker, Manager, Politiker und Bundesminister (* 1902)
- 11. Juni: Enrico Berlinguer, italienischer Politiker und Antifaschist (* 1922)
- 13. Juni: Kenneth Armstrong, englischer Fußballspieler und -trainer (* 1924)
- 15. Juni: Edgar Jené, deutsch-französischer Maler und Grafiker, Surrealist (* 1904)
- 15. Juni: Takeyama Michio, japanischer Schriftsteller (* 1903)
- 18. Juni: Heinrich Wehking, deutscher Politiker (* 1899)
- 19. Juni: Lee Krasner, US-amerikanische Malerin (* 1908)
- 19. Juni: Wladimir Rudolfowitsch Vogel, russischer Komponist Klassischer Musik (* 1896)
- 20. Juni: Hans Studer, Schweizer Komponist, Chorleiter und Organist (* 1911)
- 22. Juni: Joseph Losey, US-amerikanischer Regisseur (* 1909)
- 22. Juni: Marianne Strauß, Frau von Franz Josef Strauß (* 1930)
- 22. Juni: Gerhard Frommel, deutscher Komponist und Musikpädagoge (* 1906)
- 24. Juni: William Keighley, US-amerikanischer Filmregisseur (* 1889)
- 25. Juni: Michel Foucault, französischer Philosoph (* 1926)
- 26. Juni: Albert Dailey, US-amerikanischer Jazzpianist (* 1939)
- 28. Juni: Gavin Astor, britischer Adliger und Verleger (* 1918)
- 28. Juni: Jigael Jadin, israelischer Archäologe, zweiter Generalstabschef der israelischen Armee (* 1917)
- 28. Juni: Norbert Kricke, Bildhauer (* 1922)
- 29. Juni: Herbert A. E. Böhme, deutscher Schauspieler (* 1897)
- 30. Juni: Lillian Hellman, US-amerikanische Schriftstellerin (* 1905)
- 00. Juni: Jorge Pelikan, tschechisch-argentinischer Schachmeister (* 1906)

### Juli
- 01. Juli: Henri Fabre, französischer Luftfahrtpionier (* 1882)
- 01. Juli: Moshé Feldenkrais, Physiker, entwickelte die Feldenkrais-Methode (* 1904)
- 02. Juli: Bedřich Fučík, tschechischer Literaturkritiker, Editor und Übersetzer (* 1900)
- 03. Juli: Ernesto Mascheroni, uruguayisch-italienischer Fußballspieler (* 1907)
- 03. Juli: Raoul Salan, französischer General (* 1899)
- 04. Juli: Joseph H. Bottum, US-amerikanischer Politiker (* 1903)
- 04. Juli: Wolfgang Görg, deutscher Fotograf (* 1911)
- 05. Juli: Don Elliott, US-amerikanischer Jazz-Trompeter, Flügelhornist, Vibraphonist, Sänger, Mellophonspieler, Komponist, Arrangeur und Produzent (* 1926)
- 06. Juli: Henricus Jacobus Charles Tendeloo, niederländischer Chemiker (* 1896)
- 07. Juli: Flora Robson, britische Schauspielerin (* 1902)
- 08. Juli: Franz Fühmann, deutscher Schriftsteller (* 1922)
- 08. Juli: Hugo Geiger, deutscher Politiker (* 1901)
- 08. Juli: José Humberto Quintero Parra, Erzbischof von Caracas und Kardinal (* 1902)
- 08. Juli: Reginald Stewart, kanadischer Dirigent, Pianist und Musikpädagoge (* 1900)
- 09. Juli: Randall Thompson, US-amerikanischer Komponist und Musikpädagoge (* 1899)
- 12. Juli: Hannes Flesner, ostfriesischer Künstler (* 1928)
- 12. Juli: Franz Gurk, deutscher Politiker (* 1898)
- 13. Juli: Werner Abegg, Schweizer Textilindustrieller, Sammler von Textilien und Stifter der Abegg-Stiftung (* 1903)
- 15. Juli: Karl Wolff, Chef des Persönlichen Stabes Reichsführer SS (* 1900)
- 16. Juli: Camille Bernard, kanadische Sängerin, Lehrerin und Schauspielerin (* 1898)
- 20. Juli: Gail Kubik, US-amerikanischer Komponist, Geiger und Musikpädagoge (* 1914)
- 21. Juli: Felix Augenfeld, österreichisch-US-amerikanischer Architekt, Innenarchitekt, Bühnenbildner und Designer (* 1893)
- 24. Juli: Richard Angst, schweizerischer Kameramann (* 1905)
- 24. Juli: Bob Heinz, deutscher Comiczeichner (* 1923)
- 25. Juli: Big Mama Thornton, US-amerikanische Bluessängerin (* 1926)
- 26. Juli: George Gallup, US-amerikanischer Pionier der Markt- und Meinungsforschung (* 1901)
- 26. Juli: Ed Gein, Serienmörder (* 1906)
- 27. Juli: James Mason, englischer Filmschauspieler (* 1909)
- 29. Juli: Woodrow Parfrey, US-amerikanischer Schauspieler (* 1922)
- 30. Juli: Kon Hidemi, japanischer Schriftsteller (* 1903)

### August
- 02. August: Knyaz Hacıbəyov, aserbaidschanischer Dirigent (* 1912)
- 03. August: Wladimir Tendrjakow, russischer Schriftsteller (* 1923)

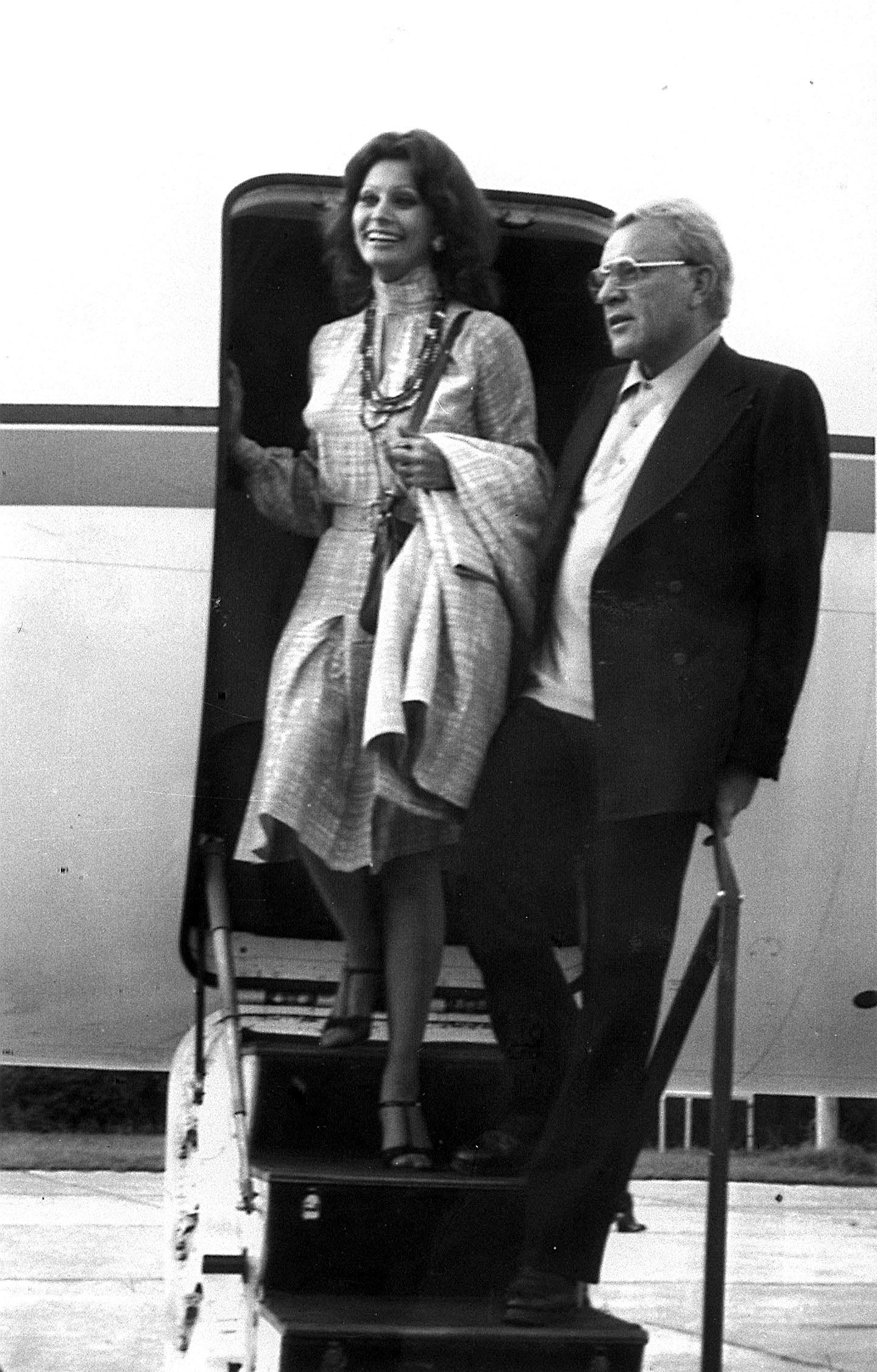
Richard Burton mit Sophia Loren, 1974

- 05. August: Richard Burton, britischer Schauspieler (* 1925)
- 05. August: Rudolf Hagelstange, deutscher Schriftsteller (* 1912)
- 05. August: Tuts Washington, US-amerikanischer Blues-Pianist (* 1907)
- 06. August: Fernand Tavano, französischer Automobilrennfahrer (* 1933)
- 07. August: Ann Christy, belgische Sängerin (* 1945)
- 08. August: Werner Otto von Hentig, Diplomat (* 1886)
- 08. August: Heinz Werner Ketzer, deutscher römisch-katholischer Priester und Kölner Dompropst (* 1914)
- 08. August: Vladimír Pachman, tschechischer Großmeister für Schachkomposition (* 1918)
- 11. August: Marcel Balsa, französischer Automobilrennfahrer (* 1909)
- 11. August: Percy Mayfield, US-amerikanischer Blues-Musiker (* 1920)
- 11. August: Paul Felix Schmidt, baltendeutscher Schachspieler (* 1916)
- 13. August: Tigran Petrosjan, armenisch-sowjetischer Schach-Großmeister (* 1929)
- 14. August: John Boynton Priestley, englischer Schriftsteller (* 1894)
- 16. August: György Kósa, ungarischer Komponist (* 1897)
- 17. August: Hammie Nixon, US-amerikanischer Blues-Musiker (* 1908)
- 19. August: Louis Lansana Béavogui, ehemaliger Präsident von Guinea (* 1923)
- 19. August: Fritz Kranz, deutscher Schauspieler, Theaterregisseur und Theaterintendant (* 1897)
- 20. August: Heinrich Austermann, deutscher Politiker (* 1909)
- 21. August: Ewald Sprave, deutscher Politiker (* 1902)
- 22. August: Charles Whittenberg, US-amerikanischer Komponist und Musikpädagoge (* 1927)
- 23. August: Heribert Fischer-Geising, deutscher Maler und Zeichner (* 1896)
- 25. August: Rudolf Harms, deutscher Schriftsteller (* 1901)

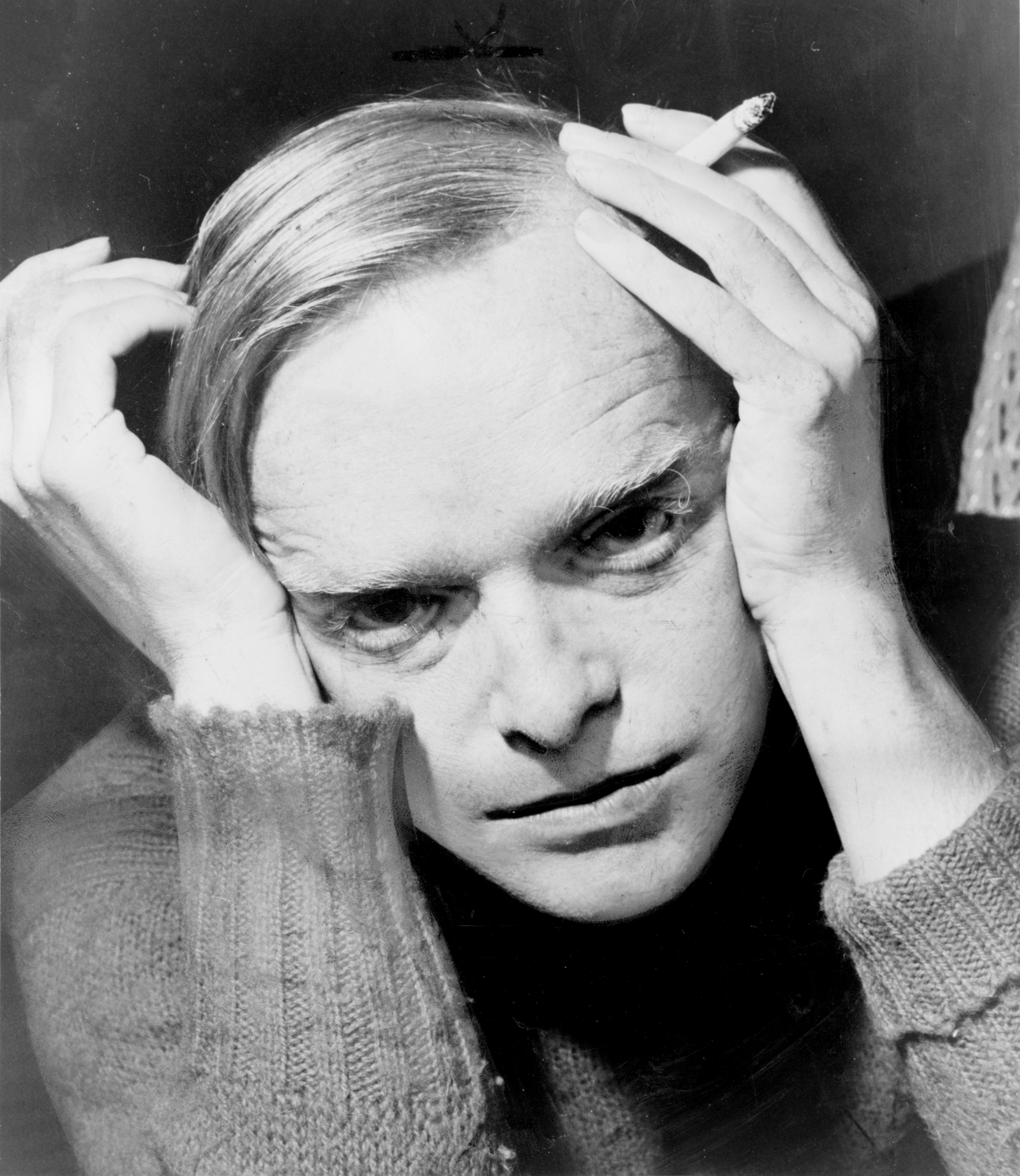
Truman Capote († 25. August)

- 25. August: Truman Capote, US-amerikanischer Schriftsteller (* 1924)
- 26. August: Lawrence Joseph Shehan, Erzbischof von Baltimore und Kardinal (* 1898)
- 26. August: Hans Tügel, deutscher Schauspieler, Hörspielsprecher, Regisseur und Autor (* 1894)
- 28. August: Corrado Annicelli, italienischer Schauspieler (* 1905)
- 29. August: Pierre Gemayel, libanesischer Politiker (* 1905)
- 30. August: John O. Aalberg, US-amerikanischer Film- und Tontechniker (* 1897)
- 30. August: Ariyoshi Sawako, japanische Schriftstellerin (* 1931)
- 31. August: Odette Siko, französische Autorennfahrerin (* 1899)

### September
- 03. September: Dora Labbette, englische Sängerin (* 1898)
- 03. September: Jan Zábrana, tschechischer Schriftsteller, Dichter und Übersetzer (* 1931)
- 06. September: Ernest Tubb, US-amerikanischer Country-Sänger (* 1914)
- 07. September: Liam O’Flaherty, irischer Schriftsteller (* 1896)
- 07. September: Hans Sautter, deutscher Ophthalmologe (* 1912)
- 07. September: Jossyf Slipyj, Erzbischof von Lemberg und Kardinal (* 1892)
- 09. September: Yılmaz Güney, kurdischer Schauspieler und Regisseur (* 1937)
- 10. September: Georges de Beauregard, französischer Filmproduzent (* 1920)
- 11. September: Else Reventlow, deutsche Lehrerin, Frauenrechtlerin, Redakteurin (* 1897)
- 12. September: Maria Dolors Anglada i Sarriera, spanische Schriftstellerin, Illustratorin und Cartoonistin (* 1892)
- 14. September: Janet Gaynor, US-amerikanische Schauspielerin (* 1906)
- 16. September: Cyril Paul, britischer Automobilrennfahrer (* 1903)
- 17. September: Richard Basehart, US-amerikanischer Schauspieler (* 1914)
- 19. September: Josef Maria Camenzind, Schweizer katholischer Geistlicher und Schriftsteller (* 1904)
- 19. September: Ève Gagnier, kanadische Sopranistin und Schauspielerin (* 1930)
- 20. September: Heinrich Abegg, Schweizer Politiker (* 1904)
- 22. September: Erwin Assmann, deutscher Historiker (* 1908)
- 23. September: Harald Meschendörfer, siebenbürgisch-sächsischer Maler und Graphiker (* 1909)
- 24. September: Domenico De’ Paoli, italienischer Musikwissenschaftler, Musikkritiker und Komponist (* 1894)
- 25. September: Erich Arendt, deutscher Lyriker und Übersetzer (* 1903)
- 25. September: Walter Pidgeon, kanadischer Schauspieler (* 1897)
- 28. September: Hans Joachim Breustedt, deutscher Maler und Grafiker (* 1901)
- 30. September: Helen Dore Boylston, US-amerikanische Schriftstellerin (* 1895)

### Oktober

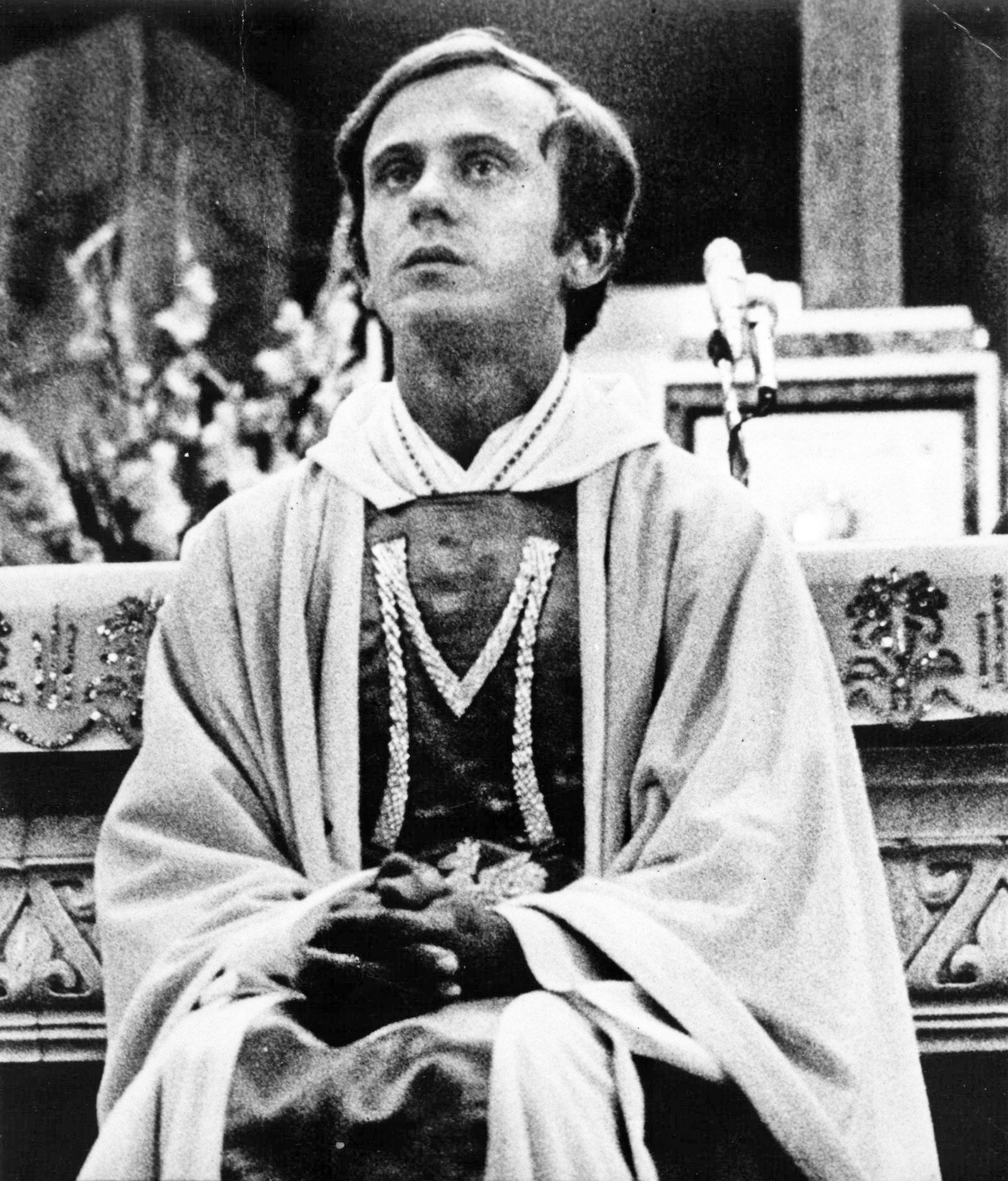
Jerzy Popiełuszko († 19. Oktober)

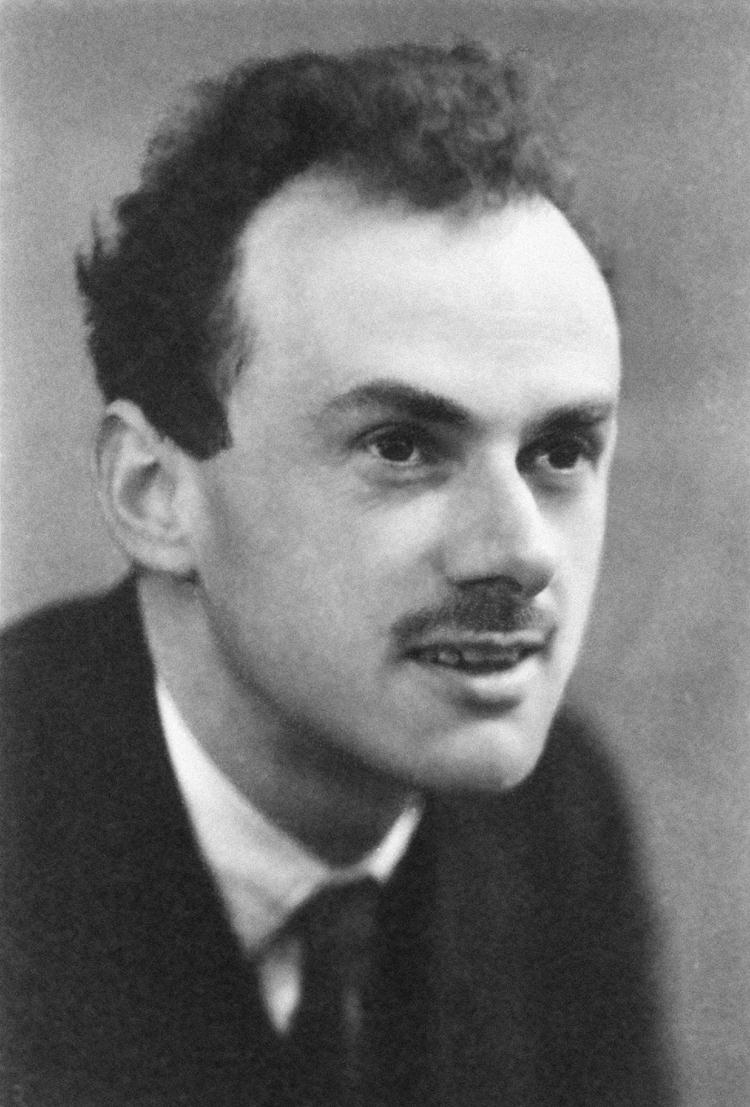
Paul Dirac, 1933

- 02. Oktober: Hâmit Zübeyir Koşay, türkischer Archäologe und Ethnologe (* 1897)
- 02. Oktober: Harry Strom, kanadischer Politiker (* 1914)
- 02. Oktober: Paul Weyres, deutscher Motorradrennfahrer (* 1900)
- 04. Oktober: Gerda Weneskoski, finnische Pianistin und Musikpädagogin (* 1892)
- 05. Oktober: Hugo Kükelhaus, deutscher Schriftsteller, Pädagoge, Philosoph und Künstler (* 1900)
- 06. Oktober: Herbert Friedrich Andréas, deutscher Historiker und Bibliograf (* 1914)
- 06. Oktober: Ghulam Mohammad Farhad, afghanischer Politiker (* 1901)
- 06. Oktober: George Gaylord Simpson, US-amerikanischer Biologe, Zoologe, Paläontologe (* 1902)
- 07. Oktober: Hermann Schroeder, deutscher Komponist und katholischer Kirchenmusiker (* 1904)
- 09. Oktober: Heinz von Cleve, deutscher Schauspieler (* 1897)
- 10. Oktober: Rudolf Adolph, deutscher Schriftsteller (* 1900)
- 12. Oktober: Rudolf Beiswanger, deutscher Schauspieler, Hörfunksprecher und Theaterintendant (* 1903)
- 12. Oktober: Jesús María Sanromá, puerto-ricanischer Pianist und Musikpädagoge (* 1903)
- 13. Oktober: Alice Neel, US-amerikanische Malerin (* 1900)
- 14. Oktober: Richard Attlesey, US-amerikanischer Hürdenläufer (* 1929)
- 14. Oktober: Sir Martin Ryle, britischer Radioastronom und Nobelpreisträger (* 1918)
- 15. Oktober: Paolo Marella, Kardinal der römisch-katholischen Kirche (* 1895)
- 17. Oktober: Hermann Auf der Heide, deutscher Hockeyspieler (* 1911)
- 17. Oktober: Georges Thill, französischer Operntenor (* 1897)
- 18. Oktober: Jon-Erik Hexum, US-amerikanischer Schauspieler (* 1957)
- 19. Oktober: Henri Michaux, französischer Schriftsteller und Maler (* 1899)
- 19. Oktober: Eugene „Buddy“ Moss, US-amerikanischer Blues-Gitarrist, Mundharmonikaspieler und Sänger (* 1914)
- 19. Oktober: Jerzy Popiełuszko, polnischer Geistlicher (* 1947)
- 20. Oktober: Budd Johnson, US-amerikanischer Jazz-Saxophonist, Klarinettist und Arrangeur (* 1910)

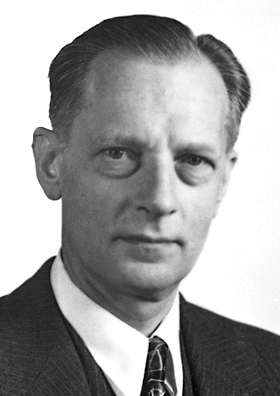
Carl Ferdinand Cori, 1947

- 20. Oktober: Carl Ferdinand Cori, österreichisch-US-amerikanischer Pharmakologe, Biochemiker und Nobelpreisträger (* 1896)
- 20. Oktober: Paul Dirac, britischer Physiker und Nobelpreisträger; Mitbegründer des Gebiets der Quantenphysik (* 1902)
- 21. Oktober: François Truffaut, französischer Regisseur, Filmkritiker, Schauspieler und Produzent (* 1932)
- 21. Oktober: Dalibor Vačkář, tschechischer Komponist (* 1906)
- 22. Oktober: Harold L. Walters, US-amerikanischer Komponist (* 1918)
- 23. Oktober: Josef Augstein, deutscher Jurist (* 1909)
- 23. Oktober: Millard F. Caldwell, US-amerikanischer Politiker (* 1897)
- 23. Oktober: Oskar Werner, österreichischer Schauspieler und Deklamator (* 1922)
- 25. Oktober: Pascale Ogier, französische Schauspielerin (* 1958)
- 28. Oktober: Knut Erik Alexander Nordahl, schwedischer Fußballspieler (* 1920)
- 29. Oktober: Benji Asada, japanischer Maler und Holzschnitt-Künstler (* 1900)
- 29. Oktober: Wolfgang Keilig, deutscher Offizier (* 1915)

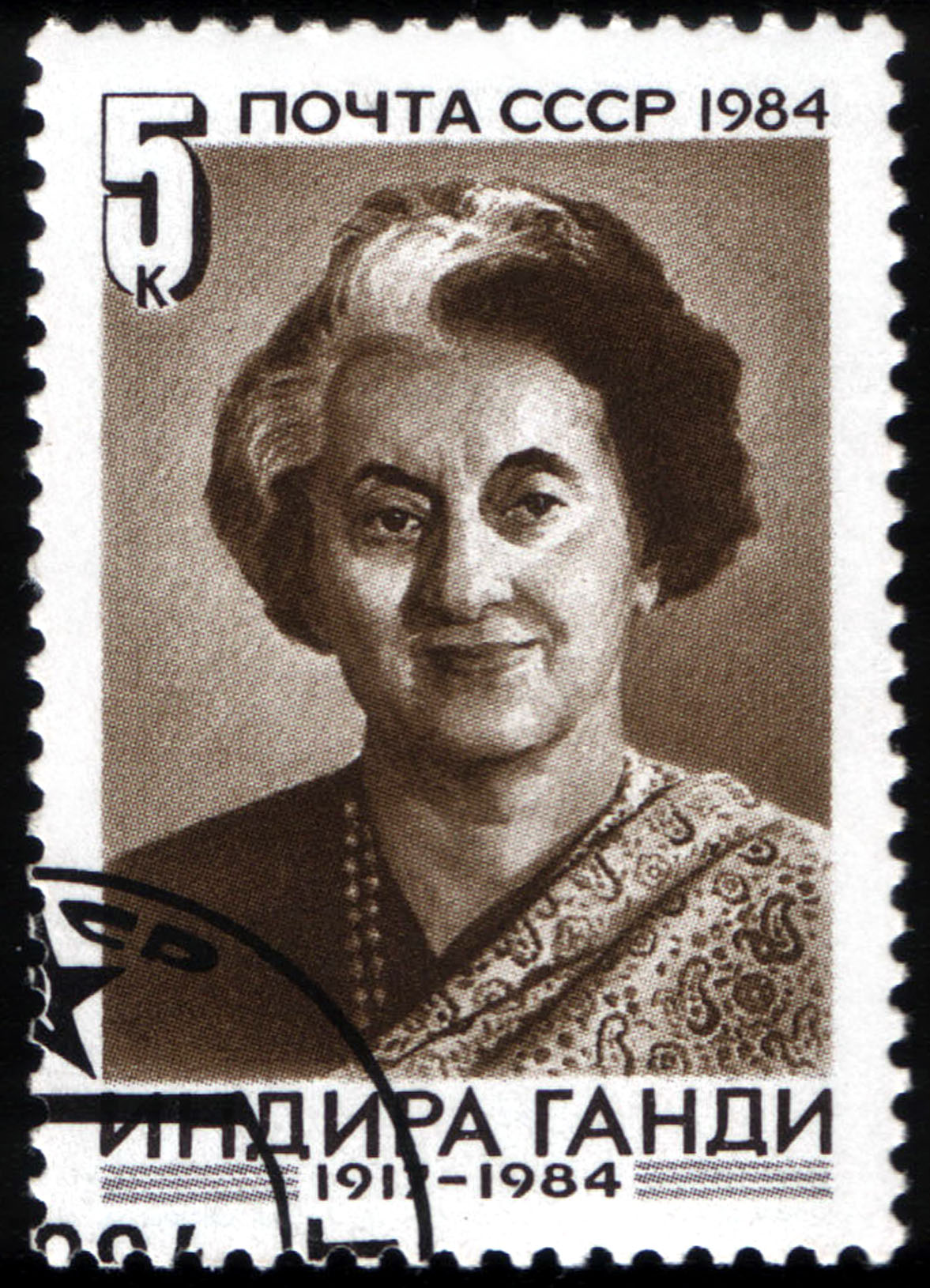
Indira Gandhi, 1984

- 31. Oktober: Indira Gandhi, indische Politikerin und Premierministerin (* 1917)
- 000Oktober: Andrew Liddell Aitken, englischer Fußballspieler (* 1909)

### November
- 01. November: Marcel Moyse, Franz. Flötist (* 1889)
- 02. November: Toni Hiebeler, Fotograf, Bergsteiger, Publizist (* 1930)
- 03. November: Aldo Donati, italienischer Fußballspieler (* 1910)
- 05. November: Enrique Schmidt, nicaraguanischer Politiker (* 1949)
- 07. November: Hans Herter, deutscher Altphilologe (* 1899)
- 08. November: Albert Heinrich Kniest, deutscher Problemkomponist (* 1908)
- 08. November: Collin Walcott, US-amerikanischer Perkussionist und Sitarspieler (* 1945)
- 09. November: Hans Petersson, deutscher Mathematiker (* 1902)
- 11. November: Hans Reif, deutscher Politiker (* 1899)
- 13. November: Bärbel Wachholz, deutsche Sängerin (* 1938)
- 14. November: Alexander Hegarth, deutscher Schauspieler (* 1923)
- 15. November: Hermann Dietzfelbinger, deutscher Pfarrer, Theologe und bayerischer Landesbischof (* 1908)
- 15. November: Anton Kehrer, österreichischer Politiker (* 1893)
- 16. November: Murray Alper, US-amerikanischer Schauspieler (* 1904)
- 16. November: Leonard Rose, US-amerikanischer Cellist (* 1918)
- 17. November: Hans Kilb, deutscher Jurist (* 1910)
- 17. November: Jan Novák, tschechischer Komponist (* 1921)
- 18. November: Osvaldo Nicolás Fresedo, argentinischer Musiker, Arrangeur, Bandleader, Komponist und Texter (* 1897)
- 18. November: Alexander Schläffer, deutscher Krippenbauer (* 1899)
- 19. November: George Aiken, US-amerikanischer Politiker (* 1892)
- 20. November: Trygve Bratteli, norwegischer Politiker (* 1910)
- 20. November: Mario Celoria, italienischer Fußballspieler (* 1911)
- 20. November: Kristian Djurhuus, Färöischer Politiker (* 1895)
- 20. November: Alexander Moyzes, slowakischer Komponist (* 1906)
- 23. November: Tadashi Abe, japanischer Aikidō-Lehrer (* 1926)
- 23. November: Paul Dahlke, deutscher Schauspieler (* 1904)
- 24. November: Wilhelm Antrup, Brigadegeneral der Luftwaffe der Bundeswehr (* 1910)
- 24. November: Godfrey Ridout, kanadischer Komponist und Musikpädagoge (* 1918)
- 25. November: Clara Asscher-Pinkhof, niederländische Pädagogin und Schriftstellerin (* 1896)
- 25. November: Jimmy Jackson, US-amerikanischer Automobilrennfahrer (* 1910)
- 25. November: Willibald Mücke, deutscher Politiker (* 1904)
- 26. November: Albert Vietor, deutscher Wirtschaftsmanager, eh. Vorstandsvorsitzender d. Neuen Heimat (* 1922)
- 28. November: Adam Antes, deutscher Bildhauer und Grafiker (* 1891)
- 28. November: Hubertus Prinz zu Löwenstein-Wertheim-Freudenberg, deutscher Politiker und Journalist (* 1906)
- 29. November: Gotthard Günther, deutscher Philosoph (* 1900)
- 29. November: Franz Jachym, Weihbischof in Wien (* 1910)

### Dezember
- 01. Dezember: Wayland Becker, US-amerikanischer American-Football-Spieler (* 1910)
- 03. Dezember: Pawel Stepanowitsch Kutachow, sowjetischer Pilot (* 1914)
- 06. Dezember: Lucie Odier, Schweizer Krankenschwester und humanitäre Aktivistin (* 1886)
- 07. Dezember: Wilhelm Schmied, deutscher Maler und Grafiker (* 1910)
- 08. Dezember: Lutha J. Adler, US-amerikanischer Film- und Theaterschauspieler (* 1903)
- 08. Dezember: Bruno Six, deutscher Politiker (* 1906)
- 10. Dezember: Luke Johnsos, US-amerikanischer American-Football-Spieler und -Trainer (* 1905)
- 11. Dezember: Anton Betz, deutscher Journalist (* 1893)
- 11. Dezember: Pentti Hämäläinen, finnischer Boxer (* 1929)
- 12. Dezember: Otto Schmidt, deutscher Politiker und MdB (* 1902)
- 13. Dezember: Pierre Martin Ngô Đình Thục, Titularerzbischof von Bulla Regia und Erzbischof von Hue (* 1897)
- 14. Dezember: Vicente Aleixandre, spanischer Lyriker und Träger des Nobelpreises für Literatur 1977 (* 1898)
- 18. Dezember: Feike Pieter Asma, niederländischer Organist, Dirigent und Komponist (* 1912)
- 18. Dezember: Rudolf Platte, deutscher Schauspieler (* 1904)
- 18. Dezember: Gebhard Seelos, deutscher Politiker (* 1901)
- 19. Dezember: Maria Pirwitz, deutsche Bildhauerin und Malerin (* 1926)
- 20. Dezember: Dmitri Fjodorowitsch Ustinow, sowjetischer Verteidigungsminister (* 1908)
- 23. Dezember: Joan Lindsay, australische Schriftstellerin (* 1896)
- 23. Dezember: Johann Bernhard Michael Schneider, deutscher Schachproblemkomponist (* 1905)
- 24. Dezember: Josef Arents, deutscher Radrennfahrer (* 1912)
- 24. Dezember: Ian Hendry, englischer Schauspieler (* 1931)
- 24. Dezember: Peter Lawford, britischer Schauspieler (* 1923)
- 26. Dezember: Franz Arnold, schweizerischer Politiker (* 1897)
- 28. Dezember: Erwin Mehl, österreichischer Sportwissenschaftler (* 1890)
- 28. Dezember: Sam Peckinpah, US-amerikanischer Filmregisseur (* 1925)
- 29. Dezember: Erich Schmitt, deutscher Karikaturist (* 1924)
- 29. Dezember: Albert Weitnauer, Schweizer Diplomat und erster Staatssekretär der Schweizerischen Eidgenossenschaft (* 1916)
- 31. Dezember: Gonzaque Lécureul, französischer Automobilrennfahrer (* 1887)
- 31. Dezember: Warren Thew, US-amerikanisch-schweizerischer Pianist, Komponist, Lyriker und Zeichner (* 1927)

### Datum unbekannt
- Enrique Clemente Armand-Ugón, uruguayischer Jurist (* 1893)
- Dave Ashman, US-amerikanischer Gewichtheber (* 1934)
- André Chailleux, französischer Organist und Komponist (* 1904)
- Chris Dafeff, kanadischer Geiger, Chorleiter und Musikpädagoge (* 1894)
- Alfonso de Elías, mexikanischer Komponist (* 1902)
- Mario Escobar, chilenischer Tenorsaxophonist (* 1916)
- Rafael Ignacio, dominikanischer Komponist (* 1897)
- Franz West (Politiker), österreichischer Politiker (KPÖ) (* 1909)

## Wissenschaftspreise

### Nobelpreise
- Physik: Carlo Rubbia und Simon van der Meer
- Chemie: Robert Bruce Merrifield
- Medizin: Niels Kaj Jerne, Georges J. F. Köhler und César Milstein
- Literatur: Jaroslav Seifert
- Friedensnobelpreis: Desmond Tutu
- Wirtschaftswissenschaft: Richard Stone

### Turing Award
- Niklaus Wirth, für die Entwicklung mehrerer Programmiersprachen: Euler, Algol W, Modula und insbesondere Pascal.